# バンプレストオリジナルのキャラクター一覧
バンプレストオリジナルのキャラクター一覧（バンプレストオリジナルのキャラクターいちらん、英: Characters List of BANPRESTO ORIGINAL）は、バンプレスト（後のバンダイナムコゲームス）のコンピュータゲーム作品『スーパーロボット大戦シリーズ』（以下スパロボ）、および原生、派生作品などに登場するシリーズオリジナルのキャラクターを一覧にしたものである。
バンダイナムコゲームス名義が販売するのスパロボシリーズのオリジナルキャラクターは、本項の記述には「バンプレストオリジナル」を含めた。
- 作品によって設定が異なるキャラクターは、特記のない限り『OGシリーズ / 無限のフロンティアシリーズ』における設定である。『OG』に登場したキャラクターのスペルはOG特典小冊子より。由来が明確な者以外はファーストネームのみを記す。北米版『OG』でスペルが異なるものは（日本版 / 北米版）の順に表記する。
- 声の担当が記してあるものは特記のない限りゲーム中、ならびに2006年のアニメ作品『スーパーロボット大戦OG -ディバイン・ウォーズ-』（以下『DW』）、2010年のアニメ作品『スーパーロボット大戦OG -ジ・インスペクター-』（以下『OGIN』）での配役。
- 『魔装機神シリーズ』の登場人物は詳細の専用ページを参照。
- 『Another Century's Episode』シリーズのオリジナル人物は、『バンプレストオリジナル』とは別の名義の『Another Century's Episode オリジナル』を使用していたためリストには含まない、同シリーズの登場人物は詳細の作品ページを参照。

## スーパーロボット大戦OGシリーズ、OGサーガシリーズ

### 地球連邦

#### 地球連邦政府
カール・シュトレーゼマン (Carl / Karl Schtleseman)
声 - 亀井三郎
『スーパーロボット大戦ORIGINAL GENERATION（以下『OG』）』に登場。男性。75歳。連邦政府安全保障委員会の副委員長であり、EOT特別審議会議長。メテオ3を始めとするEOTの解析によって異星人達の強大さを知り、徹底抗戦を唱えたビアンやマイヤーの妨害を行う一方、南極会談において秘密裏に異星人への無条件降伏を行おうとした（これを察知したビアンらは反発し、シュウの攻撃により会談は失敗。これがDC戦争のきっかけとなった）。DC戦争後はレンジ・イスルギ共々シロガネに乗艦し、保身のために地球をエアロゲイターに売り渡そうとした。しかしヴィレッタの搭乗するエゼキエルにブリッジを破壊され死亡する。『DW』ではジュネーブを脱出した直後にエアロゲイターの襲撃を受けて死亡。
コロニー独立反対派の筆頭で、アーチボルド・グリムズを使ってエルピス事件を引き起こした黒幕でもある。
本来はプロットのみが存在する「武装機甲士グランゾン」の登場人物だった。
アルバート・グレイ (Albert Grey)
声 - をはり万造
『OG』に登場。男性。52歳。シュトレーゼマンの腹心の部下。基本的に自分の保身を最優先に考える。強面だが気弱な性格で、シュトレーゼマンの傀儡となっている。南極事件の際、地球側の大使として会談に参加していたがシュウの攻撃を受けて負傷した。最後はシュトレーゼマンに見捨てられ、ジュネーブを襲撃したテンザンのヴァルシオン改に殺される。『DW』ではシュトレーゼマン共々、ジュネーブ脱出直後にエアロゲイターの襲撃で死亡。
ブライアン・ミッドクリッド (Bryan / Brian Midcrid)
声 - 速水奨
コロニー統合府および地球連邦の元大統領。男性。初登場は『OG』。かつてコロニーの独立自治権獲得運動(NID4)を指導し、非暴力でコロニー独立を勝ち取った有能な政治家。相当な切れ者で、DC戦争時は開戦以来ほとんど身ひとつでコロニー統合軍の追跡から逃れ続けた上、ヒリュウ改に救出されるとその場で囮役を申し出て、さらに統合軍を出し抜いた。L5戦役中、DC残党の攻撃によってジュネーブが攻撃され連邦政府の要人が死亡すると、政府から乞われて臨時大統領に就任。戦役終結後、正式に大統領となる。L5戦役後の「東京宣言」にて異星人の存在を公表し（本意ではなくグライエンらの突き上げによる強行）「イージス計画」を推進した。『OG2』ではグライエン派によるクーデターの際に自ら辞任し、大統領の座を明け渡すことで無駄な流血を避けている。もっとも、グライエンの唱えたハルパーの鎌を「死神に魅入られている」と評し、彼の政権は短命になると予測している。
グライエン・グラスマン (Graien Grusman)
声 - 金光宣明
連邦政府安全保障委員会の委員長。男性。優れた根回しの手腕と冷厳な風貌から「ウィザード」とあだ名されるタカ派の政治家。ブライアンの「イージス計画」に対し「地球に必要なのはイージスの盾ではなくハルパーの鎌」と唱え、異星人との徹底抗戦を訴える。ミツコ・イスルギやケネス・ギャレットと繋がりを持ち、後に軍のタカ派を操ってクーデターを起こし（作戦名は「ミッション・ハルパー」）、地球連邦の大統領に就任した。シュトレーゼマンとは政敵の間柄であった。直属部隊のガイアセイバーズを作り彼らを「地球を護る剣」としようとしたが、アルテウルの策略により死亡（この謀殺は鋼龍戦隊に罪を被せることも目的だった）。結果的にブライアンの予測通りとなってしまった。
ニブハル・ムブハル (Nivhal / Nibhal Mubhal)
声 - 石井康嗣
初登場は『OG』。豊富な人脈を持ち、シュトレーゼマンの派閥に属していた。ブライアンの秘書で、彼の地球連邦大統領就任とともに大統領補佐官になる。ゾヴォーグ側の人物であるらしく、ゾヴォーグの言う「先任者」よりも先に地球へ赴いていたとされるが、素性や言動に謎が多くその正体は不明。L5戦役後、計画自体が凍結されていたSRX計画やATX計画を積極的に後押しし、計画を再開させるよう取り計らったのも彼の尽力によるものだが、ウェンドロはそれらの計画で得られた軍事技術をインスペクターとは別の「何者か」に提出するつもりではないかと推測していた。
ミッション・ハルパー後もブライアンと接触していたがグライエンの補佐官となり行動する一方、ツェントル・プロジェクトの重要人物であるアルテウル・シュタインベックを通じてミタール・ザパトと接触している。
『第2次OG』ではアルテウルの片腕として職務を支えるが、ルートによっては終盤に口封じとして処分される。
テイラー・ケントルム
連邦政府上院議員で、アクア・ケントルムの父親。基本的には真面目でグラスマンのクーデターにも関与していない。娘への溺愛と心配性ゆえ、議員特権で伊豆基地に私的通信を送ってアクアやカイ、ケネスを呆れさせた。髪の色はアクアと同じ。

#### 地球連邦軍
レイカー・ランドルフ (Layker / Laker Randolf)
声 - 納谷六朗（『α ORIGINAL STORY』）、清川元夢（『DW』）
男性。58歳。階級は准将。初出はドラマCD『スーパーロボット大戦α ORIGINAL STORY』。『OG』では地球連邦軍極東支部、『OG2』以降は極東方面軍の司令官。ダイテツ艦長とは士官学校の同期。ノーマンの意見に賛同し、グレッグとともに極東支部伊豆基地においてSRX計画をスタートさせた。『OG2』中盤、ミッション・ハルパーの際にケネスに指揮権を奪われており、以降は伊豆基地内で事実上の軟禁状態にある。『DW』では凍結されたSRX計画の機体の解除と軟禁されたSRXチームの解放を独断で行い、オペレーションSRWに参加させた。『第2次OG』においてケネスが更迭され司令に復帰している。
サカエ・タカナカ（高中 栄） (Sakae Takanaka)
声 - 鈴木琢磨
初出はドラマCD『スーパーロボット大戦α ORIGINAL STORY』。40歳。階級は中佐。部下の命を大切に考えるあまりに融通の利かない部分があるが、優秀な副官。レイカー付きの参謀だったが、L5戦役後の軍再編の際に伊豆基地の副司令に就任した模様。ミッション・ハルパーの際に失脚、後にレイカー共々復帰する。
ノーマン・スレイ (Norman Slay)
声 - 大林隆介
『OG』に登場。男性。59歳。階級は少将。参謀本部でも知将として知られた軍人。異星人の脅威を早くから察知し地球圏防衛委員会を結成。スペースノア級万能戦艦の建造やSRX計画、ATX計画などの新型機開発計画を指揮した。L5戦役においては旗艦グレートアークからオペレーションSRWの指揮を執ったが、ホワイトスター突入の際にエアロゲイターの攻撃を受け戦死した。『DW』ではイングラムの裏切りによるSRX計画の凍結（ゲーム版とは違い一時的な措置ではなかった）とパイロットの尋問をレイカーに指示していた。
リー・リンジュン (Lee Linjun)
声 - 若林亮（『OGs』）、岡野浩介（『OGIN』以降）
初出は『OG2』。シロガネの新艦長。男性。29歳。階級は中佐。テツヤとは同期で、士官学校を首席で卒業した。
その完璧さから“パーフェクト”の二つ名で呼ばれていた。軍規に厳しく基本に忠実だが『ORIGINAL GENERATIONS』（以下『OGs』までは実戦経験に乏しく異常時の判断ミスも多い他、自分が上官侮辱をしながら部下の上官侮辱を許せなかったり、前述の判断ミスも部下に責任を擦り付けるなど極めて狭量で人間味に欠ける面が目立っていた。
L5戦役中に北京市街の戦闘（イングラムが裏切った際の戦闘）で両親とシンシアを失い、ハガネ隊のことを快く思っていない。エキドナの策略によりシロガネごと捕らえられるが、ヴィンデルの思想に共感してシャドウミラーに寝返る。継続してシロガネの指揮を執り、ラングレー攻防戦でハガネを砲撃しダイテツを戦死させる。
ホワイトスターにおける決戦で劣勢となりテツヤを超えることに固執して特攻を仕掛けるが、クロガネの回転衝角で返り討ちに遭い、自分の過ちを最後まで認めることなく殉職した。『OGS』では死亡せず、大破したシロガネと行方をくらます。『OGIN』ではゲーム中の言動の大半がカット（ダイテツの生死にも絡まない）され、シャドウミラー側へ裏切ることなく最後まで連邦軍に所属。最終決戦の後、シロガネでホワイトスター宙域に現れ友軍機の回収を指示した。
『第2次OG』ではアルテウルに拾われ、ガイアセイバーズ旗艦エア・クリスマスの艦長カーリー・ナウマン大佐として秘密裏に連邦軍へ出戻る。容姿はそのままなので鋼龍戦隊のメンバーにはすぐにリーと気づかれたが、レフィーナのみ当初は気づいていなかった。アルテウルからはその艦隊指揮を評価されている。『OGS』同様軍規と上下関係に厳しい面は変わらないが自分本位な言動は薄れている。
物語が進むにつれアルテウルに疑問を持ち始め、最終盤に異星人として正体を現したアルテウルことユーゼスのアダマトロンに対して攻撃。テツヤに力を得ることと彼を越えることに固執していた過去の自身を省みる気持ちを打ち明けた後エア・クリスマスの秘匿された機能である空間跳躍を行い、艦自体をアダマトロン内部で爆発させることで鋼龍戦隊に逆転の糸口を与え、生死不明となる。
グレッグ・パストラル (Greg Pastral)
『OG』に登場。地球連邦軍北米支部ラングレー基地司令官。男性。55歳。階級は少将。ノーマンの意見に賛同し、レイカーとともに北米支部ラングレー基地においてATX計画をスタートさせた。DC戦争においてヒリュウ改を逃がすため基地にとどまり戦死する。『DW』ではラングレー基地壊滅の描写がないが、『DW』準拠の漫画版『Record of ATX』では基地が陥落し、その最後まで指揮を執っていたと語られている。
ケネス・ギャレット (Kenneth Garret)
声 - 高岡瓶々
初出は『OG2』。グレッグの後任としてラングレー基地司令官に就任した。男性。階級は少将。極東基地司令のレイカーに対抗意識を持つ。上昇志向が強く部下の人使いが荒い。キョウスケ達を目の敵にしている。インスペクターに北米基地を奪われる失態を犯すが、グライエン派につきミッション・ハルパーにより伊豆基地の司令官に就任。その後もレイオス・プランやRXR計画を己の功績にしようとしており、実績作りに腐心している。スキンヘッドにサングラスという容貌で、影に日向に「タコ」呼ばわりされている。ダイテツ同様、ポッカータイプのパイプを愛用している。『第2次OG2』の終盤に失脚する。
マウロ・ガット (Mauro)
声 - 金尾哲夫
初出はOVAから派生したドラマCD。インスペクター事件後に行われた連邦軍次期主力機トライアルの責任者。イスルギ重工やウォン重工業と癒着し、ゲシュタルトの採用を推し進めていたが、ODEシステムの詳細については知らされていなかった。ゲシュタルトにODEシステムが搭載されていることを知った後もイスルギに対してその事実を隠蔽していたため、『OG外伝』ではミツコの放った刺客に暗殺される。
ハルマ・キド
声 - 中多和宏
初出は『DW』。階級は中尉。戦車隊の指揮官。模擬戦でリュウセイを敗北させ「このままでは味方を巻き込んだ挙句死ぬ」と忠告した。後にテンザンに小隊ごと全滅させられそうになるが、救援に駆けつけたリュウセイに助けられる。戦闘後、自分の未熟さに悩むリュウセイを労った。その後エアロゲイターが本格的に攻撃を開始した際も戦車隊を率いて戦ったがかなわず、再び駆けつけたSRXチームに助けられた。当時のリュウセイが敬語を使って会話していた数少ない人物。
ムスタファ・ケセル
初出は『OGクロニクル』、名前は『OG外伝』にて設定され、『告死鳥戦記』で名字が設定された。地球連邦軍インジリスク基地の司令官。あくまで善意からではあるが、旧教導隊の一員だったカイに対し、女子供ばかりの現教導隊のお目付け役は役不足ではないかと苦言を呈している。レイカーとは旧友の仲。
フェルベール・ダルラン
『OGクロニクル』に登場。連邦軍クエバス基地の司令官。利己心が強く、DC残党狩りを行い中央復帰を画策していた。そのためには手段を選ばず子供を人質にとることもあった。アルトアイゼンを模したPT（解説では「アルトモドキ」と称される）を使用。ATXチームの勇名を利用するための偽装であったが、ベーオウルフ（「向こう側」のキョウスケ）に敵愾心を持つアクセルの駆るソウルゲインに撃墜され戦死している。
ファン
『OGクロニクル』に登場。クエバス基地に所属、階級は少尉。DC残党バルバラ隊にスパイとして潜伏。その際はエンリケと呼ばれていた。乗機はリオン。機密通信中をティモに聞かれそのまま拉致した。
アラン・バルディーニ
『OGクロニクル』に登場。ブラック・モヒカン隊のメンバー。SRXチームが別任務で離れた際のピンチヒッターとしてハガネに配属された。オペレーターのリオに一目ぼれした。乗機は量産型ヒュッケバインMk-II。ワンオフ機や特機に頼らず量産機で戦うことに誇りを持っている。
エル、ファン
『OGクロニクル』に登場。ブラック・モヒカン隊のメンバー。
カルロ・サッキ
『告死鳥戦記』に登場。
ギャスパル・ギラン
初出は『第2次OG』。地球連邦軍元帥。清濁併せ呑める狡猾な人物で、利用価値のあるものは敵対勢力でも利用し、利用価値がないものは味方ですら平然と切り捨てる冷酷無比な部分を持つ。軍人が職を失わないためには敵の存在が欠かせないという持論を持ち、反連邦勢力の存在も必要悪として許容している。一方、家庭では孫を可愛がる子煩悩な面もある。
ダニエル・ハウエル
初出は『第2次OG』。地球連邦軍統合参謀本部議長。階級は大将。ギャスパルの副官的存在。官僚的な気質で行動派のノーマン・スレイとは反りが合わなかった。ギャスパルに代わり実際の軍令を執行しているらしく、オペレーション・レコンキスタならびにアイスブレイカーの作戦立案作業は彼が行った。
ジェイコブ・ムーア
初出は『第2次OG』。地球連邦軍情報部長官。階級は中将。かつては自身も優れた諜報員であった。政財界に強いコネを持つ。ガイアセイバーズの策略により、連邦軍に追われる立場となった鋼龍戦隊と統合参謀本部の橋渡し役を務める。妻がいたが事故で死別している。
ハンフリー・イネス
初出は『第2次OG』。地球連邦軍宇宙軍、軌道哨戒第3戦隊司令。階級は大佐。宇宙軍の中では珍しい地球生まれの艦長で、L5戦役で生き残った歴戦の軍人。宇宙軍きっての堅物であり特化戦力である鋼龍戦隊を快く思っていなかったが、反逆者となっても大局のために戦い続ける姿勢を目の当たりにし、一定の理解を示すようになった。

##### 鋼龍戦隊
マイルズ・ブースロイド
初出は『OGMD』。グライエン大統領暗殺事件に関連して、連邦軍統合参謀本部から鋼龍戦隊に送られた新たな戦隊司令。
当初は何かあるたびに参謀本部からの指示を待って動くなどマニュアル的な対応が多く、厳格で気難しい性格も相まって鋼龍戦隊の面々からは不満を持たれていた。だがそれはダニエル本部議長からの「現場の視野狭窄な判断に振り回されるな」という指示を守るべく私情を挟まないようにしていたためで、実際には規律や人道を重んじる正義漢であると共に、人情的・情熱的な面も兼ね備えている。後に「マイルズ自身が視野狭窄になってはならない」という裏の意味もあったことをダニエルから教えられ、以降は本来の性格と自身の考えに基づいた行動を見せ、鋼龍戦隊の面々から次第に再評価されることとなる。それ以前にも、グランティード・ドラゴデウスに取り付けられた爆弾の存在（逃亡した際に自爆させるためのもの。本部から口外を禁じられていた）を、自らが悪名を被る形でトーヤ達に教えるなど、本部を盲信しているわけではない様子も見せていた。
SRX計画

- リュウセイ・ダテ
- ライディース・F・ブランシュタイン
- アヤ・コバヤシ
- マイ・コバヤシ
- ヴィレッタ・バディム
- イングラム・プリスケン
- カーク・ハミル
- ロバート・H・オオミヤ
- ケンゾウ・コバヤシ

ATX計画

- キョウスケ・ナンブ
- エクセレン・ブロウニング
- マリオン・ラドム

以下は上記項目に記されていない関係者。
- ブルックリン・ラックフィールド
- クスハ・ミズハ
  - 現ATXチーム隊員。以上の2人は超機人#超機人関係者を参照。

- ゼンガー・ゾンボルト
  - 初代ATXチーム隊長で、元アサルト1。#クロガネクルーを参照。

- ラミア・ラヴレス
  - 元アサルト4。シャドウミラー#ラミア・ラヴレスを参照。

旧・特殊戦技教導隊
ゼンガー・ゾンボルト、エルザム・V・ブランシュタイン
#クロガネクルーを参照。
ギリアム・イェーガー (Guiliam / Gilliam Yager)
声 - 田中秀幸
初出は『ヒーロー戦記 プロジェクト オリュンポス』の登場人物（乗機はゲシュペンスト）かつ最終ボス（乗機はXNガイスト）。SRWシリーズには『第4次』から登場。
過去に犯した「罪」を贖うため、様々な並行世界を彷徨って戦い続ける宿命を背負っている。クールな外見や謎めいた面を持つが、その本質は義に篤く情に弱い熱血漢で激情家。それゆえ悲壮かつ未だ謎に包まれた出自に関わらず仲間達からの信頼も篤い。その性格から、しばしば頭に血が上って無茶な突撃行動を取る癖がある。『OG』シリーズでは連邦軍情報部所属で、様々な作戦の根回しや事件の追跡調査で活躍している。予知能力を持つ。旧教導隊最年少で自称27歳、長命種の超人という裏設定があるため実年齢は不明。階級は少佐。『DW』でのコールサインは「ゴースト2」。
「アポロン」「ヘリオス・オリンパス」の別名や、「漆黒の堕天使」の通り名を持つ。元々は『ヒーロー戦記』の人物であり、その世界から『OG』においてシャドウミラーのいた「向こう側」の世界へ飛ばされ、さらに事故で「こちら側」へと飛ばされてきた経緯を持つ。様々な要素が入り混じった自分たちの住む世界のことを「実験室のフラスコ」と呼び、世界が危ういバランスの上に成り立っていることを危惧している。OVA以降、壁際で腕を組んで立っていることが多く、リュウセイから「壁際のいぶし銀」の異名を付けられた。
乗機はゲシュペンストMk-II・タイプR→ゲシュペンスト・タイプR、ゲシュペンスト・タイプRV。ゲシュペンスト系の機体と縁が深い。
専用BGMは「熱風!疾風!サイバスター」（第○次シリーズ）、「TIME TO COME」（OGシリーズ）、「英雄戦記」（ゲシュペンスト・タイプRV）。「英雄戦記」は『ヒーロー戦記』のタイトルBGMをアレンジしたもの。
イングラムやヴィレッタのモチーフとなった人物である。イングラムとは並行世界を彷徨う宿命を背負う者、という共通点を持ち、それを最初から見抜いていた（イングラムの方はギリアムと対峙するまで正体を見抜けず「とんだイレギュラー」と呼んでいる）。イングラムの死の際にはその宿命に同情するような態度を見せた。イングラムのクローン的存在であるヴィレッタを真っ先に信用しており、彼女から特別に信頼されている模様。
『ヒーロー戦記』での詳細はヒーロー戦記 プロジェクト オリュンポス#主要なプレイヤーメンバーを参照。
実は他作品にも登場する『ギリアム・イェーガー』は全員同一人物であることが明かされている（他シリーズは不明だが、少なくともOG世界軸では『ヒーロー戦記』後のギリアムであるため、描写がないだけでアムロ・レイ、モロボシ・ダン、南光太郎の事をハッキリと覚えている）。
カイ・キタムラ（北村 開） (Kai Kitamura)
声 - 西前忠久
初出は『スーパーロボットスピリッツ』の前日談小説（後姿のみだがイラストが描かれている）。SRWシリーズでは『OG』より登場。男性。36歳。旧特殊戦技教導隊メンバーの一人で、極東基地のPT部隊指揮官。階級は少佐（初出時は大尉）。『DW』『OGs』でのコールサインは「ゴースト1」、『OGクロニクル』では「チャーリー1」。
かつては鬼教官として知られ、命令違反で勝手に飛び出したマサキを正座させ、長時間説教を加えたこともあった。『DW』では初めてゲシュペンストMk-II・タイプTTに乗った民間人のリュウセイに銃を突き付けたことがある（イングラムの仲裁でことなきを得ており、禍根は残らなかったようである）。しかしラトゥーニなど自分の娘と同世代の部下と接する中で、強硬一辺倒だけの態度では好ましくないと考え、均衡の取れた接し方を心がけるようになった。『OG2』では捕虜となったアラドの説得をダイテツらに申し出ている。
L5戦役後はハワイ・ヒッカム基地で新生教導隊の指揮官となる。部下となったスクール出身者には特に気を配っており、実の娘と並んで「面倒を見ている子が3人いる」と語る。『OG外伝』ではメンバーの精神状態を勘案して部隊配置の変更を認めた。
厳格な顔立ちと口髭を生やした風貌から年配に見られがちだが、「オッサン」と呼ばれることに対し「まだ30代」として激しい抵抗をみせる。私生活では妻と娘（設定では16歳で名前は「ミナ」）がいる。そのため自分と同じ「年頃の娘を持つ父親」であるユアンと意気投合し、リオに父親の立場から説教していた。『OG外伝』では出向先の周辺で娘へのお土産を買おうとする父親ぶりもみられた。
旧教導隊のメンバーであるだけに高い実力を持ち、剣撃戦闘が得意なゼンガーに対し徒手空拳での格闘戦を得意とする。『OGクロニクル』では道着を着て訓練する姿や、量産型ゲシュペンストMk-IIで背負い投げを繰り出す場面がある（ゲームにも『OG外伝』で「ジェット・マグナムS」として採用）。
旧教導隊時代からの付き合いであるゲシュペンストに対して「息子も同然」と特別な思い入れを持つ。それゆえ量産型ゲシュペンストMk-IIが冷遇される現状に不満を抱き、ギリアムと共にゲシュペンスト強化案「ハロウィン・プラン」を提出する。ゲシュペンストMk-II・タイプSの必殺技「究極!ゲシュペンストキック」のモーション作成も担当した（戦闘時台詞より）。
乗機は緑色に塗装した量産型ゲシュペンストMk-II→量産型ゲシュペンストMk-II改、ゲシュペンストMk-II・タイプS。
専用BGMは「RUSHING DANDY」。
テンペスト・ホーカー
DC、ノイエDCの項参照。
カーウァイ・ラウ (Kar-wai Lau)
『OG』から登場。教導隊創設メンバーで初代隊長。階級は大佐。ゲシュペンスト・タイプSに搭乗した宙間行動中に機体ごと行方不明になる。本来の人物像は不明だが、ゼンガーたちから敬意を寄せられていた。スペースコロニー・エルピスの出身で、このことが『OG』キョウスケ編ではガルインの謎を解く鍵となる。
ゼ・バルマリィ帝国#ガルイン・メハベルの項も参照。

特殊戦技教導隊
カイ・キタムラ
隊長。詳細は#旧・特殊戦技教導隊を参照。
ラミア・ラヴレス
チーフ。詳細はシャドウミラー#ラミア・ラヴレスを参照。
アラド・バランガ、ゼオラ・シュバイツァー、ラトゥーニ・スゥボータ
上記の3人はスクールを参照。
ラーダ・バイラバン
マオ社からの外部スタッフ。詳細は#民間企業を参照。

ハガネクルー
ダイテツ・ミナセ（水無瀬 大鉄） (Daitetsu Minase)
声 - 柴田秀勝
初出はドラマCD『スーパーロボット大戦α ORIGINAL STORY』。ゲームでは『OG』から登場。男性。56歳。階級は中佐。ハガネ艦長で実質的な部隊司令官。かつてヒリュウ艦長を務めた際は冥王星外宙域でエアロゲイターの大群と遭遇し辛くも帰還、南極事件の際にはシュウに乗艦シロガネを撃沈されるも生還した百戦錬磨の名将。L5戦役の終盤にはクロガネの指揮を執ることもあった。個性の強い部下たちからも強く尊敬されており、彼らをまとめる器の大きさも持つ。『OG2』におけるオペレーション・プランタジネットの最終フェイズ・ラングレー基地奪還作戦においてハガネが大破した際に致命傷を負い、「生きて活路を切り開け」と最後の命令を残して戦死する。葬儀では多くの人物が涙を流して哀悼の意を表した（マサキやアイビス、ツグミは号泣。『OGs』ではカチーナすら涙をこらえられなかった。レーツェルは「エルザムとして見送りたい」とサングラスを外した姿で参列。『OGIN』では重傷を負ったキョウスケも無理を押して参列した）。エルザムやゼンガーらが影となって活動する際、レイカーと共に尽力。レイカーから士官学校の校長就任を薦められていたが、本人は練習艦の艦長職を希望し、あくまで現場での後進の指導にこだわっていた。
日本酒党で大吟醸「振袖」を愛飲。ショーンとはヒリュウ艦長の頃からの仲で、共に酒を酌み交わす場面もある。エクセレンとも飲み仲間で、彼女が乗艦した際には酒盛りに誘っていた。愛煙家でもあり、ポッカーパイプを常にくわえている。息子は既に他界しているが、孫娘がいる。
専用BGMは「鋼の方舟、天翔ける龍」（GBA版。北米版『OG2』での曲名は「Ships Full of Hope」）、「鋼の方舟 Ver.M」（『OGs』）。
テツヤ・オノデラ（小野寺 鉄哉） (Tetsuya Onodera)
声 - 堀川仁
初出はドラマCD『スーパーロボット大戦α ORIGINAL STORY』。ゲームでは『OG』から登場。男性。29歳。ハガネ副長→艦長。階級は大尉→少佐→中佐。軍務一筋の堅物な常識人だが、鋭い思考力を持つ。また、善良な性格でもあり、DC戦争時にはハガネで虜囚の身となったリョウトの将来を案じダイテツを説得して仲間に引き入れた。士官学校は次席卒業。シロガネ新艦長のリーとは同期生で、常に二番手として後塵を拝してきた。しかしダイテツの元で実戦経験豊富な指揮官に育ち、ホワイトスター攻略時にトロニウム・バスターキャノンを利用した突破作戦を提案するなど、活躍を見せる。
L5戦役後、ゆくゆくはスペースノア級四番艦以降の艦長を任される予定だったが、完成前にノイエDCの反乱が起こったため、引き続きハガネ副長を務める。オペレーション・プランタジネットにおけるハガネ大破とダイテツの戦死により、クルーと共に移乗したクロガネの指揮を執る（この際、自分はあくまで「艦長代理」であるとした）。ホワイトスター宙域での戦闘で宿敵リーを討ち、ダイテツの無念を晴らした。その後、『OG2』のエンディングにて修復されたハガネの艦長となった。『OGIN』ではリーが裏切らないため、仇討ちの展開も存在しない。
突発的な事態が起きた際の「何っ!?」という台詞が口癖。魔女や悪魔などオカルト系の話題に対する免疫はほとんどない。下戸かつタバコが苦手で、ダイテツやショーンにからかわれている。明確な恋愛感情には至らないが、ヒリュウ改艦長のレフィーナとはお互い好意を持っている模様。
『OGMD』ではグライエン大統領暗殺事件に関連してハガネ副長に降格した。
出典は不明ながら、「哲哉」という漢字表記もいくつかのサイト等で見られる。
専用BGMは「鋼の方舟 Ver.M」。
ギント・キタウミ
声 - 谷昌樹
初出は『OGMD』。グライエン大統領暗殺事件に関連して、連邦軍から鋼龍戦隊に送られたハガネの新艦長。封印戦争（『第2次OG』）の時点では連邦軍第4艦隊旗艦の艦長を務めていたが、防衛戦にて上層部の命令によって撤退が出来ないままの交戦を強いられて艦隊が壊滅するという憂き目にあい、その後マイルズからの推薦を受けてハガネ艦長となった。寡黙であるが剛毅朴訥で実直という性格がダイテツと似ていることもあり、マイルズとは対照的に早くからテツヤたち鋼龍戦隊の面々から信頼と親しみを受けていた。自分を任命したマイルズへは基本的に忠実だが、当初はマニュアル的だった彼へ意見具申として現状に則った修正案を進言するなどもしている。ガディソードの要塞ラブルパイラとの交戦時にて、あくまで本部の命令を待つマイルズの指示を無視して撤退を命令・実行したため一時拘束されるが、ダニエルの指示によって復帰。考えを改めたマイルズと共に無事戦い抜いた。
エイタ・ナダカ（名高 英太） (Eita Nadaka)
声 - 田中大文
ハガネのブリッジオペレーター。男性。20歳。階級は伍長。オペレーション能力は優れているが、一言多い性格。リオとは元同僚にあたる。南極事件の頃からダイテツの下でオペレーターを務め、ハガネのクルーになったのはその縁でテツヤが推薦したため。オペレーション・プランタジネットにおけるラングレー基地脱出時に負傷するが回復し、終戦後もテツヤの下でオペレーターの任に着いた。L5戦役の頃はユンに気があるような台詞が存在したが、インスペクター事件後はハガネに新しい女性クルーが来ることを期待するなど、やや浮ついている。テツヤの口癖「何っ!?」がお気に入り。『OGs』ではクロガネの艦長席に座るのを躊躇するテツヤを激励した。一時期PTパイロットを目指したことがあり、『OGクロニクル』では適正試験を受けるが落ちている。
『OGIN』ではブリッジ要員として新キャラクターのアヅキが登場したため、相対的に出番が減っている。一方、ドラマCDでは彼が主役を務めたエピソードがあり、本編の主要キャラクターより出番が多くなっている。
イルムガルト・カザハラ (Irum / Irmgult Kazahara)
声 - 堀内賢雄
男性。28歳。この年齢での初出は『スーパーロボット大戦α（以下『α』）』。愛称はイルム (Irum / Irm)。階級は中尉。女好きのお調子者で、口も手も達者な快楽主義者。守備範囲は8歳から50歳でラトゥーニも含むが、ヴァルシオーネは範囲外。一方で手段を選ばぬ冷徹な面も持ち、『OG2』では人質に取られたリンを犠牲にしてでもメキボスを倒そうとした。父はテスラ・ライヒ研究所（以下「テスラ研」）の所長でグルンガストを開発したジョナサン・カザハラ。性格は完全に父譲りらしい。一時期リンと絶縁状態にあったが、『OG』のエンディング後によりを戻した模様。かつてはイングラムが隊長を務めたPTXチームの一員だった。『OGMD』ではリョウト、リオ、イングをメンバーにPTXチームを再結成している。
『α』の設定では、『LOE』のラングラン崩壊以前にマサキが地上へ出た際に遭遇した戦闘機のパイロットがイルムである。
乗機 (OGシリーズ) はグルンガスト→グルンガスト改（Ver.OG）、ヒュッケバイン009など。
乗機 (αシリーズ) はグルンガスト改（Ver.α）/ヒュッケバインEX（Ver.α）、量産型ゲシュペンストMk-II
専用BGMは「TIME TO COME」。
『第4次/S』『F/完結編』におけるイルムガルト・カザハラについては#第4次スーパーロボット大戦、スーパーロボット大戦F/F完結編を参照。
第○次シリーズのイルムと『α』以降のイルムは、基本設定が同様なだけで別人とされる。
リョウト・ヒカワ（氷川 諒斗） (Ryoto Hikawa)
声 - 小林由美子
初出は『スーパーヒーロー作戦』のセーブキャラクターその4（ヴィレッタの恋人2）。SRWシリーズには『α』から登場（選択主人公の1人）。日本人。男性。18歳。階級は曹長→少尉。10月2日生まれのAB型。末っ子で、姉が4人いる。
リュウセイやテンザン同様、バーニングPTによる適正者選抜でDCにスカウトされた。ハガネ隊との交戦時に搭乗機が墜落して捕虜となり、脱走を図るも自分が捨て駒にされたことを知ってハガネ隊に味方する。以後、ハガネ所属のパイロット兼整備士となる。性格は気弱でおとなしいが、ひとたび怒ると周囲が驚くほどの激しい感情を露にする。実家が空手の道場で自身も有段者。後にヒュッケバインボクサーのモーション作成も担当している。
恋愛に関しては奥手だが、リオとの仲に関してユアンからお墨付きをもらうまでに進展した。コンピューターや機械いじりが趣味。DC在籍時にリオンの構造を学んでおり、それを基に小型テスラ・ドライブを設計したことでロバートに開発者の素質を認められる。『OG2』ではマオ社へ出向してヒュッケバインMk-IIIの開発に参加。SRX計画のメインスタッフの一員に名を連ねていた。本来は状況が落ち着けば軍を辞めて研究に専念するつもりだったが、地球圏を取り巻く空気が不穏なままであることから軍に残り、『OG2』のエンディングでは整備員としてハガネに搭乗。パイロット兼エンジニアの生活を続けている。『OGs』ではリオンの強化改修プラン（アーマリオン）も立案した。
北米版『OG1』のみ、シナリオデモ中は "RYO" と短縮表示される。
乗機はリオン・タイプF、ヒュッケバイン009、量産型ヒュッケバインMk-II、ヒュッケバインMk-III・タイプL、アーマリオン。『DW』ではゲシュペンストMk-II・タイプTT、ビルトシュバインに、『OGIN』『OGMD』ではエクスバインに搭乗。
専用BGMは「RIGHT AND KIND」、「ACE ATTACKER」（ヒュッケバインMk-III。北米版『OG2』での曲名は「Ace Pilot」）。
リオ・メイロン (Rio Meilong)
声 - 夏樹リオ
初出は『α』（選択主人公の1人）。中国人と日本人のハーフ。女性。18歳。2月16日生まれのA型。階級は伍長→曹長→少尉。マオ・インダストリーの重役の娘。『OG』では当初ハガネのオペレーターとして登場。任務のない時にPT操縦訓練を積んでいた。後にアヤの代理として出撃を志願し、適性を認められパイロットに転向。『OG2』ではマオ社でテストパイロットを行っていたが、エンディングでハガネのオペレーターに復帰している。
正義感の強い努力家。明朗快活で真面目な性格だが思い込みの激しい部分もあり、自分が決めた目標に突っ走る傾向がある。
初対面の頃は「（リョウトのようなタイプは）大嫌い」とまで発言していたが、捨て駒にされて落ち込んでいた気弱なリョウトにハッパをかけたり、シミュレーションの勝負で対抗意識を燃やすうち、親密になった。『OG2』では開発者志望のリョウトのためにテストパイロットに徹しようとするなど、丸くなった模様。世話焼きな面があり、ハガネではおとなしいクスハと親しくしていた。リンを尊敬しており、パイロットを志望したのも彼女に憧れたため。
『OGIN』や『第2次OG』ではパイロット専任となっているため、後述のアヅキ・サワが実質後任のオペレーターとして登場している。
ゼンガーやリシュウの台詞として知られる「悪を断つ剣」は、実際にはリオが先に使っている。
乗機はゲシュペンストMk-II・タイプTT、量産型ヒュッケバインMk-II、AMガンナーなど。『INFINITE BATTLE』『OGMD』では赤いエクスバインに搭乗する。
専用BGMは「RIGHT AND KIND」（『OGs』）、「JUSTICE GIRL」（『OG外伝』）。
アヅキ・サワ (Azuki Sawa)
声 - 相沢舞
ハガネのブリッジオペレーター。初出は『OGIN』で、後に『第2次OG』にも逆輸入される形で登場する。名前は、担当声優である相沢の愛猫の名「アズキ」に由来する。同じブリッジ要員のエイタよりも出番が多く、エンディングアニメーションにも登場する。
『第2次OG』では、修羅の乱の後に第2艦橋から第1艦橋に配置換えになったという設定。担当は通信関連。
デザインは河野さち子が担当したが、胸の大きさは相沢が決めたというエピソードが存在する。キャラクターのモデルも相沢本人 で、『第2次OG』では猫好きで歌が上手いなど、相沢に合わせた設定も追加されている。

ヒリュウ改クルー
レフィーナ・エンフィールド (Lefina Enfield)
声 - 岩男潤子
ヒリュウ改艦長。女性。19歳。階級は中佐→大佐。初登場は『OG』だが、それ以前に『α ORIGINAL STORY』のブックレットの解説で名前だけ出ている。アステロイドベルトにあるイカロス基地の航宙士官学校を首席で卒業し、ショーンの推薦もありヒリュウ改艦長に抜擢された。当初は託された使命の重圧から戦いを拒否しようとする場面もあったが、幾多の戦闘を経て一流の指揮官に成長した。おっとりした性格でやや天然ボケ。唯一レーツェルの正体に気づかず、エルザムではないと本人に否定されて信じてしまった正直者（『第3次α』の設定ではアラドも正体に気付いていなかった）。よくショーンにからかわれているが、L5戦役終盤には動じなくなった。アクの強い面々に振り回されることもしばしばで、初期はかなり真剣に悩んでいた。考え方は柔軟で、時にキョウスケ顔負けの無謀な作戦を持ち出すこともある。
ショーンによるとスリーサイズは胸パット込みで82（パットに関しては本人が否定）、漫画版では54・88と続く。北米版『OG』では数値が変更され、ショーンの見立てB34-W26-H36（インチ表示。メートル法に換算するとB86.636 cm・W66.04 cm・H91.44 cm）に対し、B36-W24-H36（B91.44 cm・W60.96 cm・H91.44 cm）と反論している。『OGs』のOG2シナリオでは追加エピソードや中断メッセージでネグリジェ姿とぬいぐるみのライオン「ダンディライオン2号ちゃん」を披露した。この姿での戦闘時には専用の台詞やカットインも用意されている。ダンディ2号ちゃんはレフィーナの表情に合わせて微妙に表情が変わる。ユンによると、士官学校時代から持っているらしい。『OGIN』でも同様の姿でブリッジにいる場面が存在。また、『第2次OG』の中断メッセージで、ダンディ1号ちゃんは「実家でお留守番してもらってる」と言及した。
『DW』第26話（TV未放映）ではエクセレンの口車に乗せられてバニーガール姿を披露し、祝賀会場にいた皆の度肝を抜いた。
『第2次OG』では、地球連邦軍極東方面軍第1独立特殊戦隊、通称”鋼龍戦隊”の司令に任命され、大佐に昇進した。軍内でも強い信頼を得ており、鋼龍戦隊が大統領殺害の嫌疑をかけられた際も最悪の展開を回避できたのはその信頼ゆえと言える。自軍部隊内で軍籍を持つ人物としては、司令官としての威厳が板につき、ウェントスやグラキエースなど自軍の敵対者だった人物も「必要だから」と感情論を抜きにして受け入れ、「命令」を出して否が応でも部隊メンバーに受け入れさせようとするなど、厳しい態度を取ることが増えた。一方で、カーリー・ナウマンの正体がリー・リンジュンであることを（他の面々がすぐ気づいたのに対し）ショーンに指摘されるまで全く気付かなかったなど、天然ボケの面も残っている。
『OGMD』ではグライエン大統領暗殺事件に関連して中佐に降格、戦隊司令から解任されている。
名前の由来はイギリスの兵器工場「エンフィールド造兵廠」から。
専用BGMは「天翔る龍」。
ショーン・ウェブリー (Sean Webley)
声 - 田中完
ヒリュウ改副長。初登場は『OG』。男性。55歳。階級は少佐→中佐。イギリス人。かつてダイテツの指揮するヒリュウの副長を務め、冥王星外宙域での戦闘で生還した経歴を持つ。物腰は穏やかな英国紳士だが、冷静沈着で切れ者。ナイスミドル的な見た目とは裏腹におどけた性格で、皆を煙に巻くような発言が多い。特にレフィーナに対するセクシャルハラスメント発言が目立つ。特技は女性のスリーサイズを当てること、趣味はダイテツと密かに酒盛りをすること。スコッチ党でマッカラン10年を愛飲。
名前の由来はイギリスの銃器メーカー「ウェブリー&スコット社」と俳優ショーン・コネリー。
ユン・ヒョジン (Yung / Eun)
声 - 河原木志穂
ヒリュウ改のオペレーター。女性。20歳。韓国系人。初登場は『OG』。階級は伍長→少尉。レフィーナとは士官学校時代の同期で親友。生真面目でやや潔癖症気味。勤務態度は優秀。階級や立場を超えてレフィーナを叱咤激励することもあった。

オクトパス小隊
カチーナ・タラスク (Katina Tarask)
声 - 矢口アサミ
初出はTCG『スーパーロボット大戦 スクランブルギャザー』のオリジナルキャラクターで、DC所属の狙撃兵（この際の年齢設定は17歳）。シリーズ初登場は『OG』。女性。25歳。階級は中尉。ヒリュウ改所属のPT部隊（GBA版では「カチーナ小隊」と呼ばれていたが、『DW』以降「オクトパス小隊」に統一）隊長でコールサインはオクト1。
血気盛んな性格で、短気かつ男勝り。現場の判断と称して命令違反を犯すこともしばしば。部下に対するしごきも凄いが、ラッセルによると極稀に優しいところもあるらしい。負傷した後に優しくされたタスクからは死亡フラグ扱いされた。怖い物知らずな面が多いが、『OG外伝』において実はグロテスクなものが苦手であることを明かしている。理想主義的な人物が多いハガネ・ヒリュウ隊の中では現実的で厳格なタイプ。マイやアラドを受け入れる際も反発していたが、説得されれば承諾しており、柔軟な思考も併せ持つ。
人よりも先を行くことに魅力を感じる性質であり、いつしか戦闘機乗りとなる。やがて目の当たりにしたPTに「フロンティア」を感じ、PTへの搭乗を強く望むようになった。『OG』では試作機のテストパイロットになることを熱望しており、R-GUNへの搭乗をイングラムに志願したこともあった。『OG2』ではアラド用に調整されていたビルトビルガーの武器考案に参加し、自分が乗ろうと思っていたアルブレードをアラドに譲るなど、やや落ち着いた模様。
乗機はF-28メッサー、赤く塗った量産型ゲシュペンストMk-II→量産型ゲシュペンストMk-II改（『第2次OG』）。ゲームではキョウスケが以前使用した機体を塗り替えたもの。『DW』でも赤いゲシュペンストに乗るが、こちらは最初からヒリュウ改に配備された機体である（台詞や漫画『Record of ATX』の描写などから）。修羅の乱の後、ハロウィン・プランで開発された量産型ゲシュペンストMk-II改に搭乗する。瞳は赤と緑のオッドアイであるが、『OGs』では紫と緑に変更。
パーソナルカラーは赤で、襟元と背中に蛸をあしらったパーソナルマークをつけている（オクトパス小隊のコールサインはこれに由来）。左肩のアーマーにはキルマークを入れている。ゲーム中では『OG外伝』までは常にパイロットスーツ姿で、連邦軍制服を着用している場面はなかった（『第2次OG』『OGIN』では着用）。
専用BGMは「TACO・NA・GU・RI!」。
ラッセル・バーグマン (Russell / Russel Bergman)
声 - 青木崇
初登場は『OG』。オクトパス小隊のPTパイロットでコールサインはオクト2。男性。20歳。階級は曹長→少尉。DC戦争以前からカチーナの部下で、彼女の性格について最もよく知る人間。おとなしく控えめな性格。カチーナの無茶に引きずられることが多いが、一度カチーナを殴り倒して無茶を諌めたことがある。
個性派揃いのバンプレストオリジナルキャラクターの中にあって、特殊な設定がなく性格や容姿もごく普通であるが、防御やサポートに特化したキャラ特性を持つ（高い防御値、援護防御技能、精神コマンドの内容、援護防御が強化されるエースボーナス、搭乗機のカスタムボーナスが装甲値アップ等）。
乗機はF-28メッサー、量産型ゲシュペンストMk-II→量産型ゲシュペンストMk-II改（『第2次OG』）。ゲーム中では以前エクセレンが乗った機体で、『DW』では最初からヒリュウ改の搭載機。GBA版ではカイ機と同じ緑色だったが、『DW』以降は標準カラーの青になった。修羅の乱の後はカチーナ同様、量産型ゲシュペンストMk-II改に搭乗する。
ほとんどのキャラクターに専用BGMが追加された『OGs』において、BGMが追加されなかった数少ないキャラクターの一人で、『OG外伝』『第2次OG』では味方で唯一専用BGMがない。GBA版ではパイロットのカットインも存在しなかった。一方で『OGIN』のドラマCDでは4話すべてに出演しており、比較的出番が多い。
タスク・シングウジ（真宮寺 祐） (Tasuku Shinguji)
声 - 山口勝平
初出は『α』（選択主人公の1人）。日本人。男性。18歳。1月1日生まれのB型。階級は伍長→曹長→少尉。運試しが好きで自称・勝負師だが、キョウスケほど大穴狙いではない。お調子者の楽観主義者で、かなりの女好き。手先が器用で特技は手品。『OG』ではイリュージョンを応用した脱出術で特訓から抜け出している。頭の回転も早く、『OG外伝』において鋭い洞察力を見せた。『OGs』ではGBA版より幾分口調が砕けているほか、ときおり関西弁が混じる。戦闘台詞は博打や賭けに関連するものや、ジョーク、駄洒落、パロディの類が非常に多く、台詞量はエクセレンに匹敵する。常に緑色のバンダナを頭に巻いている。
活発な印象に反して運動音痴であり、PTパイロットの適性検査で体技の点が足りず落ちた経験がある。当初は整備員としてヒリュウ改に乗り組んでいた（『DW』では初登場の時点でパイロット。『Record of ATX』では以前整備班にいた旨の会話がある）。ゼンガーの攻撃でヒリュウ改が危機に陥った際、搭載されていたジガンスクードで飛び出して艦を守った。この後オクトパス小隊に配置転換され（コールサインはオクト4。『DW』ではオクト3）事実上のジガンスクード専任パイロットとなる。フラットフィッシュから大ダメージを受けたジガンスクード・ドゥロを土壇場で機転をきかせ、一撃必殺を放てる状態にした場面もあった。パイロット転向後も整備や新型機の組立・調整などに関わっている。
『OG』のエピローグではプロポーズが混じったような告白をしており、以後レオナの恋人を自称する。『OG2』においては他の女性と話をすると睨まれるなどシリーズを経て仲が進展しており、『OG外伝』の頃には実質的に恋人同士といって差し支えない関係となった。
前述のように一度PTパイロットの試験に落ちているが、PTより扱いに癖のあるジガンスクードをぶっつけ本番で扱えたことから、特機向きの才があったとの見方もできる（ゲームでのパイロット能力や精神コマンドも完全に特機系向きとなっている）。
乗機はジガンスクード→ジガンスクード・ドゥロ、量産型ゲシュペンストMk-II（『DW』）。
専用BGMは「GAN! GAN! GIGAN!」。
レオナ・ガーシュタイン (Leona Garstein)
声 - 榊原ゆい（旧名 - 雛野まよ）
初出は『スーパーヒーロー作戦』のセーブキャラクターその3（イングラムの恋人2）。SRWシリーズには『α』から登場（選択主人公の1人）。ドイツ系と日本系のハーフ。女性。18歳。11月30日生まれのA型。階級は少尉。性格は冷静沈着。恋愛には奥手な面があり、ゼオラほどではないがツンデレの傾向がみられる。
実家のガーシュタイン家はブランシュタイン家の分家にあたり、エルザムやライとはいとこ同士の間柄。エルザムを「エルザム様」（レーツェル時も）、ライを「ライディース」と呼ぶ。エルザムに対しては従兄弟以上の思いを抱いていた様子。
DC戦争時にはマイヤーの意志に従いコロニー統合軍に所属し、エリート部隊「トロイエ隊」のエース・パイロットとしてハガネ・ヒリュウ隊と交戦。ヒリュウ改と統合軍との決戦前にユーリアに後事を託され決戦には参加しなかった。その後、私欲に走るDC・統合軍残党のあり方に疑問を持ち、捨て鉢で出撃するが撃墜、救助される。ライの口添えもありハガネ・ヒリュウ隊に参加。後にオクトパス小隊所属となる（コールサインはオクト3。『DW』第26話ではオクト4）。
タスクに対しては普段素っ気ない態度を取っているが、『OG』ではガーネットから「タスクを（気になる異性として）よく見ている」と指摘され狼狽。『OG2』ではタスクが負傷した際に本気で心配するなど、実際に気になる存在となっている。任務の際に別行動を志願した時には彼に私的な理由による事の謝罪やクライマックスでの一幕から、絆が深まりつつある様子がみられる。『OG外伝』では恋人同然の仲になったが、他人からの指摘には気恥ずかしさからあくまで否定する姿勢を崩さない。同作では中断メッセージの会話で、クスハとリオから「タスクをどう思うか」と質問された際、顔を赤らめて「嫌いではない」と曖昧に答えている。また、リオから二人の間柄が恋人と言われ、核心を突かれて動揺する面もある。
何でもそつなくこなすように見えて、料理が大の苦手。レオナの料理を食べたタスクは悶絶して（直後にクスハの栄養ドリンクを飲んでしまった事もあって）倒れてしまった。『OG2』ではエクセレンの「自分が美味しくないと思う味付けをする」というアドバイスで、実際に美味なお粥が作れるようになった（後に味見役のタスクから毒味と言われて憤慨していた）。『α』では音痴とも設定されていた。現在その設定自体は残っているが使い所が無く、制作側も持てあましている模様。
カチーナが赤い機体に拘るのに対し、レオナはトロイエ隊時代から青系に塗られた機体によく乗っており、事実上のパーソナルカラーとなっている。
『OG2』ではリンからヒュッケバイン008Lを預けられるなど、信頼されている。
乗機はガーリオン、ガーリオン・カスタム（青）、ヒュッケバインMk-III（タイプTまたはR）、ズィーガーリオンなど。
専用BGMは「TREUE」。
リューネ・ゾルダーク (Ryune Zoldark)
声 - 日高奈留美
DC総帥ビアン・ゾルダークの娘。ビアンの死後にハガネおよびヒリュウ改と遭遇し、父の仇とばかりに襲い掛かるが敗れる。以後は吹っ切れてハガネ・ヒリュウ隊に協力している。男勝りな性格だがお世辞に弱く、些細な言葉を真に受けてマサキに一方的に惚れ込んでいる。軍人ではないが、ヒリュウ改の面々と行動を共にすることが多い。『DW』や『OGs』のOG2シナリオ以降、機体搭乗時に専用スーツを着用する。
設定の詳細は魔装機神シリーズの登場人物#リューネを参照。

##### クライ・ウルブズ
- アルベロ・エスト
- ヒューゴ・メディオ
- フォリア・エスト

##### ツェントル・プロジェクト
- ヒューゴ・メディオ
- アクア・ケントルム
- アルベロ・エスト
- ミタール・ザパト
- エルデ・ミッテ
- ドナ・ギャラガー
- エリック・ワン

##### FDXチーム
『告死鳥戦記』にて登場。
- リェータ・ウィーバー
- ヴェスナー・スケリット
- オーセニ・ホドロフスキ
- ジマー・ホルム

##### チーム・ジェルバ
セレーナ・レシタール (Serena Recital)
声 - 佐藤ゆうこ
初登場は『第3次α』。女性。7月21日生まれのAB型。元連邦軍の特殊部隊「チーム・ジェルバ」の工作員（その頃の階級は少尉）。「ミッション・ドール」という任務を遂行中、ゼ・バルマリィ帝国ゴラー・ゴレム隊のクトラに部隊を全滅させられ、以降相棒のエルマと共にスペクトラを追い続ける。本来は陽気で面倒見のいい性格だが、笑顔の裏で他人に心を許さず、また目的のためには味方を裏切るなど手段を選ばないため、仲間の不信感を買うこととなる。しかし、スレイやアイビスらとの交流を経て、仲間達に次第に心を開くようになっていく。スタン・ビュート（電磁ムチ）の名手。隠れた趣味として詩を書いている。家事は出来ないらしく、エルマに任せている。宿敵のスペクトラについては、最後に「もう一人の私」とスペクトラのことを認める。気に入らない相手には毒舌を交えた啖呵を切ることが多い。
好物はスパニッシュオムレツ。スタイルも抜群であるが、その割にはエルマ曰く、「色仕掛けは下手」であるらしい。自称「レディ」だがエルマには「レディは鼻ちょうちんなんて出さないし腹も鳴らない」と否定されている。
スペシャルシナリオでは、ゼオラに自分のファッションを受け継がせようと目論んでいる。
『OGDP』では壊滅前のチーム・ジェルバでの活躍が描かれており、シュウの死を確認するための捜索任務「ミッション・デビル」の遂行中にアルバーダと共にラ・ギアスに召喚され、シュウと出会った事で任務を遂行するために行動を共にする。この中でシュウの仲間であるサフィーネと意気投合し、親友と言って差し支えない間柄となる。
『OGMD』ではチーム・ジェバル壊滅が登場し、アルバータの犠牲でゴラー・ゴレム隊の包囲網から1脱脱出できたものの、彼の遺言を無視して仲間の仇をとろうと敢えてスペクトラうおびき寄せて交戦しスペクトラに手傷を負わせるも激昂した彼女に機体を破壊され、駆け付けたリェータとヴェスナーに救出されて命は取り止めたものの重傷を負う。
搭乗機はASソレアレス→ASアレグリアス、『OGDP』での搭乗機はゲシュテルベン改。1回だけバルマーの量産機であるエスリムを使用したこともある。
専用BGMは「CRYING SURVIVOR」（ASソレアレス）、「INVISIBLE AS.」（ASアレグリアス）。
エルマ
声 - 長谷川知子
初登場は『第3次α』。「チーム・ジェルバ」のスタッフに作られた自律型ロボットで、収集した情報の管理と分析を担当する。セレーナが唯一心を開く相手。チーム専属のエンジニアの手で感情が組み込まれており、情緒豊か。女性の名前に反して少年型の人格プログラムが組まれている。真面目な性格であるため、いい加減な言動が多いセレーナのフォローをすることも多い。そのため、セレーナとは逆に仲間に信頼されている場面も多かった。また、スレイにキスをされたことがある。スペシャルシナリオではクォヴレーの生き様に感動し、来世は人間として生まれ変わりたいと思っている。ASアレグリアスの名付け親で、アレグリアスに搭載されたサーバントはエルマが操っている。なお、単独で浮遊している。
『OGDP』ではチカがからかうごとに本気で怒るなど感情的な部分が強くなり、感情的になると目の部分が赤に変化する。『第3次α』とは異なり浮遊はしていおらず、その点をチカからからかわれる場面もある。
『OGMD』ではスペクトラとの交戦でゲシュペルテン改が破壊された際に共に破してしまう。その後、修理のために製造元のメーカーに送られた模様。
アルバーダ・バイラリン
声 - 赤城進
初出は『OGDP』。『第3次α』では戦死したセレーナの同僚として名前だけ挙がっていた。愛称はアル。チーム・ジェルバの隊員で、セレーナとエルマと共にラ・ギアスに飛ばされ、行動を共にする。陽気かつ豪胆で、B級グルメやものぐさ料理に精通しており、食事に関してちゃんとした食事をとるべきだと主張するエルマと少し揉める事もある。
南極事件でシロガネのクルーだった恋人のジェシカがグランゾンの攻撃で死亡したのを知り、ミッション・デビルの任務中の最中、ミッションの第10項「シュウの存在が手におえない状況となった場合、排除すべし」が適用される事を心のどこかで望んでいたが、シュウの行動を見てその考えを改め、仲間として認める。同時にシュウからも自分の理解者にて友と認められ、別れの際には純粋に感謝の言葉を送り、『魔装機神F』おいてもいつかはアルバータからの「貸し」を返す。その後『OGMD』にて任務中にゼ・バルマリィ帝国ののゴラー・ゴレム隊と戦となり、彼は『第3次α』と同様にスペクトラ殺害される。自分の過去を踏まえて「復讐はいらない」とセレーナに最期の言葉を残すが、この時点の彼女がそれを受け入れることは無かった。彼の死を知ったシュウは、アルバータとの約束を果たすべく、再び鋼龍戦隊と共に戦いに身を投じることとなった。
専用BGMは「CHEERFUL SURVIVOR」。
シンフォーニア
初出は『OGDP』。チーム・ジェルバの隊長。

### クロガネクルー
エルザム・V・ブランシュタイン (Elzam v. Branstein)
声 - 稲田徹
初出は『スーパーロボットスピリッツ』の前日談小説。この時点では外見などの設定は存在せず、詳細な設定が公開されたのは『OG』ならびにその原作に当たる『α ORIGINAL STORY』が初出。ドイツ系。男性。29歳。階級は少佐。コロニーの名門軍人一族であるブランシュタイン家の長子で、ライディースの実兄。常に冷静沈着で、大局を見据えて行動する判断力の持ち主。天才的な操縦技術に加え、料理の腕前もプロ級。DC戦争中はコロニー統合軍からDCへ出向し戦闘指揮官を務めた。ゼンガーとは対照的な性格であるが、自他共に認める親友であり、強く信頼し合っている（L5戦役時、DC側のエルザムと敵対したゼンガーは一目でその真意を悟った）。『第3次スーパーロボット大戦α』（以下『第3次α』）および『DW』では「黒い竜巻」の異名を持つ。
エルピス事件において、妻のカトライアを撃たざるを得なかった過去を持つ。そのため、カトライアに密かな想いを寄せていたライからは逆恨みされていた（後に和解）。エルザム自身は割り切ったように装っているが、実際には拭い難いトラウマになっており、『OG』キョウスケ編ではガルイン（カーウァイ）との決戦で「大義のための犠牲」や心ならずも愛する者たちを討つ運命に翻弄される自分自身に、強い苦悩を見せている。『α』シリーズではエルピス事件後、ブランシュタイン家を出奔して行方不明となっている。こちらでは事件の経緯が違うらしく、ライはエルザムを憎んでおらず、むしろエルザムがライに負い目を持っているような描写がある。
初めてPTを用いてエアロゲイターと交戦した人間である。その際、機体に武装を装備しておらず格闘のみで戦った。
シャドウミラーがいた「向こう側」の世界では、エルピス事件で死亡している。
自分の愛機を黒・赤・黄（金）という派手な三色に塗装し、名称も愛馬にあやかって「トロンベ」（ドイツ語で「竜巻」）と呼ぶ。そのこだわりは徹底しており、戦艦（クロガネ）ですらもトロンベと呼ぶ（GBA版『OG』では戦艦搭乗時も台詞に変更がないため。『OGs』ではパイロット時と台詞が変更され「クロガネ」と呼ぶ台詞が多いが、稀に汎用台詞で「トロンベ」と呼ぶことがある。また、『OG外伝』ではクロガネ専用の台詞に「トロンベ」がある）。
乗機はヒュッケバインMk-II・トロンベ、ガーリオン・トロンベ、クロガネ、ゲシュペンストMk-II・タイプR（武装なし）、『DW』ではトロンベカラーのコスモリオンにも搭乗している。
専用BGMは「Trombe!」。個別にBGMを変更できる作品でも、エルザムのみ変更ができない仕様になっている。このBGMは通常優先されるボスキャラクター専用BGMやイベント指定BGMよりも優先されて流れるが、レオナルド・メディチ・ブンドル（『第2次α』）、および『第2次OG』最終盤の各ボスとの戦闘のみ、相手のBGMが優先される。『第2次α』のサントラには本編未使用の「Trombe! Ver.R」が収録されている。
レーツェル・ファインシュメッカー (Rätsel Feinschmecker / Ratsel Feinschmecker)
声 - 稲田徹
初出は『第2次α』。エルザムがαナンバーズやハガネ・ヒリュウ改に合流する際に使った偽名である。ただ、ゴーグルをかけて変装してはいるが、相変わらず家紋を付けた黒い搭乗機を「トロンベ」と呼ぶなど、真剣に正体を隠そうとはしていない。当初はエルザムと呼ばれるたびに訂正していたが、次第に否定しなくなった。『OG2』でダイテツが戦死した際には変装を解き、エルザムとして死を悼んだ（後に漫画『エルピスの亡霊』では、エルピス事件の犠牲者の遺族に対して自ら本名を名乗っている）。『α』シリーズでは「恥知らずな兄」と自嘲している。
クロガネの艦長も務めているが、非常時には自ら出撃することもある。
本来ならブランシュタイン家の次期当主に当たるはずだが、現在の都合上ミハイル伯父なる人物が当主代行を任せられている。
名前はドイツ語で「謎の食通」という意味。クスハの栄養ドリンクを飲んでも倒れなかった数少ない人間の1人で、しかも使用した材料を全て当てている。『OG2』では下戸であるゼンガーのため、福建鉄観音産の烏龍茶を用意。決戦前の宴席ではアップル・ストゥリューデルを振る舞い、キョウスケとゼンガーには「パニ」を供するなど相変わらずの料理技術を披露した。
乗機はヒュッケバインMk-III・トロンベ、ガーバインMk-IIIトロンベ（『OGIN』）、アウセンザイター。
『第3次α』では孫光龍に対して戦闘台詞があり、最終決戦で真・龍王機を撃墜した際にも台詞がある。同作のエンディングでは最終決戦後に姿を消しているが、αナンバーズ代表としてバルマー艦隊に挨拶に出向いた前作の主人公たちに同行していた。

ゼンガー・ゾンボルト (Sanger Somvold / Sanger Zonvolt)
声 - 小野健一
『スーパーロボット大戦α外伝』（以下『α外伝』）から登場。『α外伝』では敵（ハードルートのみ条件次第で仲間になる）だったが、『第2次スーパーロボット大戦α』（以下『第2次α』）ではスーパー系男主人公に抜擢された。ドイツ人。29歳。1月5日生まれのB型。階級は少佐。時代がかった武骨な「漢（おとこ）」であり、愚直なまでに己の信念と正義を貫く人物である。「悪を断つ剣」と名乗り（「神を断つ剣」「怨霊を断つ剣」「星を薙ぐ剣」「ソフィアの剣」などのバリエーションあり）、自称に違わぬ機動兵器の操縦技術を持つ。グルンガスト零式のパイロットとなるに当たって示現流剣術の達人リシュウ・トウゴウに師事しており、生身でも高い戦闘能力を持っている。現時点ではオリジナルキャラクターの中で最年長の主人公経験者（『第2次α』スーパー系男主人公）。決め台詞は「我に（我が斬艦刀に）断てぬもの無し」。いつも冷静沈着で厳格な口調だが、心優しい欧州紳士でもあり、イルイからソフィアまであらゆる年齢層の女性に対する心配りを忘れない。
『OG』シリーズでは元ATXチームの隊長（元アサルト1）だったが、DC戦争中にDC側につき、以後はエルザムと共にハガネやヒリュウ改のメンバーを陰ながら支えている。エクセレンからは今でも「ボス」と呼ばれている。弱点は酒が飲めないことで、コーヒーに隠し味で入れたスプーン1杯のブランデーで気絶するほどである。
ブリットとは同じリシュウに師事する兄弟弟子の関係、トウマについては「DGGの意思を継ぐ者」と認め、彼の成長に一役買っている。
『超機人 龍虎王伝奇』の稲郷隆馬（リシュウの先祖）に似ており、孫光龍に指摘されたことがある。
刀による戦闘を得意としており、『第2次α』ではロブによるダイゼンガーの武装強化案を一言で断り、参式斬艦刀1本でその後も戦い続けた。
『OGIN』第15話のエンディングにおいて、筋骨逞しい肉体に白褌一丁の姿が描かれており、普段から下着はトランクス等ではなく白褌を愛用している模様。
『PROJECT X ZONE』ではOGシリーズのキャラクターとして登場。プロローグにおいてエンドレス・フロンティアへ転移しハーケン、神夜と出合う。本作では人間サイズにダウンサイジングされた参式斬艦刀に似た剣「霊式斬艦刀」を使用するが、これは元々ゼンガーが普段から帯刀している日本刀に神夜がゼンガーの霊力を感じたことから刀に自身の霊力を送り込み変化させた物となっており、これを使用して生身で「雲燿の太刀」などを行う。
乗機はグルンガスト零式、グルンガスト参式、ダイゼンガー。PTやAMへの乗り換えは不可能となっている（ただし、『OG』で一度だけリオンに搭乗し、漫画『Record of ATX』ではガーリオンの改造機に乗っている）。『OG外伝』『第2次OG』ではグルンガスト系の機体にのみ乗り換え可能。
専用BGMは「悪を断つ剣」、「剣・魂・一・擲」（ダイゼンガー）。2曲の北米版『OG2』での曲名はそれぞれ「A Sword to Smite Evil」「Samurai Sword」。「THE GATE OF MAGUS」（『OG2』で選択可）。
寺田プロデューサーによれば、ゼンガーのモデルはプロデューサーが大学生時代に実際にいた先輩とのこと。
『α外伝』におけるゼンガーはアンセスター#ゼンガー・ゾンボルトを参照。
ユウキ・ジェグナン (Yuuki / Yuuki Jaggar)
声 - 真殿光昭
初出は『α』（選択主人公の1人）。日本人とイギリス人のハーフ。男性。18歳。6月27日生まれのA型。階級は少尉。沈着冷静で頭脳明晰、常に紳士的な態度を心がけている。常識派の人間で少々理屈っぽいところがある。愛称は「ユウ」であるが、『OG』シリーズでは一部の親しい者のみがそう呼ぶ。『OG2』ではノイエDCに所属しカルチェラタン小隊を率いるパイロットだったが、オペレーション・プランタジネットでハガネ・ヒリュウ隊に協力。その後クロガネに同行する。
卑怯な行動を嫌い、弱きを助けることを厭わず正義感が強い（その点でブリットとは似た者同士）。そのため、上官のアーチボルドとはそりが合わない。ブリットのライバル的存在として立ち塞がるが、戦う内に彼の信念を認め、中盤以降は互いを認める良き戦友となっている。いかなる状況でも冷静な判断を下すよう心がけているが、『α』ではユーゼス、『OG2』ではアーチボルドに対しては「許せない」と怒りを露わにしている。『OG』では『α』主人公のうちユウキとカーラだけが登場せず、『OG2』からの参戦である。『OGs』における追加シナリオではラウルたちに疑問を持ち、目的について言及するシーンもある。
オカルトな話題に対しては懐疑論者の立場を取り、超常現象や異星人の存在を信じていないため、アインスト出現や超機人など周りで頻発する超常現象に内心パニックを起こしている。しかし、懐疑的な視点から人類とインスペクターのルーツが同一である可能性についても言及している。自分自身も念動力者であるが、それに関しては肯定も否定もしていない。
趣味は天文学で好物は紅茶。普段は無口だが、これらの話題になると途端に饒舌になる。紅茶は淹れ方や飲み方にはこだわりを持っており、いかなるときも3時の茶は欠かさない。紅茶好きは『α』の時点で何度も描写され、エンディングのラストも「紅茶の時間が来た」という形で締めくくられている。『OG外伝』のシャッフルバトラーでは、ユウキの乗る機体の特殊能力は全て「ティータイム」になっている。
L5戦役中、サンディエゴを襲撃したエアロゲイターの機動部隊と交戦し、民間人であったカーラを救出した（『DW』でそれらしき戦闘が描かれ、ユウキも1カットだけ登場）。
乗機はガーリオン・カスタム、ガーリオンN型（『OGIN』）、ランドグリーズ、エルアインス、ラーズアングリフ、ラーズアングリフ・レイブン。
専用BGMは「絆を信じて」。
リルカーラ・ボーグナイン (Rilcarla / Carla Borgnine)
声 - 松本梨香
初出は『α』（選択主人公の1人）。ドイツ系とイタリア系のハーフでアメリカ国籍。女性。18歳。9月30日生まれのB型。階級は少尉。男勝りで情熱的な性格。愛称は「カーラ」（『α』設定では「リルカ」とも呼ばれるとされていたが、劇中でそう呼ばれたことはない）。人懐っこく面倒見も良いので、仲間の相談役を引き受けることも多々ある。『OG』ではパートナーのユウキ共々未登場、『OG2』でノイエDC所属のパイロットとして登場した。後にハガネ・ヒリュウ隊に協力し、エンディングではユウキと共にクロガネに乗り組む。
楽観主義者で、些細な悩み事は一晩寝ると忘れてしまうタイプ。運動神経は抜群で、生まれ故郷のサンディエゴで芸能界入りを夢見てダンスや歌の練習に励んでいたが、エアロゲイターの襲撃によって家族を失ってしまう。その際ユウキに助けられ、家族の仇を討つためにDC残党に参加した。また、同じ楽天家であるタスクとはノリが合うようで、ユウキとレオナ双方から呆れられている。
趣味は作詞・作曲、そして恋愛映画を見ることと、実はロマンチストな一面も持っている。ユウキが普段そっけないのが、不満である様子。
『DW』でも何度か登場している。
乗機はガーリオン・カスタム、ガーリオンE型（『OGIN』）、ランドグリーズ、エルアインス、ランドグリーズ・レイブン。
専用BGMは「絆を信じて」（『OGs』）、「DANCE & BRACE」（『OG外伝』）。
クルト・ビットナー
声 - 川津泰彦
『第2次OG』に登場。クロガネの艦長で、元コロニー統合軍所属。DCに出向した時にはクロガネの副長を務めた。L5戦役後もエルザムに付き従い、彼が不在の間はクロガネの指揮を執る。顔は『OGs』におけるDC艦長のグラフィックの流用。
トウマ・カノウ
声 - 加瀬康之
初登場は『第3次α』。男性。8月10日生まれのA型。数多くのアルバイトで生計を立てているフリーター。年齢は19歳で、本編中では「もうすぐ20歳」と言っていた。高校時代には、それほど練習に参加できなかったが空手部に所属していた模様。
『第3次α』では、宅配便のバイトで鎌倉のトオミネ・ラボへ行った際、乗り物の運転免許を持っていたということで、雷鳳に乗せられることになる。その後は剣鉄也、獅子王凱、ゼンガーらに教えを受け、また宿敵バラン・ドバンとの戦いを乗り越えることで、徐々に一人前の戦士へと成長していく。
初対面のときにミナキに一目惚れし、彼女の力になろうと必死に努力するが、ときたま空回りすることも。しかし雷鳳に組み込まれた「システムLIOH」により暴走、そのことが父親を盲信していたミナキの心に影を落とすことになる。力だけを追い求めて一時バラン・ドバンに見限られることもあったが、幾多の戦いを経て大雷鳳を完璧に乗りこなし、カオル博士のことをずっと気にしていたミナキの心を救った。
かつて封印戦役中に戦闘に巻き込まれ、ゼンガーに助けられたことがあり、それ以来ダイゼンガーのことを「夏の日の巨人」と呼んでいる。
『OG』シリーズには『OG外伝』から登場。浅草で焼きそば売り、後に函館でバイト中に修羅の乱に巻き込まれ、マグナスに楯突いたために殺されそうになった所をゼンガーらに助けられたという形で「夏の日の巨人」をイベントとして再現されている。『OGIN』では、前述の通り浅草でバイトしている姿のみ登場。
『第2次OG』では、アルバイトで漁船に乗った際の嵐で海に投げ出されて遭難するも、マルベリー島に出入りしている輸送船に助け出され、ルスランの所で働いていた。その後、逃亡者としてルスランの所へやってきた鋼龍戦隊と共に行くことを決意して仕事を辞し、直後にラウル達に雇われてL&Eコーポレーション預かりとして部隊の雑用係となる。第3次αではイルイとの絡みが全く無かったが、OGシリーズでは雑用係として保護されたイルイを戦闘中に世話する役割を担っており、第2次α主人公組に次いで深い関係性を持つようになっている。クロガネの基地がガイアセイバーズに襲撃された時、基地やミナキを護るべくジンライを改修した雷鳳に搭乗する。結果的にシステムLIOHが暴走するも、その行動がゼンガーらに認められてパイロットとして正式採用。生まれ変わったジンライに雷鳳という新しい名前を付けた。その後はアクセルが師となり、システムLIOHは最低限度の操縦補助機能以外凍結して運用する事が決まり、出来るだけシステムに頼らずDMLを活かして戦えるように修行が始まる。後に、襲撃してきたカオル・トオミネ博士の手によって強制起動したシステムLIOHに再度操られるも、これを予見していたミナキの手でシステムが自爆させられ完全に機体のシステム補助を失う。だが、厳しい修行の成果でアクセルらと考案していた機動パターン「ライジング・メテオ」を自力成功させ、完全に雷鳳をモノにする。封印戦争後はそのままクロガネクルーとなる。
搭乗機は雷鳳→大雷鳳。
専用BGMは「闘志、果てなく」（雷鳳）、「疾・風・神・雷」（大雷鳳）。
ミナキ・トオミネ
声 - 松来未祐
初登場は『第3次α』。女性。トオミネラボの現責任者。父は元DCのカオル・トオミネ博士(『第2次OG』では実父ではなく義父）。本来は心優しく責任感の強い人物なのだが、亡き父を盲目的に信奉するところがあり、その遺作である雷鳳の力を引き出しきれないトウマに苛立ちを感じ責めたりもした。しかしカオル博士の残した悪意ともいえる、搭乗者を戦うだけの修羅に変える「システムLIOH」の恐ろしさを目の当たりにし、トウマに深く詫びる。その後は「システムLIOH」をオミットし「ダイレクト・モーション・リンク」に変更。雷鳳が大破した後、トウマ専用のチューンを施して大雷鳳へと改修する。一時トウマとの関係が微妙な時期もあったが、最終的には公私に渡るパートナーとなる。カオルにより「システムLIOH」のテストを長年受けていたため、「システムLIOH」のファイナルモードの副作用を持っている。アルマナは良き友人であり、トウマを巡るライバルでもある。パイロットではないので戦闘には参加しない（例外として第34話のイベントでは雷鳳、第43話では空いているMSに乗って戦う）が、「神雷」使用時にオペレーター姿でカットインが入る。
温和な佇まいから、ラボ周囲の住民からは密かな人気を集めていた。料理が苦手らしく、トウマとは出前をとった際に知り合っている（ミナキ自身は覚えていないらしい）。
『第2次OG』では養父カオルを盲信してはいないが、その代わりに父からジンライの使われ方を一切知らされないままに、随時要求を受けて自分のラボでZLAIや「システムLIOH」の改良を一人で行っていた。しかし、要求のあまりの難度から研究に行き詰まって浅草のキサブロー・アズマ博士に教えを請いに行った際、浅草が量産型ジンライの襲撃を受けるのを見て初めて父のしていることやジンライの使われ方を知りショックを受ける。そして父の行ってきたことの責任を取るため、同じくキサブローの元を訪れていたコウタ達に付いて鋼龍戦隊に合流する。
合流後は責任感の強さから沈んだ気持ちで日々を送っていたが、トウマからの励ましもあり、自らの手でジンライを改修して真の地球の守護者に作り変えることを決意する。これにより雷鳳が生み出されたが、初戦闘で「システムLIOH」が原因でトウマが危険な目に遭ってしまう。そのため非常時に備えて密かに「システムLIOH」に自爆装置を仕掛け、これがカオルの目論見を破るきっかけのひとつとなった。父が鋼龍戦隊に討たれて死亡し、他のガイアセイバーズ絡みの事件も全て収束した後、雷鳳はクロガネで保管されることになったことからトウマと共に同艦のクルーとなる。

### DC、ノイエDC
- ビアン・ゾルダーク
- バン・バ・チュン
- アードラー・コッホ
- アーチボルド・グリムズ
- テンザン・ナカジマ
- テンペスト・ホーカー
- トーマス・プラット
- ハンス・ヴィーパー
- ロレンツォ・ディ・モンテニャッコ
- ムラタ
- ヴィルヘルム・フォン・ユルゲン
- バルバラ・ロメロ
- ティモ・ロメロ
- マルティン・ロメロ
- オレグ・ナザロフ

#### スクール
- アラド・バランガ
- ゼオラ・シュバイツァー
- ラトゥーニ・スゥボータ
- オウカ・ナギサ
- アギラ・セトメ
- クエルボ・セロ

#### プロジェクト・アーク
- ソフィア・ネート
- イーグレット・フェフ
- イーグレット・ウルズ
- イーグレット・アンサズ
- イーグレット・スリサズ
- イーグレット・イング

### コロニー統合軍
- マイヤー・V・ブランシュタイン
- リリー・ユンカース
- エルザム・V・ブランシュタイン
- ユーリア・ハインケル
- レオナ・ガーシュタイン
- ジーベル・ミステル

### ガイアセイバーズ
アルテウル・シュタインベック
声 - 乃村健次
『OG外伝』では名前のみ登場。ツェントル・プロジェクトの最大のスポンサー。エリックから名前を「スタインペック」等とよく間違われる。彼の支援によってプロジェクトは運営が続いているが、ザパトがプロジェクトの成果を出していないことに苛立っており、ニブハルを通して成果を出すことを催促している。「向こう側」からの転移者であるアクセルとの接触を希望し、彼を自分の元へ移送するよう手を回していたが、その旨が伝えられた直後にイェッツトが暴走、迎撃のため出撃したアクセルは戦闘終了後何処かへ去っていったため、結局実現しなかった。
『第2次OG』では特次副大統領に昇格し、グライエン・グラスマン大統領の直属戦隊としてガイアセイバーズを結成しその司令となる。政治的な思惑からリークされたゲスト襲来の日時を基にゲストの攻勢を退け民衆の信頼を得る。後にグライエンを鋼龍戦隊を使う形で謀殺し、何度も追っ手を差し向け彼らを試しているそぶりを見せる。彼の正体はゼ・バルマリィ帝国#ユーゼス・ゴッツォを参照。
カオル・トオミネ
初出は『第3次α』だが、同作では既に故人。ミナキの父親で元DCの科学者だった。自分の意思のみを尊重するエゴイストであり、性能を最優先しパイロットの安全を考えない機体ばかりを設計していたために放逐された。その逆恨みから、ビアン博士最大最後の切り札であったダブルGシリーズを台無しにしようと、娘であるミナキを言いくるめて雷鳳を製作した。「システムLIOH」を製作した張本人でもある。
『OG外伝』では名前のみ登場。レーツェルは「優秀だが相当問題のある性格だった」と評した。『第2次OG』では存命で登場し、ガイアセイバーズでダイゼンガーとアウセンザイターを破壊するためにジンライを開発する。同作ではミナキとは義理の親娘という設定。
ミナキによってジンライが雷鳳に改修された後、鋼龍戦隊とガイアセイバーズの最終決戦前に量産型ジンライと共にストーク級に乗艦して姿を見せ、「システムLIOH」のS-BSKモードを起動させて雷鳳にダブルGを破壊させようとした。しかしミナキが非常時用に仕掛けていた「システムLIOH」の爆破装置を起動させたこと、トウマが雷鳳で新必殺技「ライジング・メテオ」を放ったことにより状況が逆転し、最後は乗艦を撃破され、最期まで自分の敗北を信じられないまま死亡した。ビアンは当然ながら最初から最期までユルゲンの名も出ている辺り、彼への憎悪も強い。
以下の人物は各項目を参照。
- アーマラ・バートン
- カーリー・ナウマン
- イーグレット・イング
- エグレッタ・ウーノ
- アルベロ・エスト
- ミタール・ザパト
- エルデ・ミッテ
- シエンヌ・アルジャン
- シアン・アルジャン
- シオ・アルジャン
- アリエイル・オーグ
- ドゥバン・オーグ

### 研究機関
テスラ・ライヒ研究所
ジョナサン・カザハラ (Jonathan Kazahara)
声 - 堀内賢雄
初出は『OG』。54歳。イルムガルト・カザハラの父親。テスラ研の研究者。『OG2』ではテスラ研の所長になっている。特機開発の第一人者で、その分野ではビアン・ゾルダークに匹敵する才能の持ち主だと言われている。グルンガストシリーズの開発者である。テスラ・ドライブの開発にも関わっている。息子のイルム同様、女好きの楽天家で、親子ほど年が離れている相手にも手を出す。何か発明するたびにイルムに自慢せずにはいられない性格で、ロケットブースターつきの三輪車や変形機構つき自転車などをイルムにプレゼントして大怪我させたこともある。グルンガスト（壱式）もイルムの誕生日プレゼントとして作った節がある。
『第4次』でのグルンガスト（またはヒュッケバイン）もテスラ研所長である父親からの誕生日プレゼントとして贈られたものである。
リシュウ・トウゴウ（稲郷 利秋） (Rishu Togoh)
声 - 佐藤正治
初出は『OG』。テスラ研の顧問。男性。66歳。グルンガスト用のモーションデータの作成や、人型機動兵器用実体剣の鍛造に携わる。普段は穏やかな好々爺であるが、示現流剣術の達人で、ゾル・オリハルコニウム製の仕込み杖で弾丸を弾くほどの腕の持ち主。ゼンガー、ブリット、ムラタの剣術の師匠であり、ゼンガーやブリット以外の仲間からも「リシュウ先生」と呼ばれている。かつては妻がいたが現在は死別している。『OGs』における『OG2.5』と『OG外伝』、『第2次OG』ではパイロットとして参戦（年齢が明確な者としては、バンプレストオリジナルの中で最高齢のパイロットである）。乗機はグルンガスト零式をはじめとしたグルンガストシリーズ。戦闘時には弟子のゼンガーと同様の名乗りを上げ、BGMも「悪を断つ剣」がデフォルト設定されている。また、グルンガストシリーズの武装を邦訳したような名称で呼ぶ特徴を持つ。
先祖のリュウマ・トウゴウは、かつて龍虎王のパイロットだったという設定がある。
ダーナル・ロズウェル
初出は『OGクロニクル』「竜蟠鳳逸之士」。名前は『OG外伝』で設定された。テスラ研のディビジョンR4に所属する超機人の研究スタッフ。遅々として進まぬ超機人の解析作業に愚痴をこぼしていた。『OGクロニクル』では殺されたかのような描写だったが『OG外伝』では生存しており、アルコがラージとミズホを連れ去る際、姿を利用された。
ローガン
初出はダーナルと同一。妖機人の一種である鋳人に操られクスハを襲うも、ブリットに阻止される。『OGクロニクル』中の描写から体を乗っ取られた時点で死亡したとみられる。
超機人関係者

- クスハ・ミズハ
- ブルックリン・ラックフィールド
- エリ・アンザイ

プロジェクトTD（チームTD）

- アイビス・ダグラス
- ツグミ・タカクラ
- スレイ・プレスティ
- フィリオ・プレスティ

アズマ研究所

- コウタ・アズマ（吾妻 吼太）
  - ファイター・ロア

- 戦士ロア
- ショウコ・アズマ（吾妻 笑子）
- エミィ
- キサブロー・アズマ
- ミチル・ハナテン

リ・テクノロジスト

- ジョシュア・ラドクリフ
- クリアーナ・リムスカヤ
- グラキエース
- フェリオ・ラドクリフ
- クリフォード・ガイギャクス

### 民間企業
マオ・インダストリー
リン・マオ (Ring Mao)
声 - 緒方恵美
マオ・インダストリーの現社長（2代目）。女性。28歳。この年齢での初出は『α』。軍所属時の階級は中尉。イルムとは恋人同士の間柄だが、「イルムがマオ社の女性社員とお茶を飲んでいたから」という理由で、『OG』のエンディングまでは断交状態にあった。それでもイルムとの信頼は深く、人質にとられた際もイルムに（敵ごと）撃たれそうになっても動じない。軍を離れて経営者となってからもパイロットの腕は鈍っておらず、月面にある会社や街を守るためにPTで出撃することがある。髪型はショートシャギー。
かつてはイングラムが隊長を務めたPTXチームの一員であり、イルムとのコンビは非常に強力だった。『α』ではイングラムにも想いを寄せていた描写が存在する。
『第4次/S』や『F/完結編』では男性嫌いや猫好きという設定・描写が存在したが、『OG』シリーズでは特に見られない。
『第2次OG』では『OGIN』に準拠したキャラクターデザインに変更された。
乗機はヒュッケバイン008Lなど。
専用BGMは「TIME TO COME」。
『第4次/S』『F/F完結編』におけるリン・マオについては#第4次、F/F完結編オリジナルを参照。
ユアン・メイロン (Ewan / Yuan Meilong)
声 - 大羽武士
初出は『OG』だが、設定自体は『α』の時点で存在。男性。53歳。リオの父親でマオ社の重役。親馬鹿なところがあり、軍に入ったリオを心配するあまり、軍の回線を使ってハガネにメールを送信するほどである。娘の恋人のリョウトに当初は困惑していたが、後に2人の仲にお墨付きを付けるほど良好な関係になっている。DC戦争時にはリオがPTに乗らないように説得していたが、その後はパイロットをやっていることを半ばあきらめつつも応援しているようである。
ラーダ・バイラバン (Radha Byraban)
声 - 佐久間レイ
初出は『OG』。インド系人。女性。27歳。マオ社のスタッフで、カウンセリングを得意とする。ヨーガに造詣が深く、パイロットたちに勧めることも多いが、皆に窮屈な姿勢をさせるため、恐れられている。また、美容に良いからとヨーガに参加した女性パイロットたちが気絶し、戦闘に出遅れたこともある。
予知能力を持ち、かつて連邦軍に存在したある特殊研究機関の被験体であったが、研究者であったクエルボの進言で被験体の立場を脱している。その後、クエルボとは共同で研究を行っていたこともあって恋人に近い関係だったが、研究テーマの違いで別れている。再会した時は敵同士になっていたうえ、アースクレイドルの戦いでクエルボが戦死したため、一時はかなり落ち込んでいた。現在は、新生特殊戦技教導隊に外部スタッフとして出向している。『OGIN』では出番が少なく、クエルボ絡みの言動もカットされている。
乗機はシュッツバルト、量産型ゲシュペンストMk-II改など。『DW』や『OGIN』では機動兵器パイロットとしての活動は行っていない。
専用BGMは「破念のアサナ」。
ヴィレッタ・バディム
元社員。詳細はSRX計画を参照。
リョウト・ヒカワ

リオ・メイロン
連邦軍からの出向で機体の開発とテストに関わる。詳細はハガネクルーを参照。

イスルギ重工
レンジ・イスルギ (Renji Isurugi)
『OG』に登場。イスルギ重工の社長。男性。DC戦争中では、DCに協力してアーマード・モジュールの量産を行っていたが、保険も兼ねてEOT特別審議会にも協力し、秘密裏にスペースノア級戦艦シロガネの修復を行っていた。ビアン、マイヤーの双方が死亡したDC戦争の後、シュトレーゼマン共々シロガネに乗艦し、保身のために地球をエアロゲイターに売り渡そうとしていたが、ヴィレッタの搭乗するエゼキエルによってブリッジを吹き飛ばされ、死亡する。
ミツコ・イスルギ（石動 光子） (Mitsuko Isurugi)
声 - 高口幸子
初出は『OG2』。イスルギ重工の新社長で、『OG』で死亡したレンジの娘。おっとりとした外見であるが、利益のためならばインスペクターや、果てはアインスト相手にも自社の兵器を売り込もうとする、死の商人である。プロジェクトTDの保護を行った理由は、「兵器として利用価値がある」ためである。連邦、ノイエDC、シャドウミラーとの太いパイプを持ち、戦争の陰で暗躍する。ノイエDCなどでは「ローズ」というコードネームで呼ばれ、連邦の機密情報を流していた。
『第2次OG』でもガイアセイバーズに協力していたが、シュウとの接触後はアルテウルに何らかの危惧を抱き、スレイを鋼龍戦隊に特使として送り込む。

ウォン重工業

- リック・ウォン
- ジジ・ルー
- カイル・ビーン
- セルシア・ファーム

L&Eコーポレーション

- ラウル・グレーデン
- フィオナ・グレーデン
- ミズホ・サイキ
- ラージ・モントーヤ
- デスピニス・グレーデン

モガミ重工

- アキミ・アカツキ
- アケミ・アカツキ
- ジンプウ・カワニシ
- フェアリ・クリビア

アシュアリー・クロイツェル社

- カルヴィナ・クーランジュ
- カティア・グリニャール
- フェステニア・ミューズ
- メルア・メルナ・メイア
- フランツ・ツェッペリン

### リクセント公国
シャイン・ハウゼン (Shine Hauzen)
声 - 貝原怜奈
リクセント公国の王女。12歳。予知能力を持ち、その資質を兵器に転用すべくアードラーから身柄を狙われたことがある。一国の元首という立場上、普段から上品な言動を心がけているが、感情的になると乱暴な言動を取って慌てて訂正するなど、実際には歳相応の御転婆な少女である。極東支部で保護された際には、ラトゥーニを伴って上陸し、彼女がヘトヘトになるまで連れ回したこともある。しかし城の周りをAMで囲まれても動じずに茶を飲んでいたり（『DW』）、ライ以外の人物の前では弱音を吐かないなど立場に見合った気丈な面を持っており、国民からは強く慕われている。ときには自己中心的な言動も見られたが、ライにその振る舞いをたしなめられたことや、ラトゥーニと友人になったこともあり、後にはそういった面も見られなくなった。『OG1』でのリクセント公国へ帰郷の際、国家元首の立場・両親の死・同年代の人間達が故郷において周りに居なかったことからくる孤独感を抱いていたことを明かし、ラトゥーニ達との別れを拒む場面もあった。特にラトゥーニとは立場を越えた友人であり、『OGs』では眼鏡と水着を見繕ってプレゼントしている。また、初対面で態度を叱ってくれたライを「ライディ様」と呼び慕っている。両親はDC戦争で戦闘に巻き込まれて亡くなっている。父は以前EOTI機関に出資しており、予知能力がDC残党の知るところとなったのもそのためである。
『OG2』においては「他人と己の血を流す」という覚悟の下、ラトゥーニのサポートを受けて専用AMのフェアリオン・タイプGに搭乗し前線へ赴く。アラドと共にカイから戦闘に関する講義を受けた際は、突撃ばかりしたがるアラドとは逆に慎重な戦術を述べて「いい筋をしている」と評価された。『OG外伝』ではラトゥーニ不在でもタイプGを駆り応戦する場面があり、サポート無しでの操縦をこなせるほど成長した模様。同作以降、戦闘時に「リュウセイに影響されたラトゥーニ」に影響されたとおぼしき台詞がある。
多くの場合ドレス姿で行動するが、『OGIN』や『第2次OG』ではブレザー姿も増えた。フェアリオン搭乗時は舞台衣装のような専用スーツを着用する。
専用BGMは「Fairy Dang-Sing」（北米版『OG2』での曲名は「Dancing Fairies」）。
ジョイス・ルダール (Joyce L'Dhal  Ledhal)
声 - 平野俊隆
ハウゼン家に仕える執事。男性。64歳。シャイン不在の間、リクセントの国事を取り仕切る。モノクルが特徴的。
マルコ / フランシス
インスペクター事件でリクセント公国がノイエDCに占領された際にシャインを連れて脱出した兵士（顔と名前は連邦兵）。マルコは部隊の隊長で、フランシスはコールサイン「ルーメン4」。フランシスは乗機が限界になったためシャインの命令で脱出し、マルコはシャインをリオンに乗せて辛くもハガネと合流した。『OGIN』には登場せず、彼らの役回りは城内に潜入していたギリアムが担当している。

### 一般人・ほか
ジャーダ・ベネルディ (Giada Venerdì / Giado Beneldi)
声 - 奥田啓人
『OG』から登場（設定自体はドラマCD『スーパーロボット大戦α ORIGINAL STORY』から存在）。元連邦軍の飛行隊所属の戦闘機パイロット。男性。26歳。階級は少尉。現場叩き上げで経験豊富。褐色の肌とドレッドヘアが特徴。スクールでの過酷な訓練や薬物投与によって対人恐怖症になっていたラトゥーニを引き取り、ガーネットと共に親代わりになって面倒を見ていた。大の音楽好きで、Dコンで音楽を聴いていることが多い。恵まれた歌唱力をもち、かつてはミュージシャンとしてデビュー直前まで行ったほどであった。L5戦役中に妊娠したガーネットとともに戦後（『OG』のエンディング）軍を退役、『OG外伝』で浅草に住居を移したため、アズマ一家と面識がある。
乗機はF-28メッサー、量産型ゲシュペンストMk-II、シュッツバルトなど。
専用BGMは「BEAT AND BEAT」。
ガーネット・サンデイ (Garnet Sunday)
声 - 佐久間紅美
『OG』から登場。元連邦軍の飛行隊所属の戦闘機パイロット。女性。23歳。階級は曹長→少尉。元モデル崩れのメイクアップアーティストで、ジャーダの夫人。クスハとリュウセイの仲を進展させるためクスハのメイクとドレスアップをしようとして練習台にラトゥーニを使い、ゴスロリファッションにした張本人（『DW』以降の設定では逆にリュウセイとクスハを「ただの友達」と評し、ラトゥーニのゴスロリファッションも仲間達と打ち解けさせるためという理由に変更された）。ジャーダと共にラトゥーニの面倒を見ていた。酒好きらしくエクセレンと飲み友達になり、宴会では揃ってバニーガールに扮することもあった。
そそっかしいため名前を間違って覚えることが多く、戦闘時に武器名を正しく叫ぶことはまずない。また、サフィーネほどではないにせよ、いかがわしい台詞を口走る。『DW』ではこれらの面はなりを潜めており、ラトゥーニの保護者としての面が強い。露出度の高い服装を好む。スリーサイズは93・58・88。
『OG』のエンディングでジャーダと共に軍を退役し結婚。双子を妊娠した。『OG外伝』で浅草に住居を移したため、アズマ一家と面識がある。『OG外伝』のエンディングで双子を出産。アレキサンドライトから名前をとり、男の子にはアレク、女の子にはサンディと名付けた。なお、妊娠中の彼女とジャーダは『OGIN』最終話にゲスト出演している（声・台詞は無し）。
乗機はF-28メッサー、量産型ゲシュペンストMk-IIなど。
専用BGMは「BEAT AND BEAT」。
ユキコ・ダテ（伊達 雪子） (Yukiko Date)
声 - 佐久間レイ
リュウセイの母親。36歳。念動力を持ち、かつては特脳研で研究対象（被験体ナンバー3）になっていた。特脳研での過酷な実験のせいか現在でも病気がちであり、リュウセイが軍に入った理由の一つは母の入院費を稼ぐためである。警察官だった夫とは死別している。『α』終盤ではリュウセイと連絡が取れなくなるほど病状が悪化していたが、『OG』ではリュウセイ編EDで退院しており、『OG2』では普通の生活を送れるほどに回復している。アニメ版ではラーダの依頼に応じて謹慎中のリュウセイの元へ訪れ、自らの能力などについてリュウセイに教えている。
ユキコが病に冒されなかった場合は、アヤではなく彼女がR-3のパイロットになっていた可能性もあった。
ミトナ・サンキヤ
『OGクロニクル』「親は親でも子は子たれ」に登場。資産家の子で、戦火を避け家が所有する島へ疎開していた。アインストとの戦いでグルンガストごと不時着したイルムを保護する。人型機動兵器のパイロットに憧れており、それに比べれば「実家の稼業なんて小さなこと」と一蹴する。イルムの戦いぶりを見て将来の夢を確かなものにしたが、実は女の子であることを見抜かれていた。
アラセリ・ガルシア
声 - 松山鷹志
プロフェッショナルを自称する傭兵。イスルギ重工からの依頼で戦闘データ収集のため他の傭兵達と共に鋼龍戦隊を攻撃した。イスルギ重工で量産されたサイリオンと共にガイアセイバーズに契約するが、ミツコの特使として鋼龍戦隊に派遣されたスレイとアイビスが協力して完成させたハイペリオン、鋼龍戦隊との交戦で敗北し戦死した。
ルスラン・マカロフ
初出は『OGクロニクル』「Let's dance!!」。マルベリー島やコモディン島を拠点に活動する富豪。「そこそこ働きそこそこ儲ける」が信条。情報屋であり、カーラやユウの些細な個人情報まで把握している。ほかにも海運業者、プロモーター、リゾート・ホテル経営者など様々な商売を手がける。裏の世界にも精通し非合法のAMバトリング（改造ガーリオンを使用した格闘賭け試合）を主催している。自身も専用ガーリオンを所有。元はボクシング・チャンピオンであり、格闘戦の腕前はカーラが舌を巻くほど。レーツェルやギリアムとは知り合いで、彼らの依頼で情報入手やクロガネの補給物資調達も行なっている。
逆輸入の形で『第2次OG』に登場し、逃亡中の鋼龍戦隊に補給物資を融通した。
サイカ・シナガワ（品川 彩華）
『OGIB』に登場。IBの主人公が訪れるアミューズメント施設の店員でナビゲートする。地球連邦軍の軍服のコスプレをしている。
下記はフューリー (バンプレストオリジナル)#人物を参照。
- トーヤ・シウン

下記2名はコロニー統合軍#一般人を参照。
- カトライア・フジワラ・ブランシュタイン
- トロンベ

下記の人物はゼ・バルマリィ帝国#クォヴレー・ゴードンを参照。
- クォヴレー・ゴードン

### 異星人
エアロゲイター / ゼ・バルマリィ帝国
- レビ・トーラー
- イングラム・プリスケン
- アタッド・シャムラン
- ゲーザ・ハガナー
- ガルイン・メハベル
- ユーゼス・ゴッツォ
- アーマラ・バートン
- キャリコ・マクレディ
- スペクトラ・マクレディ
- アイン・バルシェム

ゾヴォーク
インスペクター
- メキボス・ボルクェーデ
- ヴィガジ
- アギーハ
- シカログ
- ウェンドロ・ボルクェーデ
- ヨン・ジェバナ

ゲスト
- グロフィス・ラクレイン
- ゼブリーズ・フルシュワ
- ジュスティヌ・シャフラワース
- テイニクェット・ゼゼーナン

ゴライクンル
- シュリコ・ハバーテ
- クェパロク・ナーモ
- キナハ・ソコンコ

フューリー
- トーヤ・シウン
- シャナ＝ミア・エテルナ・フューラ
- アル＝ヴァン・ランクス
- エ＝セルダ・シューン
- ジュア＝ム・ダルービ
- フー＝ルー・ムールー
- ソ＝デス・ズォー
- カロ＝ラン・ヴイ
- グ＝ランドン・ゴーツ

### 異世界人

#### シャドウミラー
幹部
- アクセル・アルマー
- レモン・ブロウニング
- ヴィンデル・マウザー

Wシリーズ
- ラミア・ラヴレス
- エキドナ・イーサッキ
- ウォーダン・ユミル
- ハーケン・ブロウニング
- アシェン・ブレイデル
- カルディア・バシリッサ
- アークゲイン
- ピート・ペイン
- ギムノス・バシレウス

#### エクサランス開発スタッフ
- ラウル・グレーデン
- フィオナ・グレーデン
- ミズホ・サイキ
- ラージ・モントーヤ

#### 修羅
- フォルカ・アルバーク
- フェルナンド・アルドゥク
- アリオン・ルカダ
- アルコ・カトワール
- マグナス・アルド
- メイシス・マルク
- アルティス・タール
- ミザル・トゥパル
- アルカイド・ナアシュ

#### ガディソード
- フェアリ・クリビア
- ジーク・アルトリート
- サリー・エーミル
- ヴォート・ニコラウス
- ビルゴー・ベルチャー
- レジアーネ・ヨゼフィーヌ
- ヘルルーガ・イズベルガ

#### エンドレス・フロンティアの住民
『無限のフロンティア スーパーロボット大戦OGサーガ』

- ハーケン・ブロウニング
- 楠舞神夜（なんぶかぐや）
- アシェン・ブレイデル
- 錫華姫（すずかひめ）
- 守天（しゅてん）
- カッツェ・コトルノス
- カルディア・バシリッサ
- 乙音（おとね）
- エイゼル・グラナータ
- ヘンネ・ヴァルキュリア
- キュオン・フーリオン
- アン・シレーナ
- ボニー・マクシマド

『無限のフロンティアEXCEED スーパーロボット大戦OGサーガ』

- アレディ・ナアシュ
- ネージュ・ハウゼン
- シンディ・バード

### 異形の存在

#### アインスト
- ノイ・レジセイア
- アインスト・アルフィミィ
- ヴァールシャイン・リヒカイト

#### デュミナス一派
- デュミナス
- ティス
- ラリアー
- デスピニス

#### ダークブレイン軍団
ダークブレイン
声 - 不明
初出はFCソフト『SDヒーロー総決戦 倒せ!悪の軍団』。バンプレストオリジナルキャラクターでは、グレート雷門に次ぐ古参。『OG外伝』にて設定を大きく変えて復活を果たした。
次元の扉を開き、様々な世界を滅ぼしてきた闇の帝王でロアの宿敵。元々は古人と呼ばれる者が作り出した自律機動兵器のようだが、詳細は不明。異なる世界への次元転移を確実なものとするため、コンパチブルカイザーに搭載されたオーバーゲート・エンジンを求めている。最終目的は、十二の鍵を統合し、至高天を目指すことらしい。
世界を見透かす「暗破眼」と、超高性能自律型霊子演算装置「開明脳」を持ち、これまでに様々な知的生命体の負の怨念を取り込んできた。多くの人格を内包しており、開明脳と暗破眼以外の部分はその時々で姿を変え、ときには名前を変えたこともある（それゆえ一人称が「我ら」）。
デュミナスが取り込んだ人々の怨念とソーディアンの次元転移装置の共鳴を利用してハガネとヒリュウ改の前に現れ、デュミナスを欠陥品として処分。ハガネとヒリュウ改に襲い掛かるが逆に倒され、今まで取り込んだ怨念を全て放出して消滅した。
『OG外伝』での姿は『SDザ・グレイトバトル 新たなる挑戦』の形態に近く、目玉状の3つのビットも同作中で使っていた攻撃方法である。第2形態では頭部が露出し、脳髄がむき出しとなる。
専用BGMは「闇黒の叡智」（第1形態）、「THE GREAT BATTLE」（第2形態）。
『アイドルマスター シンデレラガールズ』の『OG』シリーズとのコラボイベント「LIVEツアーカーニバル 第2次スーパーロボット大戦CG チューン・デュエラーズ」では中盤のボスとして登場。
クリスタルドラグーン
声 - 不明
『OGMD』に登場。ダークブレイン軍団の幹部。クリスタル状の身体で、腹部にもう一つの顔を持つドラゴン。性格は寡黙でカタカナ言葉で喋る。全身の結晶体を増殖させ弾丸として飛ばす攻撃と、二つの顔の口から吐き出す火炎放射で闘う。
初出は『バトルコマンダー 八武衆、修羅の兵法』。『ザ・グレイトバトルII ラストファイターツイン』からダークブレインの配下として登場する。
『アイドルマスター シンデレラガールズ』の『OG』シリーズとのコラボイベント「LIVEツアーカーニバル 第2次スーパーロボット大戦CG チューン・デュエラーズ」ではイベントストーリーに登場。
スカルナイト
声 - 置鮎龍太郎
『OGMD』に登場。ダークブレイン軍団のリーダー格。半人半馬の姿をした骸骨の騎士で、左眼にはスコープを装着している。冷静な戦術眼と大胆な行動力を併せ持ち、また関西弁で喋る。盾と槍「スカル・ランサー」を持って闘う。必殺技はスカル・ランサーを展開させて放つ「スカイラル・ランサー」。
初出は『バトルコマンダー 八武衆、修羅の兵法』。『ザ・グレイトバトルII ラストファイターツイン』からダークブレインの配下として登場する。
『アイドルマスター シンデレラガールズ』の『OG』シリーズとのコラボイベント「LIVEツアーカーニバル 第2次スーパーロボット大戦CG チューン・デュエラーズ」ではイベントストーリーに登場。
デブデダビデ
声 - 川津泰彦
『OGMD』に登場。ダークブレイン軍団の幹部。古代エジプトの王族のような姿で、道化師の顔を持つ巨人。間延びした口調で喋り、愚鈍な印象を受けるが本質は残虐かつ、ラマリスなどの負念体の研究は熱心で、ほかの幹部からも信頼されていた。一方で自己顕著欲が非常に強くて何かと自分が最高幹部だと自称し、手柄の独占を目論んでは敵に足をすくわれる、部下の死霊サイコ・クラニウムからストライキを起こされるなど、ギャグメーカー的な役割が多い。手に持つ杖と魔術を駆使して闘うほか、マッドネットなどの怪物を召喚する能力も持つ。
初出は『SDザ・グレイトバトル 新たなる挑戦』のボスキャラクターだが、デザインは『ザ・グレイトバトルII ラストファイターツイン』での姿を元にしている。
『アイドルマスター シンデレラガールズ』の『OG』シリーズとのコラボイベント「LIVEツアーカーニバル 第2次スーパーロボット大戦CG チューン・デュエラーズ」では第1話のボスとして登場。

#### ルイーナ
- アクイラ
- イグニス
- グラキエース
- ウェントス
- コンターギオ
- ウンブラ
- ペルフェクティオ

#### バラル
ククル
声 - 荒木香衣（旧名 - 荒木香恵）
初出は『第2次α』で、ゼンガー編でライバルとして登場。乗機はマガルガ。古代日本の王国の王女だったが、その国は邪魔大王国に　滅ぼされ、それ以後邪魔大王国に仕えている。
プライドの高い武人であり、ヒミカが滅んだ後も戦士としてゼンガーとの決着を付けることを強く望んでいたが、死亡イベントの前には父祖から受け継いだお守りである鏡をソフィアに託すなど、登場当初に比べてかなりの心境の変化があった様子である。イベント後、ゼンガーは彼女を救えなかったことへの悔悟の念をレーツェルに吐露した。
乗機であるマガルガは中盤以降マシンセルによる修繕が加えられHP回復機能を得るが、基本的な武器性能などは変化しない。
攻略本インタビューでは仲間にした場合、存在感をゼンガーに完全に喰われるので、結局仲間にはならないことにしたと語られている。
『第2次OG』ではククルの国を滅ぼしたのがバラルに変わっており、諸般の事情からバラルに協力している。今回はゼンガーよりもリシュウとの因縁の方が強い。終盤、騙されていたこと（両親を人質にされたと思っていたが、魂の抜かれた身体としていたものは傀儡であり、実際の両親は饕餮王に魂ごと食い殺されていた）を知るとともに光龍が始末するべく放った饕餮王に襲われるが、敵対していたゼンガーに助けられてバラルと決別、鋼龍戦隊に協力する。ガンエデンの力によって魂を繋ぎ止めていたため、通常のエンディングではガンエデン、真のエンディングではガンエデンの力を受け継いだアダマトロン撃破後に搭乗機のマガルガと共に消滅する。
イルイ・ガンエデン
声 - 真木ナオ（旧名 - 山内奈緒） / MAYA
初出は『第2次α』で、物語途中で主人公に助けられる女の子。しかしその正体はガンエデンの生体コアである「ガンエデンの巫女」、あるいは「マシヤフ」と呼ばれる存在であり、αナンバーズが地球の守護者として相応しいかどうかを見極めるため、子供の姿をとってガンエデンから送り込まれたサイコドライバーであった。ただしガンエデンが作り出した生命体というわけではなく、念動力の素質の高い少女にガンエデンが力を分け与えたというものである。主人公に心を開き、アイビスが主人公の場合は彼女が再び立ち上がるきっかけとなる。各主人公ごとに結末が異なり、ゼンガールートでは生きていることが示唆され、クスハルートでは真田ケン太を見送り、アラドルートではアラドに救出され、アイビスルートでは一時的に死亡したものとして扱われた。
『第3次α』にも登場するが、最初から行方不明になっている（クスハシナリオでは当初はテスラ研にいたが途中で行方不明になる）。これは、彼女の中にナシム・ガンエデンの意思が僅かに残っており、その意思が各勢力から逃げるために身を隠していたためである。銀河大戦終結後は『第2次α』の主人公達に引き取られるが各主人公によって結末が変わっており、トウマルートのみ主人公の彼に関係がない結末でゼンガーとソフィアの養女になる。表に出ている人格によってグラフィックが変わるが、『第3次α』では通常の状態でガンエデンの意識が出ているような描写がある（第53話「出航！銀河殴り込み艦隊！」より。セリフの内容がそれを伺わせる）。
なお、イルイの声優はナシム・ガンエデンに操られていないときは山内奈緒で、ナシム・ガンエデンに搭乗しているときは山内奈緒とMAYAの両方が同時に喋っている。
『第2次OG』では『第2次α』のアイビスルートが元になっており、アイビスとの関わりが多い。通常のエンディングへ向かうルートでは鋼龍戦隊にガンエデンが敗れた時、最後の力で地球圏に厄災をもたらすというガンエデン内部の念を中和しつつ生死不明となる。ユーゼスとの決着をつける真のエンディングへ至るルートでは、蓬に助け出されてどこかの海岸に現れる。生きていることに喜びを感じながらまた、アイビス達に会えることを楽しみにしている。
専用BGMは「TWIN ICON」、「SKILL（Ver.αII）」（『第2次α』）。
孫光龍（そん がんろん）
声 - 飛田展男
漫画『龍虎王伝奇』からの出張。本名アヴォット・アクラヴ。ナシム・ガンエデンに支配されていたバラルの一員（族長）だったが、ガンエデンを見限ってバルマーへと渡る。クスハ編での宿敵だが、他のシナリオでも登場。強力な念動力者であり、最上位の超機人である四霊・応龍皇（真・龍王機）を乗機とする。享楽的で他人を見下すような言動を取るが、実態は強者に着いて回る日和見主義者に過ぎず、普段の態度は自ら運命に抗うことを放棄した心の弱さを覆い隠す仮面に過ぎない。最後はケイサル・エフェスに付くが、αナンバーズの敵では無かった。
専用BGMは「TRINITY IDOL」（『第3次α』）、「四龍の長」（『第2次OG』）。
彼の本名を口にして良いのは初代マシヤフ（イルイは2代目）と、『龍虎王伝奇』に登場する「V.B」と名乗る女性のみ（#超機人 龍虎王伝奇の項も参照のこと）としている。
『第2次OG』ではバラルの一員（族長）として登場。『第3次α』のようにガンエデンは見限ってはいないが、享楽的で他人を見下すような言動は同様。四凶を倒されて、夏喃・泰北だけでなく自らも応龍皇を駆り出撃するも敗北、最期まで鋼龍戦隊を嘲笑し続けながら散っていった。
夏喃潤（かなん じゅん）
声 - 永田亮子
バラルに所属する仙人の女性。男装の麗人で一人称は「僕」。朱雀の超機人である雀王機および雀武王の搭乗者を務める。巨乳の女性に熱烈な興味を抱くという嗜好の持ち主で（同性愛者なのか両性愛者かは不明。ただし男性へ興味を示す描写は無い）、嗜好と合致かつ強力な念動力者でもあるクスハに強い執着心を持つ。熾烈かつプライド高い性格で、最後は泰北から武雀王が修復を拒んでいることとバラルの正義が覆ったことを論されるも、それを認められないまま戦死した。
専用BGMは「雀武周天」（泰北も同様）。
泰北三太遊（たいほう さんだゆう）
声 - 三宅健太
バラルに所属する仙人の老人。玄武の超機人である武王機および武雀王の搭乗者を務める。何に対しても「善哉（ぜんざい）」と肯定の立場をとり、何事にも達観した見解が行える仙人の鑑ともいえる人物。卓越した仙術の持ち主で、武雀王の装甲を完全に修復でき、武王機との意思通達も完全に出来る。最期は、武雀王が自らの使命の歪みに気づいて修復を拒んでいる事を知り、バラルの敗北と鋼龍戦隊に時代の正義が移ったことを認め、クスハとブリットに自ら選んだ道に屈しないよう激励していった。また、蓬には自分たちが敗北後に鋼龍戦隊が勝利した場合はイルイを救出するよう事前に頼んでいた。
蓬瓜尊（ほう かそん）
バラルに所属する仙狐。人間に近い姿だが狐を思わせる容貌を持つ。泰北に命を助けられたことがあり、それ以来彼を師と仰いでいる。超機人などの機体には搭乗せず、主に妖機人を召喚して泰北と夏喃の支援を行う。ルートによってはエンディングでイルイを救出する。

#### カドゥム・ハーカーム
『魔装機神F』に登場した巨人族の王の名称と思われたが、『OGMD』にて種族の名称である事が判明した。『来たる大いなる試練に打ち勝つため、剛力剛年の知的生命体を育成する』ことを使命としている。
XN-L（ザンエル）
声 - 不明
『OGMD』の最終ボス。『魔装機神F』の最終ボスとして登場した巨人族カドゥム・ハーカームと同属の存在。本来、カドゥム・ハーカームとは個体ではなく種族の名称を指しており、XN-Lの他にもグランティード・ドラコデウスに宿ったフューリーに神として崇められた存在「フューレイム」もまた、カドゥム・ハーカームの一体である。普段は彫像の様な形態となっているが、戦闘時には天使の様な姿をした「機神体」へと変形し、神々しく輝く光を放つ。
かつてはフューレイムと同様に、ロア達の世界の古代人達に知恵を授け、その後はやがて訪れ得る「大いなる試練」に備えて深く永い眠りについていたが、それから長い年月が経って自らを発掘した古代人の末裔達は、古代人に説いた「教化」について曲解していた結果、ロアの一派が母艦として使用し心の拠り所としていた化神艦「グランドレッド・フェノッサ」のコアとして組み込まれるという、自らの意思にそぐわない処遇を受けることになっていた。
ロア達の母艦として運用されロアが新西暦の世界に迷い込んだ後も、その意志は目覚めることの無いままダークブレイン軍団の機動要塞であるダークアイアン・キャッスルと壮絶な激闘を繰り広げていたが、ガディソードの母星が存在する宇宙に迷い込んだ際、スカルナイトによってその世界の時空門（クロスゲート）に落とされた結果、ゲートの境界空間内のエネルギーの影響で、コアであるXN-Lの意志は覚醒することになった。しかし、同時に大量の負の念も吸収した結果、本来大いなる試練に打ち勝つ強靭な知的生命体を育成するはずの思考プログラムは狂い、負の想念集積体を殲滅する究極の手段として、「負の念を生み出す知的生命体そのものの撲滅」という本来の使命とは矛盾した結論を導き出してしまう。シュウからは非効率的と評され、フィオナやラウルからはデュミナスと同様に壊れてしまったと推測されている。教化対象である人間を身を挺して守ろうとするフューレイムのことは「ハーカームにあるまじき愚昧の極み」として否定している。
クロスゲート近辺を舞台とした鋼龍戦隊とダークブレイン軍団による最終決戦の最中、エントリヒ・ガイストを依り代にダークブレインを復活させようとしていたデブデダビデが大量に操るラマリスに引き寄せられる形でクロスゲートから出現することになり、デブデダビデを撃破。自らの正体を明かした後、知的生命体を殲滅して宇宙を静寂にすることを宣言する（それを聞いたカチーナは「アインストと同じことを言っている」と言い、レオナもいくつかの共通点から関連性があるのではと推察している）。その場にいる全てに対し相手構わずな形で襲い掛かるが、数多くの死闘を乗り越え、また敵であるスカルナイトと共闘した鋼龍戦隊を相手に勝てるはずも無く、最後は彼等が剛念によって太極に至る存在となることを認められないまま、敗れ去った。
なお、化神艦グランドレッド･フェノッサの外見はXN-Lによって形状変化されたらしく、かつて乗り込んでいたロアも「初めて見る姿」だと評している。
初出は『ザ・グレイトバトルII ラストファイターツイン』の最終ボス「ザンエル」。
専用BGMは「The Last Fighter Twin」。

## 作品別

### スーパーロボット大戦
闘神ゴッド・ノア
リメイク版に登場するオリジナルキャラクター。ギルギルガンを差し向けて怪電波で青い星の戦士たちを狂わせ、その影響を受けなかった戦士たちとの戦いを引き起こした元凶。本人は戦いそのものを楽しんでおり、ギルギルガンを倒した戦士たちに敗れても満足な表情を浮かべて散っていった。

### 第2次スーパーロボット大戦、第2次スーパーロボット大戦G
- マサキ・アンドー
- リューネ・ゾルダーク（『第2次スーパーロボット大戦G』のみ）
- シュウ・シラカワ
- ビアン・ゾルダーク

### 第3次スーパーロボット大戦
ラ・ギアス勢
- マサキ・アンドー
- リューネ・ゾルダーク
- シュウ・シラカワ

異星人

- メキボス
- ウィガジ
- アギーハ
- シカログ
- ウェンドロ

### 第4次スーパーロボット大戦、スーパーロボット大戦F/F完結編
主人公
8人の選択主人公は全員19歳。スーパー系ではテスラ研の職員、リアル系では新任の少尉という設定。ナイメーヘン士官学校を卒業しており、アムロからコウ・ウラキたちの後輩にあたる。特技はスーパー系なら格闘技、リアル系なら射撃。リアル系ではニュータイプ能力も所持している。主人公としての主な搭乗機はゲシュペンスト、ゲシュペンストMk-II、ヒュッケバイン、グルンガスト。モビルスーツに乗り換えることも可能（『F/F完結編』ではリアル系のみ）。『第4次』では恋人と主人公が旧知の間柄である場合（シナリオデモの選択で決定される）、恋人は最初ティターンズに所属し、バイアランに搭乗する。
レナンジェス・スターロード
声 - 難波圭一
真面目でやさしい熱血漢 男
主人公、あるいはミーナの恋人として登場。7月23日生まれのO型。愛称は「ジェス」。優しく義理人情に厚い反面、熱くなると周りが見えなくなるのが難点。融通の利きにくい面があるが、基本的に思いやりのある性格。趣味は盆栽でピーマンが嫌い。『F』でスーパー系の場合、ゲシュペンストの追加武装として「究極!ゲシュペンストキック」が使える。『OG2』でゲシュペンストMk-II・タイプSの必殺技となった同名の技も、元々はこちらがオリジナルである。
パトリシア・ハックマン
声 - 林原めぐみ
真面目でやさしい熱血漢 女
主人公、あるいはヘクトールの恋人として登場。2月4日生まれのA型。愛称は「パット」。一途かつ思いこみが激しい性格の上、自分が正しいと思えばたとえ上官相手でも引き下がらない女性。そのため可愛げがないと思われがちだが、実際は家庭的で思いやりがある。趣味は料理で、配属先のロンド・ベルでその腕前を披露することもあった。『F』でスーパー系ならゲシュペンストに「必殺!ゲシュペンストパンチ」が追加される（『OG』シリーズではイルムやエクセレンがジェット・マグナム使用時の台詞に使う）。恋人のヘクトールのデザインが小柄な体格から大柄にリファインされた際、濃い目の男性が好みという設定が追加された。アレルギー体質に加え、猫背と仕草から猫が苦手。クロとシロを見た時は、喋る猫ということもありかなり驚いていた。
イルムガルト・カザハラ
声 - 堀内賢雄
理論派だけど異性好き 男
主人公、あるいはリンの恋人として登場。11月10日生まれのA型。愛称は「イルム」。高い教養を持つ一方快楽主義者で女性に目がないが、その割りにしっかりとした考えを持っている。趣味はナンパ。口説く範囲は8歳から50歳と幅広く、女性は口説くのが礼儀と思っている。悪意はないが悪戯好きな一面がある。
OGシリーズにおけるイルムガルト・カザハラについては#ハガネクルーを参照。
グレース・ウリジン
声 - 宮村優子
理論派だけど異性好き 女
主人公、あるいはウィンの恋人として登場。1月31日生まれのAB型。頭脳明晰ながら喋り方が伸ばし口調なので、鈍い人間と誤解される。本人曰く料理が苦手らしく、消防署に厳重注意されたことがあるらしい。
『第4次S』では異性好きという点が強調され、彼女を主人公にすると第1話の冒頭でロンド・ベル隊に配属されることを喜び、アムロやカミーユ等の名前を様付けで挙げていた。『F/F完結編』ではウィン一筋と思える描写が多い。
ヘクトール・マディソン
声 - 石野竜三
ちょっと変な性格 男
主人公、あるいはパットの恋人として登場。5月4日生まれのAB型。マイペースで日本の古典芸能、特に落語が好きな男。変なことに詳しい（ガーベラ・テトラがGP-04であることなど）一方で常識知らずな面があるが、その性格から集団の中ではムードメーカーになることが多い。『F/F完結編』のキャラクター辞典で「同じお笑い好きのミオ・サスガと気が合いそう」と記載されたが、二人が会話する場面はなかった。桂枝雀のフィギュアを宝物にしている。
『第4次』では小柄だったが『F/F完結編』で大柄なデザインにリファインされた。
『F』リアル系ではアムロに「寿限無」の名前で呼んでくれと挨拶し、呆れられていた。『F』スーパー系では甲児に「アルフォンヌ・ルイ・シュタインベック三世」と名乗るが、逆に「愛称はポチか」と返されてしまった。
ミーナ・ライクリング
声 - 日髙のり子
ちょっと変な性格 女
主人公、あるいはジェスの恋人として登場。9月21日生まれのO型。ミステリーマニアで、すぐに物事を深読みする癖があり、頓珍漢な推理ばかりする。大抵肝心なところで推理を外す。クロとシロの存在を容認できずに、現実逃避してしまったことがある。
アーウィン・ドースティン
声 - 関俊彦
クールでニヒル 男
主人公、あるいはグレースの恋人として登場。3月1日生まれのB型。愛称は「ウィン」。常に大局的な目線から物事を捉えるようにしている男性。欠点として他者を見下しているように見え、要らぬ反発を買うところがある。スポーツが得意だが泳げない。『F/F完結編』では眼鏡をかけるようになった（イラストのみでゲーム中はかけていない）。
リン・マオ
声 - 緒方恵美
クールでニヒル 女
主人公、あるいはイルムの恋人として登場。4月14日生まれのB型。男性に対抗するため、常人の何倍も努力してきた女性。ただしその真面目さが足を引っ張る場合もある。戦闘に対してはトップクラスなものの料理は苦手。カレーにマヨネーズを入れたことがあると言って、リィナ・アーシタを閉口させたことがある。猫などの小動物が好きで、クロとシロを前にしたときは女の子らしい一面を見せた。
『OGシリーズ』におけるリン・マオについては#マオ・インダストリーを参照。

ラ・ギアス勢
- マサキ・アンドー

声 - 緑川光
- リューネ・ゾルダーク

声 - 日高奈留美
- ホワン・ヤンロン

声 - 井上和彦
- テュッティ・ノールバック

声 - 井上喜久子
- ミオ・サスガ

声 - かないみか
- プレシア・ゼノサキス（『第4次』のみ）
- シュウ・シラカワ
- サフィーネ・グレイス

声 - 小山茉美
- モニカ・グラニア・ビルセイア（『第4次』のみ）
- テリウス・グラン・ビルセイア（『第4次』のみ）

その他
- ギリアム・イェーガー

声 - 田中秀幸

ゲスト

- グロフィス・ラクレイン
- ゼブリーズ・フルシュワ
- ジュスティヌ・シャフラワース
- テイニクェット・ゼゼーナン

インスペクター

- メキボス

### 新スーパーロボット大戦
- リュウセイ・ダテ
- ライディース・F・ブランシュタイン
- アヤ・コバヤシ
- ジュデッカ・ゴッツォ
- 安西エリ

ミュー
声 - 山本百合子
古代ムー帝国の関係者で、遥か太古にあったムー文明とバルマー帝国との戦争を後世に伝えるため、記録装置にメッセージを残していた。ムービーにのみ登場するキャラクター。SRXチームのライが「かわいい」と評した。

### スーパーロボット大戦α
主人公

- ブルックリン・ラックフィールド
- リオ・メイロン
- リョウト・ヒカワ
- クスハ・ミズハ
- ユウキ・ジェグナン
- レオナ・ガーシュタイン
- タスク・シングウジ
- リルカーラ・ボーグナイン

SRXチーム

- リュウセイ・ダテ
- ライディース・F・ブランシュタイン
- アヤ・コバヤシ
- イングラム・プリスケン
- ヴィレッタ・バディム
- ロバート・H・オオミヤ
- カーク・ハミル
- ケンゾウ・コバヤシ

ラ・ギアス勢
- マサキ・アンドー
- リューネ・ゾルダーク
- ミオ・サスガ
- シュウ・シラカワ
- サフィーネ・グレイス

エアロゲイター

- ラオデキヤ・ジュデッカ・ゴッツォ
- ユーゼス・ゴッツォ
- レビ・トーラー

その他
- イルムガルト・カザハラ
- リン・マオ
- エリ・アンザイ

### スーパーロボット大戦α外伝
SRXチーム

- リュウセイ・ダテ
- ライディース・F・ブランシュタイン
- アヤ・コバヤシ
- ヴィレッタ・バディム
- レビ・トーラー

ラ・ギアス勢
- マサキ・アンドー
- リューネ・ゾルダーク
- ホワン・ヤンロン
- テュッティ・ノールバック
- ミオ・サスガ
- プレシア・ゼノサキス
- セニア・グラニア・ビルセイア
- ウェンディ・ラスム・イクナート
- シュウ・シラカワ
- サフィーネ・グレイス
- モニカ・グラニア・ビルセイア

アンセスター

- メイガス
- ゼンガー・ゾンボルト
- イーグレット・フェフ
- イーグレット・ウルズ
- イーグレット・アンサズ
- イーグレット・スリサズ

その他
- イルムガルト・カザハラ

### 第2次スーパーロボット大戦α
- クスハ・ミズハ
- ブルックリン・ラックフィールド
- エリ・アンザイ
- ゼンガー・ゾンボルト
- レーツェル・ファインシュメッカー
- ソフィア・ネート
- ククル
- アラド・バランガ
- ゼオラ・シュバイツァー
- アイビス・ダグラス
- ツグミ・タカクラ
- スレイ・プレスティ
- イルイ・ガンエデン

### 第3次スーパーロボット大戦α 終焉の銀河へ
- クスハ・ミズハ
- ブルックリン・ラックフィールド
- エリ・アンザイ
- ゼンガー・ゾンボルト
- レーツェル・ファインシュメッカー
- ソフィア・ネート
- アラド・バランガ
- ゼオラ・シュバイツァー
- アイビス・ダグラス
- ツグミ・タカクラ
- スレイ・プレスティ
- トウマ・カノウ
- ミナキ・トオミネ
- カオル・トオミネ
- セレーナ・レシタール
- エルマ
- ビアン・ゾルダーク
- イルイ・ガンエデン

SRXチーム

- リュウセイ・ダテ
- ライディース・F・ブランシュタイン
- アヤ・コバヤシ
- マイ・コバヤシ
- イングラム・プリスケン
- ヴィレッタ・バディム
- ロバート・H・オオミヤ
- カーク・ハミル
- ケンゾウ・コバヤシ

ゼ・バルマリィ帝国

- クォヴレー・ゴードン
- テアテラ・ジュデッカ・ゴッツォ
- ペルガモ・ジュデッカ・ゴッツォ
- エペソ・ジュデッカ・ゴッツォ
- サルデス・ジュデッカ・ゴッツォ
- ヒラデルヒア・ジュデッカ・ゴッツォ
- キャリコ・マクレディ
- スペクトラ・マクレディ
- ハザル・ゴッツォ
- エイス・ゴッツォ
- アルマナ・ティクヴァー
- ルリア・カイツ
- バラン・ドバン
- シヴァー・ゴッツォ
- エツィーラ・トーラー
- ルアフ・ガンエデン
- 孫光龍
- ケイサル・エフェス

### スーパーロボット大戦64
地球解放戦線機構
アークライト・ブルー
リアル系男主人公で17歳。愛称はアーク。両親をジオン独立戦争の際に亡くし、地球のおば夫婦の下で暮らしていたが、ムゲ帝国軍の攻撃により住んでいた町が壊滅してしまい、おば夫婦や思いを寄せていた少女のエミリアが死亡してしまう（顔グラフィックは無し）。逃げている最中、格納庫でソルデファーを発見し、殺されるくらいなら少しは抵抗して見せようと思い、ソルデファーを起動し抗戦。その後、救援として駆けつけたクワトロ達と共に帝国軍を撃退。行くあてもなくなった彼は、クワトロ達の組織「地球解放戦線機構」に参加し、流転の運命に巻き込まれてゆく。
ニュータイプという設定であり、NT能力があくまでステータス値の強化に止まっていた『第4次』や『A』の主人公と違い、作中でもそれらしき描写があり、ブレックス准将からはカミーユと共に、「ニュータイプではないか？」と期待を寄せられていた。
専用BGMは「哀しみの戦場へ」。
エルリッヒ・フォン・シュターゼン
リアル系男主人公のライバルで22歳。男性。スペシャルズのエリート兵で、「ブロック・ブレイカー」の異名を持つ。階級は1級特尉（中尉に相当）。搭乗機はソルデファーの正式採用機・ノウルーズ。レジスタンスに奪われたソルデファーの奪還・破壊任務に就く。アリンディーネという恋人がいる。なお、ゲーム中ではミドルネームは入っていない。
セレイン・メネス
リアル系女主人公で17歳。可憐ながらも気が強い女性だが、過酷な環境で育ったせいか本来の繊細な心を押し殺している。母は幼い頃に亡くなっており、連邦軍高官だった父に育てられたが、その父も数年前に帝国軍の攻撃により戦死している。レジスタンスのエースパイロットだったが、帝国軍の強襲により仲間は全滅。帝国軍より奪取したスヴァンヒルドに乗り込み、クワトロ達と共に戦い、地球解放戦線機構に参加する。リッシュに対しては、終始一貫して冷たくあしらっている。また、馴れ馴れしいジョルジュ・ド・サンドに対しても同じである。本人曰く「そういう冗談は嫌い」。
ただし説得イベント終盤では態度に若干の変化があること（と言っても微妙に口調が丸くなった程度ではあるが）を見抜かれ動揺する一面を見せたほか、ゲーム中盤から終盤では稀にリッシュの助言に耳を傾けるなどしている。
専用BGMは「I'm Space Woman」。
リッシュ・グリスウェル
リアル系女主人公のライバルで25歳。男性。戦場で必ず帰還するという悪運の強さを持っており、「不死人（アンデッドマン）」の異名を持つ。スペシャルズに所属しており、スヴァンヒルドの正式採用機であるシグルーンに搭乗している。階級は1級特尉。スヴァンヒルドの奪還任務に就いていたが、セレインに惚れてしまう。いつも口の端をゆがめた薄笑いを浮かべているためより不真面目に見える（特にセレインには不評）。
しかしながらセレインへの馴れ馴れしさと普段の薄笑いとは裏腹に、仲間（セレイン曰く「昔の私の姿」）の死に荒れるセレインを殴り「お前は自分のやってきたこと、自分の生き方を後悔してはいないだろう？それはあいつだって同じだ。自分で自分の生き方を決めてその通りに生きたのだから後悔はしていないはずだ」となだめ、戦争後の自分の在り方を悩んだときも「自分で自分の道を塞ぐなよ。苦しいのはわかるが時間をかけなけりゃ解決しない」と助言をボヤくなど、根は優しい青年である。
レラ
リアル系で登場するキャラクター。レジスタンスの少女で、マーチウィンドに保護される。交流を重ねるにつれ、アークまたはセレインにとって守りたいものとなってゆくが、ルートによっては死んでしまったり、主人公に壁を見出して別れたりする。
ブラッド・スカイウィンド
スーパー系男主人公で16歳。額に×字傷があり不敵な面構えをしているが、悪を許せない熱血漢である。正義という言葉は彼にとっては恥ずかしいものではなく、それを行うことは力ある者の当然の義務であると考えている。孤児だったブラッドはロボット格闘術「武機覇拳流」の創始者、ヴィロー・スンダに拾われ、兄弟子のカーツと共に育てられた。幼い頃からずっと修行をしていたため世間知らずな面もある。ヴィローの死後は遺言に従い、武機覇拳流のロボット・アースゲインを駆り戦場へ赴く。正義のために戦おうと兄弟子のカーツを誘うが、一方的に拒絶されてしまう。搭乗している機体が格闘専用であり、ドモン・カッシュと決闘するイベントがある。ルートによりカーツと決着をつけた場合は搭乗機がスーパーアースゲインになるが、和解した場合は機体は変わらずヴァイローズとの合体攻撃「招雷 天馬魔滅陣」が使用可能になる。
専用BGMは「出動!大空へ」。
カーツ・フォルネウス
スーパー系男主人公のライバル。男性。18歳。ブラッドと同じく武機覇拳流で、ブラッドの兄弟子。武機覇拳流のロボット・ヴァイローズが搭乗機。非常に苛烈な性格の持ち主で、ブラッドの戦士としての甘さを嫌っている。ブラッドとは異なりアースゲインとヴァイローズが元は一つの機体であったことに気がついており、相手を倒してアースゲインとヴァイローズを元の姿に戻したものが武機覇拳流の真の後継者だと考えている。そのためブラッドと決着を望んでおり、袂を分かつことになる。ブラッドと和解するルートとブラッドに敗れる（ルートによっては死亡する）ルートがある。
マナミ・ハミル
スーパー系女主人公で16歳。ハミル伯爵家の現当主であるお嬢様で、嫌味なところはなく前向きで真っ直ぐな少女。正義感が強いため地球を支配するムゲ帝国を許すことはできず、破嵐万丈との協力で造り上げたスイームルグで帝国に立ち向かう。
専用BGMは「花散る嵐の如く」。
アイシャ・リッジモンド
スーパー系女主人公のライバルで17歳。搭乗機はエルブルス。マナミのいとこだが、マナミとは違いプライドと自尊心がかなり高い。帝国に属しており、マナミを説得しに来るが拒否されたため、マナミを執拗に狙うようになる。
ローレンス・ジェファーソン
マナミの執事。男性。表向きは帝国のA級市民だが、裏ではスイームルグの建造を破嵐万丈に依頼していた。当初はスイームルグのサブパイロットを務めていたが、スイームルグとエルブルスを合体させスイームルグSにした際に、自分ではマナミの足手まといになるとしてアイシャにサブパイロットを頼み戦線から退いた。

アル=イー=クイス
ヴァル＝ア
アル=イー=クイスのリーダー格。乗機はヴァルディスキューズ。美女の姿をしているが、それは地球人たちと話すための仮初めの姿であり、本当の姿は謎。遥か古代に栄えた文明が出した結論である戦争をコントロールすることで銀河を存続する使命を実行してきた。しかし種としての寿命が近づいてきたため、銀河を存続する使命を引き継ぐ者を探すための行動を起こした。
アヴィ＝ルー
アル=イー=クイスの一員。女性。乗機はアヴィエスレルム。語尾がカタカナになる喋り方をする。主人公の部隊マーチウィンドの前に現れた最初のアル=イー=クイス。
ジェイ＝レン
アル=イー=クイスの一員。褐色の肌をした女性。乗機はジェイクラップス。好戦的な性格をしている。

### スーパーロボット大戦リンクバトラー
一般プレイヤー
アムルーズ
お嬢様。
岩田リキヤ
熱血漢。メールでは「！」マークが目立つ。
ウルフレッド
軍人。攻撃力を重視したメンバーを組む。
エンクロウ
歌舞伎役者。口調も古風。使用する機体はスーパーロボットが多く積極的に必殺技を狙ってくる。
さくら式部
和服美人。大和撫子。霊感が強く闇のリーグの気配を感じ取って主人公に警告してくる。その際「-が見える」と敵の使うユニットとパイロットを予言する。
シャオロン
真面目な青年。主人公が闇のリーグに関わることを快く思っていないようで「連中と関わるな」と忠告する。敗北時の台詞である「勝利の栄光を君に」はシャア・アズナブルが元ネタ。
ジャック
物騒な言動が目立つ男性。「リンクバトルは常に命がけ」「勝者には栄光を。敗者には死を」がモットー。シャオロンとは対照的に主人公が闇のリーグと戦っている件に肯定的な姿勢を見せており、自身も加担した上で闇のリーグとの全面戦争を望んでいる。その一方で「闇のリーグを無視しろと言うが、そもそもハッキングを防げない運営は何をしているのか」という運営側への皮肉とも取れる理論的な指摘をしている。
白河かすみ
気弱な少女。自分を「大して強くない」「弱い」と称しているほか、台詞も全体的にネガティブ。
SEIREN
若い女性。
TOKIO
サングラスを着用した外国人。台詞は全て英語。
トオル
中野元帥
渋い親父。
早見アキラ
早見3兄弟の三男。兄のことを自慢するが実力は……。
早見タクヤ
早見3兄弟の次男。兄を倒すべく日々特訓に励んでいる。
早見マモル
早見3兄弟の長男。
ファントム

平八郎
自称「ナニワのバトラー」。関西弁が目立つ。とにかくVPが足りないらしく、よくパイロットや機体のデータを売ってくる。
本郷隼人
主人公を「悪の帝王」呼ばわりしてくる。
牧場しげる
農家。リンクバトラーも畑も手入れが大事との持論を持つ。
まみや・しん
おたく。Cランク所属だが、AランクやBランクのパイロットや機体ばかり使ってくる。
ミセスパスタ
欧米風の中年女性。「-だから楽しい」と常にバトルを楽しんでいる。時折余剰となったデータを売ってくる。
リキュウ
坊主。
リチャード
自称貴族の少年。
レオナ
コギャル。女子高生。
以上すべて、LBセンターにおけるバトルで登場する対戦相手キャラクター。オタク風だったり、主婦っぽかったり、茶道のようなことを言い出したり、十二単を着ていたりと個性的。時折ユニットやパイロットデータの交換を持ちかけてきたり、対戦を申し込んできたりすることがある。

闇のリーグ
「闇のリーグ」「闇のバトラー」を名乗り、ネットワークにハッキングして乱入してくるハッカー集団であるが、彼らの主義主張も完全に間違っているわけではない。実力は通常のバトラーよりも若干手強い。
キャット
D級からC級へ昇格する際、介入してくる「闇のリーグ」の対戦相手。介入時にはノイズが入る演出がある。
マジシャン
C級からB級へ昇格する際介入する「闇のリーグ」の相手。風貌はその名の通りマジシャンそのもの。使用してくるユニットは生身の東方不敗のみ。
ガリレイ
B級からA級へ昇格する際襲ってくる闇のリーグの一員。学制帽と学生服を着用し眼鏡をかけた青年。台詞が片言気味。
アマデウス
「闇のリーグ」首領。倒すとLBセンターの閉鎖性を指摘するが、自分は悪事に手を染めたことを反省して身を引き、LBセンターに出頭する。その後、主人公が自身の主張をある程度聞き入れた上で、LBセンター開放のために奔走してくれたお礼として「量産型グレートマジンガー」「量産型νガンダム（フィンファンネル装備型）」「サーバイン」「シルキー・マウ」のデータをプレイヤーにくれる。出頭後は当面の間アクセス禁止の措置が取られてしまったと明かしている。

### スーパーロボット大戦COMPACT2、スーパーロボット大戦IMPACT
主人公

- キョウスケ・ナンブ
- エクセレン・ブロウニング

アインスト

- アインスト・アルフィミィ（『スーパーロボット大戦IMPACT』のみ）
- ノイ・レジセイア

### スーパーロボット大戦COMPACT3
修羅

- フォルカ・アルバーク
- フェルナンド・アルドゥク
- アリオン・ルカダ
- アルコ・カトワール
- マグナス・アルド
- メイシス・マルク
- アルティス・タール
- ミザル・トゥパル
- アルカイド・ナアシュ

### スーパーロボット大戦MX
ツェントル・プロジェクト

- ヒューゴ・メディオ
- アクア・ケントルム
- アルベロ・エスト
- エルデ・ミッテ
- ミタール・ザパト
- フォリア・エスト

### スーパーロボット大戦GC/XO
- 最上重工
  - 赤月秋水（あかつき あきみ）
  - 赤月光珠（あかつき あきみ）
  - 赤月瑞雲（あかつき ずいうん）
  - フェアリ・ファイアフライ
  - 川西陣風（かわにし じんぷう）
  - 椎名奈穂子
  - 裕太
  - 井沢麻里
- ガディソード
  - ジーク・アルトリート
  - サリー・エーミル
  - ヴォート・ニコラウス
  - レジアーネ・ヨゼフィーヌ
  - ヘルルーガ・イズベルガ

### スーパーロボット大戦Z
ビーター・サービス
ランド・トラビス
声 - 川原慶久
「ザ・ヒート」を自称する熱血漢の男性。27歳（歴代主人公の中ではゼンガーについで2番目の年長者）。大型修理ロボのガンレオンに乗り、修理屋「ビーター・サービス」として各地を回っている。豪放磊落な性格で面倒見も良いが、洞察力が高い大人の男性。ただし頭に血が昇るとやりすぎてしまうことも多いために、修理屋でありながら「ザ・クラッシャー」の通称が広まっている。その名で呼ばれるとすぐに機嫌が悪くなり、さらにやりすぎてしまう原因となる。
以前は気の荒いゴロツキだったがシエロ・ビーターに拾われて住み込みで働くようになり、その後はガンレオンのサブパイロットを務めていた。彼から受け継いだヒートスマイルは出会う人々ほぼ全員に「暑苦しい」という印象を抱かせる（ミヅキ・立花に至っては毒物扱いまでされてしまう）が、知っている人間にとってはランドの象徴のようなものであり、健在の印といえる。そしてその熱血漢ぶりはツィーネ、さらにはアサキムの心情すら動かすほどの可能性を示す。
大人な面が強調されており、同年代のゲイン、ホランド、ジャミルとの会話が多い。同時にゲイナーやレントンなど年下の少年達には、良くも悪くも大人の男の姿を見せている。
その物腰と性格ゆえに一見適当に見えるが、その実洞察力は相当なもので、レーベンの隠していた本性を薄々ながら看破するなど、後半になるにつれて表れている。
婚約者を自称するメールのことは子供扱いしているものの、彼なりに大切に思っている。しかし、彼女のある過去を隠していたことが原因でアサキムに裏切られ、その過去が知られたことでメールとの関係も一時的に悪化したが、仲間達の説得もあり和解し、同時にガンレオンも覚醒させた。メールとは「メールの髪の毛が肩まで伸びたら結婚する」という約束をしていて、エンディングで、髪の毛のみ一気に4年分伸びた姿で現れ、結婚を迫るメールを見て、かなり狼狽している。スペシャルディスクに登場した際に、とりあえず結婚は保留になっている事が明かされているが、その事を聞かれると、他の話題を振り強引に誤魔化している。
メールを救われた縁からアサキムを「兄弟」と呼ぶ。中盤で裏切られたときにはさすがに怒りをあらわにしていたが、47話で再会したときはメールの件を含めた大元の原因が自分にあることを自覚している。その直後にアサキムとカイメラ隊の繋がりを知り、再度敵対することになったが、それでも彼の人間性を続ける道を選び、アサキムの無意味な戦いを止める(修理屋らしく「曲った根性を叩き直す」)決意を固め、ルートによっては彼との和解を果たすことになる。
なお、セツコを主人公にすると当初はアサキムと組んで現れる（この場合はメールが終始行方知れずのため、どのような経緯で組んでいるのかは不明）。その後、アサキムの本性を目の当たりにしたことで和解するが、セツコの変化に最初に気づき、セツコに対して「そのうち変わっていく（人間じゃなくなる）かもしれないから気をつけろ」と忠告する。こちらのランドは苦悩すること無く完全にアサキムと決別している。
ガンレオンのほかにも、『戦闘メカ ザブングル』のウォーカーマシンを操縦することができる。
専用BGMは「LAND CRASHER」（初期）、「負けないぜ！ガンレオン」（機体強化後）、「PAIN」（イベント）。作曲は両方とも葉山宏治で、葉山の歌声が随所に入るという内容であり、バラン・ドバンのテーマ「我こそはバラン・ドバン」に続く異色のBGMである。「PAIN」は「LAND CRASHER」のアレンジである。
スペシャルディスクにも引き続き登場。『第2次Z破界篇』には登場しなかったが、『第2次Z再世篇』に相棒のメール、愛機ガンレオンとともに参戦する。同作では中盤で合流し「揺れる天秤のスフィア」の反作用で暴走するクロウを力づくで押さえつける。その後、インドに設置されたZONEの発動を阻止するため、セツコ同様に機体ごとZONEに身を投じて戦線離脱。終盤でトライアの開発したZONEブレイカーによりセツコと共に救出され、それと同時にガンレオン・マグナモードの封印が解除された。「傷だらけの獅子」のスフィアのスフィア・リアクターであるが、ランド単独ではスフィアの能力を引き出すことができない。また、本人はスフィアに関しては興味を持っていない。
『第3次Z 時獄篇』では翠の地球に飛ばされたため登場しないが、『第3次Z 天獄篇 / 連獄篇』で登場。ガンレオンやメールとはぐれてしまったものの、運良く元々の出身世界である「荒廃世界」の区域に漂着。ビーター・サービスを知る者も多く、廃棄されていたランボルトを修理・改造してランボルト・レオンにカスタマイズし、修理屋家業に精を出しつつサイデリアルと戦っていた。なお、見習い時代のランドはランボルトに乗っていたらしく、搭乗中は昔のノリに戻ってしまい喧嘩早くなってしまうらしい。
メール・ビーター
声 - 相沢舞
ガンレオンのサブパイロットだけでなく、ビーター・サービスの営業と経理を務める。女性。16歳。シエロの娘で見た目は幼いものの、ランドの婚約者を自称する。趣味は[日記を書くことで、アルバムも兼ねた「思い出ノート」をつけている。体の成長がないことを気にしている。
実は、昔シエロが行方不明になったときに襲われて死亡しており、そのときにガンレオンから出たスフィアが体に入り蘇生するも、その影響で成長しない体になってしまった。その事にランドは負い目を感じており、その事情をメール本人に明かせずにいた。ルートによってはスフィアが取り除かれ、一気に4年分の成長を果たすが、本質的にはあまり変わりがなかった（ランド曰く、「髪の毛以外、全く変わってない」とのこと）。だが、そのことは本人もランドもあまり気にしていない。また、メール自身はスフィア・リアクターではないが、ガンレオンのスフィア発動にはメールの意志が優先される（ランドだけでは発動できない）。
ブレイク・ザ・ワールドで一時行方不明になったが、アサキムに救われてランドと再会した。
そのアサキムの企みによりすべての真相を知らされたメールは、それを隠していたランドを一時は拒絶するが、仲間の説得によりよく考えたことから和解、ランドとの絆を以前よりも深めることになった。その後、アサキムに対しては複雑な感情を抱く事になったが、ランドのアサキムに対する謝罪の気持ちを知った事で考えを改め、ランドと共にアサキムを止める決意を固めた。「自分の髪の毛が肩まで伸びたら結婚する」という約束をランドとしていて、エンディングで、髪の毛のみ一気に4年分伸びた姿でランドの前に現れ、約束通り結婚を迫るが、スペシャルディスクに登場した際にはエンディングで伸びていた髪をばっさり切って元に戻し、結婚はとりあえず保留にしている事や、狼狽するランドを面白がっている事を皆に告げている。
ランド共々『第2次Z 再世篇』にも参戦。前作同様、ランドをダーリンと慕う気持ちは変わっておらず、ZONE封印のために身を投じる際も泣き言ひとつ言わずに付き従った。なお、戦闘時のカットインのいくつかが新規作成・追加されている。『第3次Z 時獄篇』には登場しないが、『第3次Z 天獄篇 / 連獄篇』においてその動向が明らかになった。ランド共々翠の地球に飛ばされたが、ランドとははぐれてしまう。その後、とある街で獅子神として祀られていたガンレオンとその巫女として崇められていたところで再会している。ガンレオンの操縦も可能だが、そちらは下手らしい。
なお、キャラクターデザイン担当の河野さち子はメールを演じる相沢のラジオでの声を聞いてメールを仕上げたとのことで、決定稿前は髪型がツインテールだったが、同時期に開発していた『NEO』のプロデューサーである小椋亙の嘆願で現在の髪型に変更された。
また河野にとっては数少ない少女キャラクターであり、初期段階では「何度描いても胸が大きくなって困った」という発言も残している。
シエロ・ビーター
ビーターサービスの社長。メールが12歳の頃に時空転移に巻き込まれて消息不明となってしまう。ヒートスマイルとその精神をゴロツキだったランドに叩き込み、実際に鉄拳制裁も多かった。
修理屋としての腕は高く、名も知られていた。「壊れたものを必死で直し、元より良くするのが修理屋の仕事」というのがポリシー。
本編中に再会を果たすがそれはアサキムが化けた物であり、彼自身のその行方は物語の最後までわからなかった。
後に『第2次Z』の多元世界に飛ばされていたことが判明し、『破界篇』で特定の条件を満たすとアイテムをくれる役で登場するが、名前が伏せられているため、図鑑に登録されない。『再世篇』では姿を見せなかったが、『第3次Z』では『時獄篇』『天獄篇』に登場。今回は図鑑に登録される。様々な世界を放浪していたらしく、『天獄篇』で全てが終わった後にようやく再会。プレイヤーにダブルヒートスマイルを見せつける。実は最初からランド達の動向を把握していたらしく、裏から密かに支援していたということが明らかになっている。放浪の間にトライアと知り合ったらしい。
なお、『連獄篇』においてシエロの話を聞いたクロウの反応から、『破界篇』でシエロを登場させる展開が正史として進んでいる模様。

戦技研究班"グローリー・スター"

- セツコ・オハラ
- トビー・ワトソン
- デンゼル・ハマー

新連邦軍特殊部隊"カイメラ"

- レーベン・ゲネラール
- シュラン・オペル
- ツィーネ・エスピオ
- ジエー・ベイベル
- エーデル・ベルナル
- ジ・エーデル・ベルナル

### 第2次スーパーロボット大戦Z
クロウ、トライア、エスターは従来のシリーズと同様に河野さち子が手掛けているが、それ以外の新規キャラクターはChiyokoがデザインを担当している。

#### スコート・ラボ
クロウ・ブルースト
声 - うえだゆうじ
ブリタニア・ユニオン出身の元軍人で、物語開始時はシカゴ在住。22歳。
かつて特殊部隊「ファイヤバグ」に所属していたが、そこで強いられていた汚れ仕事に嫌気が差して退役した。女嫌いのニヒリストを気取るがそのポーズも長続きせず、義理堅さや熱さを随所で見せる。葛藤の中でも自分を見失わない揺るぎない意志を持ち、ジェラウドなどに「ジ・アンブレイカブル」と呼ばれるほど。元上官のマリリンに散々振り回されたことから「美人は信用しない」と公言している。
父と折り合いが合わず、一人で生きるために家を出て軍に入ったが、その父が亡くなったために遺産を相続した。しかし、父の借金を相続放棄せずにそのまま引き継いだため、100万Gの借金を背負い込み、取り立て屋に追い回される日々を送っていた。そんな折にシカゴの町がテロリストと次元獣の襲撃に遭い、駆け込んだスコート・ラボでブラスタを発見。これを借り受け、元軍人としてのスキルを活かしてテロリストと次元獣を撃退し、その腕前を評価したトライアが借金を全額肩代わりした。以降はブラスタのテストパイロットとして雇われ、戦闘データ収集と引換に返済額を減額してもらう生活を送ることになる。
機動兵器の操縦だけでなく、軍仕込みの格闘技術「システマ」を用いて生身でも高い戦闘能力を発揮する。他にも様々な特技を持ち、これらは一部に過ぎない。
物語中盤から示唆されていたが、彼もまたスフィアの所持者たる資格を持ち、ブラスタの動力源となっている「揺れる天秤」のスフィアと共鳴しつつある。そのため「偽りの黒羊」のスフィアの所持者であるアイムやスフィアを狙うアサキムに幾度となく襲撃されることになる。二つの感情の間で揺れながらも決して支点をブレさせない彼の強い意志がスフィアの力を引き出す鍵となっている。『破界篇』では完全に共鳴できたという描写はなく、アサキムからも「次に会う時までに共鳴できるようにしてくれ」と評されている。『再世篇』の中盤において、より強い力を引き出せるようになっていくが、代償として目的達成のために他の物事や他者を一切顧みなくなる、という反作用に苛まれていく。
多額の借金を抱えているためにお金への執着心が強く、どこかの組織に誘われる度に借金全額分の報酬を要求するので、事あるごとに「ド守銭奴」と呼ばれる。また、トラブルに遭遇する事も多いことから「トラブルメーカー」と呼ばれることもある。本人も自覚しており、「犬も歩けば棒に当たる」「1Gを笑う奴は1Gに泣く」を座右の銘としている。昼食を水だけで済ませるなど、普段は節約生活を余儀なくされているようで、『装甲騎兵ボトムズ』のエピソードを再現したステージで空中から大量の金貨を奇声を上げながらばら撒いて日頃の鬱憤を晴らしていた。
なお、彼の借金が減少（增加）されるステージは、借金残額が幾らかを表示するイベントが用意される。『再世篇』では「地面に落ちたコインの音とナットの音を聞き分ける（本人曰く無意識にできるとのこと）」という域にまで達しており、スフィアとの共鳴の反作用で他のことを考えられない状態になった時さえもコインが落ちる音を出す「CDS（コインドロップシステム）」によって正気に戻るほど。借金が無くなったらスフィアを使いこなせなくなるとまで言われた。
戦いがとりあえずの終結を見た後もスコート・ラボに所属し、対次元獣専任の始末屋「次元獣バスター」として活躍している。『破界篇』終了までに2度借金を全額返済してプラスになったが、最終決戦前にトライアと交わした口約束が原因で、すぐに新たな借金を抱えてしまう（相手に詳細を確認しないまま気前良くお金を貸借する約束をしてしまったため）。
『再世篇』では『破界篇』のエンディングでトライアに請求された借金も完済し、当初平和なサラリーマン次元獣バスター（ただし上司のトライアには駄目リーマンと揶揄されている）としてきちんと月給を得て暮らしつつ、エスターのコーチを務めていた。彼女にはZEXISメンバーについてかなり失礼な紹介をしていた模様（ただし、きちんと長所を上げてフォローも入れている）で、それを真に受けたエスターは、出会うたびにおかしな異名で呼びかけるなどしている。ZEXISメンバーの元を訪れ、自腹を切っての飲み会に誘うくらいには潤っていたようであるが（彼を知る者達はその話を聞いた際、一様にその行為に驚愕していた）、召集を受けて再び同隊に参戦する。同篇初登場時にエスターを助けるためにブラスタを出した が、出撃時に商店街に被害を出してしまい、損害賠償の詳細を確認しないまま弁償する約束をしてしまい、再び100万Gの借金を抱える事になる。さらに、ブラスタから後継機リ・ブラスタへの改修費用の半分をトライアから請求され、ついに200万Gにまで膨れ上がってしまった。
本編開始の1年前、ファイヤバグに所属していた時代にブリタニア・ユニオンが行った時空制御実験「プロメテウス・エクスペリメント」に参加。事後処理を担当したファイヤバグは目撃者を始末していくという非道な任務に従事し、その凄惨な現場を目撃したクロウは封印していた人間性を爆発させ任務に反発。このことが原因でファイヤバグを抜け、軍を除隊したという過去を持つ。この際、生存者として唯一救助されることになったのがエスターである。リモネシアでその真相を明かしてからも、エスターからの信頼は変わることがなかった。
結局「借金が一番の敵」というスタンスをブレさせることなく最終決戦を戦い抜き、何とか完済できたと思いきや、最後の最後でトライアに「CDSの使用料」としてまたもや100万Gの借金を背負わされてしまい、借金返済のための生活が続くこととなった。
『時獄篇』では名前のみの登場となり、話題の上るのみだったが、時獄篇時のスフィア・リアクターたちの動向を描いた『連獄篇』及び続編となる『天獄篇』で再び参戦。『天獄篇』では、『再生篇』のエンディングで背負わされた借金を無事に返済したと思いきや、トライアから新たな100万Gの借金を言い渡されてしまう。ランドやセツコ、ヒビキと共にZ-BLUEのスフィア・リアクターとして戦う。戦いの中でリアクターとしてサード・ステージに到達、更なる力を得た。エス・テランでの最終決戦でアドヴェントに勝利し、他の仲間たちと共に超特異点に干渉するヒビキを補助し、超次元世界を誕生させる。その際に、スフィアに宿っていたリアクターたちの思念と再会し、ユーサーやアイムと邂逅した。
また火星へと飛ばされ、インペリウムの火星入植団であるアークセイバーと邂逅した際には彼らから丁重な扱いを受けているが、マルグリットとの件に関しては妙な気を起さぬようにと釘を刺されていたり、相変わらずの苦労人気質。
世界が修復された後もスコート・ラボに身を寄せており、戦いの結果50万Gまで減っていたはずの借金を破棄される予定だったリ・ブラスタの修理を依頼したことで再び100万Gに逆戻りさせてしまうが、当人はそれに納得しており、スフィアから解放されて尚も相棒であるリ・ブラスタを手放す気はない様子を見せた。トライア、エスター、マルグリットの三人との関係は結局決着が付けられずじまいだったが、それでも三人からはそれぞれ今後の誘いを受けるなど伊達男っぷりは健在のようである。
専用BGMは「CLOSE GAME LIFE」、「THE UNBREAKABLE」（リ・ブラスタ乗換後）、「REMORSE」。借金が増えると「崩壊方程式」（しかも、『天獄篇』ではクロウの借金が増えるシーンでしか使われない）。
トライア・スコート
声 - 久川綾
アクシオン財団第13防衛研究所「スコート・ラボ」の代表を務める女性エンジニアで、ブラスタの開発者。24歳。
財団代表のカルロスは大学時代の学友であるが、現在の仲は険悪そのもので「スットコドッコイ」と呼んで嫌悪している。ラボ代表を務めているのも、半分はカルロスの嫌がらせによる人事の結果である。
ロボット工学・エネルギー工学の権威であり、研究の完成のためには世間の常識に囚われない行動も厭わない。しかし裏を返せば世間知らずの超マイペース人間でもある。査定時に爆薬を使うなど、斜め上な盛り上げ方をしていたエスターのさらに上をいく盛り上げ方をした（爆破で発生した損害はクロウの借金に上乗せされた）。口もお世辞にも良いとは言えない。クロウ曰く「色々とガッカリなベッピンさん」。
和装で設計図を巻物に書いたり、キツネのお面を愛用するなど、風変わりな一面がある。クロウの腕前を高く評価し、彼の借金を全額肩代わりすることでブラスタのテストパイロットとして雇い入れた。
戦いが一応の終結を見た後も、対次元獣戦闘を専門とする組織となったスコート・ラボにて引き続き代表を務める。なお、ほとんど姿を見せないが、他の職員もちゃんといる。
『再世篇』では自社に入ったカルロスの行動にストレスが溜まっているようで、エスターが『破界篇』で購入した銅鑼やドラムを借りて叩くことを解消法としている。また、ラボの運営にかかる費用が切迫しているため、何かにつけてクロウに借金を背負わせたり、戦闘データの査定額を渋く見積もったりと、かなり金にあざとい性格になっている。もっともこれは、クロウがスフィアの力を引き出しやすくするための手助け（金にハングリーであり続けなくてはならないため）という面もある。なお、劇中でははぐらかしたり罠だったりといまいちわかりづらいが、クロウに好意を抱いており、稀にそれを匂わせる発言を見せるが全てクロウに伝わっていない。全てが終わった後も、よく考えるといちゃもん以外何物でもないことを言い出して再び借金を背負わせた。
『時獄篇』では新世時空震動によってクロウに関する記憶が封印されて、次元力に関する研究が停滞したものの記憶の封印が破れた事で研究が再開される。シャアの情報提供でエタニティ・フラットを破壊するための準備を行っていた。エスターの事に関してうつむいた状態になっており、彼女を救おうと必死になっている。
『天獄篇』では今までの次元力の研究成果とZクリスタルを元に完成させた戦艦ソーラリアンと共に、昏睡状態だったエスター、新世時空震動で行方不明になっていたデンゼルとトビー、クィーンとして行動していたツィーネ、地球に降り立っていたマルグリットらを伴ってZ-BLUEに合流する。
後にZクリスタルを失い役目を果たしたソーラリアンを一人乗りに改修し、並行世界のトラベラーとして旅立つヒビキに引き渡し、同時に選別として最低限の修復を施したジェニオンを送り、地球から旅立つ彼を仲間たちと共に見送った。
専用BGMは「SOLAR CRYSTAL」。
エスター・エルハス
声 - 互野ちひろ
次元獣ライノダモン級が初めて出現した北米の田舎町オーディスの唯一の生き残りで、スコート・ラボに保護された少女。家族を殺した次元獣（ライノダモンMD）の撃破をクロウに依頼する。
男勝りで勝気な性格で、その出自から次元獣に強い憎しみを抱いていたが、様々な人との出会いの中で本来の素直な性格を取り戻していく。その過程でクロウには悪態をつきつつも淡い恋心を抱くようになった。思い込みが激しい一面もあり、熱意を空回りさせることもしばしばあった。
スコート・ラボでトライアの助手を務めていたが、やがてテストパイロットになることを志望し、ラボ所属の訓練生となる。一度はブラスタを操縦し、一時的にアクシオに乗っていて苦戦するクロウの元にブラスタを届けた。
趣味は打楽器で、給料で購入してクロウの査定シーンを盛り上げている。最初に銅鑼（『再世篇』でファイヤー銅鑼ゴンと名前が付いている）、次にドラムセット（『再世篇』でドラムスコと名前が付いている）、最後にトライアングルと段々豪華になって来るため、その度査定シーンが長くなる。クロウが喜んでいると知ったときには笑顔を見せていた（クロウは慌てて取り繕っただけだが）。トライアングルは持参していたものの、ZEXISに参加している間は新たに楽器を調達できなかったため、コインを弾くことにした（この時クロウはとてもいい笑顔をしていた）。
破界事変が一応の終結を見た後はスコート・ラボにて次元獣バスターとしてのさらなる訓練を積み、クロウから戦闘技術を教わった。
『再世篇』では、クロウの後輩となり、新たな次元獣バスターとしてブラスタの量産試作機「ブラスタEs」を駆る。自身の目で世界の真実を見たいという理由から新生ZEXISへと参入する。部隊内では先輩のクロウのせいでよく借金持ちだと勘違いされる。キャッチフレーズは「恋も仕事も一所懸命」。かつて自分が「ネコの妖精」だと思っていた時期があるらしく、何かにつけ「にゃ！？」と言うのはその名残。現在では忘れたい過去となっており、そのことを「黒歴史」と語った。
「揺れる天秤」のスフィアとの共鳴の反作用でクロウが自分を見失っている際、アンブローンにより放たれた人造リヴァイブ・セルの攻撃からクロウを庇ったことで、ブラスタEs諸共次元獣エスターと化してしまった。しかし人造リヴァイブ・セルが不完全であったことが幸いしてエスター本人の意志は消えず、蜃気楼を攻撃し危機に陥らせた際に間一髪ゼロがかけた「やめろ！」のギアスが効果を発揮したことでそれが明らかとなった（そのことが、ルルーシュとC.C.がエスター救出が可能だと考える根拠になった）。次元獣と化してからはパレス・インサラウムに保護され、ユーサーの話し相手として寵愛されていたが、インサラウム王国の跡地においてスフィア・リアクターとして目覚めたユーサーとクロウが協力し、スフィアの力を共鳴させることで元の姿に戻った。その後はZEXISに復帰し、最後まで戦い抜いた。なお、キャラクター図鑑によると、次元獣から元に戻った彼女の体には、謎の出力アップを果たしたブラスタEs同様に何らかの謎が残されているらしい。
マルグリットとトライアは恋のライバルだが、決して険悪ではなく、特に家族を亡くした者同士のマルグリットとは姉妹のように仲がいい。
『時獄篇』では登場していないものの、『天獄篇』で新世時空震動によって昏睡状態になっていた事が発覚し、トライアは彼女を救うために行動した。その後、無事に意識を取り戻し、ソーラリアンの超次元転移砲のトリガー担当となる。復帰後はDトレーダーの会話シーンにおいて、マルグリットにセクハラしようとしたAGに千鳥かなめ直伝のハリセンを見舞うなど、姉妹のような仲のよさは健在のようである。
専用BGMは「HERD WORK&LOVE」。
カルロス・アクシオン・Jr.
若くしてアクシオン財団総帥を務める、『第2次Z』世界における世界一の富豪。
金持ちであることを全く隠そうとせず「金持ちだから、お金が無い人の気持ちはわからない」などと平然と公言したり、札束で相手をぶって黙らせようとするなど、性格はあまり良くない。その一方、経営手腕は超一流で、中小企業に過ぎなかったアクシオン社を数年で世界最大の財団に成長させており、その能力はトライアも認めている。反面、享楽的な性格で、WLFやインペリウムといった国際テロリストに遊び半分のような態度で資金や兵器を提供している。また、自社の次期新型機動兵器「アクシオver.7」がAEUに採用されなかった事を逆恨みして、実際に採用されたAEUイナクトのお披露目会場をブラスタに襲撃させるなど、非常に子供っぽい一面がある為、トライアとクロウからは「スットコドッコイ」と呼ばれて嫌悪されている。ルルーシュはカルロスの資金力に目をつけ、賭けチェスで負かしてキャッシュカードを差し出させた上「俺の質問に全て答えろ」というギアスをかけて暗証番号を聞き出し、多額の軍資金を手に入れた。このギアスの効果は後々まで（後編に当たる『再世篇』に至るまで）残留しており、これがあとで重要な役割を持つ。
インペリウムに肩入れしていたが、その活動方針に口出ししすぎたため、シオニーに処刑されそうになり脱出、南極決戦前にZEXISに保護される。グレート・アクシオンの居場所については黙秘しようとしたものの、前述のギアスの効果により「陰月にいるのではないか」と暴露させられた。戦いが一応の解決を見た後にアクシオン財団は解体され、彼も戦犯として裁かれるべき立場であったが、「知りうる限りの次元獣の情報を提供する」という司法取引により、戦犯扱いを逃れている。その後、スコート・ラボの特別顧問に就任した。
『再世篇』ではエスターのマネージャーを務めている傍らで、趣味で株取引を行なっている。それが大当たりしたことで再び財をなし「元・金持ち」から「金持ち」に戻った。中盤では「新たな事業を始める」という理由でラボを離れ、ガイオウと世界を旅している。終盤ではトライアが開発した「ZONEブレイカー」を携え、リモネシアに打ち込まれたZONEを止めるために輸送機で特攻し、ZONE停止と引き替えに命を落とした。
かつて（『破界篇』で）アイムに利用され騙されたことを負けを認めつつも根に持っており、ZONE停止はまさに命をかけた「仕返し」であった。前述の思想に関しては「世界の変革は望んでいるが、世界の終わりは望んではいない」「なんでも思い通りになると思ったら大間違いだ」とアイムをばっさりと否定。特攻を止めようとしたクロウにも、自分は「悪人」であるので情けをかける必要もないと語って突っ込んでいった。クロウは最後まで「スットコドッコイ」と呼んでいたが、最後の最後だけ「カルロス」と叫び、スフィアの力を限界まで引き出した必殺技「アンブレイカブル・フルクラム」を編み出し、カルロスとの別れの挨拶がわりにアイムに叩き込んだ。なお、カルロス特攻が行われるシナリオでは生きていたシオニーがちらりと姿を見せる（『再世篇』ではシオニー本人であることは伏せられていた）が、カルロス自身がシオニーの生存を知っていたかは定かではない。
ifルートにおいては生存し「憎まれっ子世にはばかる」とばかりに、トライアの前にだけこっそりと顔を出していた。
インペリウムに加担し、世界の変革を望んでいた動機は、「こんな腐った世界は一度滅ぶべきだ」という思想を持っていたからで、どの様な経緯でその様な考えを抱く様になったのかは、生存時は不明であった。しかし、『第3次Z 天獄篇』にて、アクシオン家当主が世界の裏で暗躍してきた秘密結社「クロノ」の首魁「キング」を代々努めてきた事や、現在のキングが父のカルロス・アクシオンであった事実が判明。その事を知ったカルロスJr.は自らの家系によって裏から支配されている地球のあり方に疑念や失望を抱き、それがアクシオン財団を結成して変革を求めている動機であったことが明らかとなった。なお、『第3次Z』では『再世篇』のゼロレクイエムルートが正史となっているため、カルロスも死亡している。

#### 国連平和維持理事会
エルガン・ローディック
国連平和維持理事会の代表で、国際救助隊ZEXISを組織した人物。髭面で強面な人物。
平和を願いながらもZEXISには厳しい試練を与えるなど不可解な行動をとり、ゼロをはじめとするZEXISの首脳陣からも警戒されていたが、ゼロは「この男は平和よりも遠い何かを見ている」と評している。シオニーの行動に激昂するなど至極まっとうな感覚の持ち主であるが、その真意を容易には悟らせない。
各国の利害に関係なく全人類の平和のために行動するが、実権は大きくない。反面広い人脈と優れた情報力を持ち、それを武器に独自の行動をとる。また、ガイオウやコーウェン、スティンガーを自ら銃撃するなど危険なほどの行動力を見せることもある。
彼もまた「罪人」であることが仄めかされているが、真偽は不明。200年以上も前から生きており、イオリア・シュヘンベルグの盟友であったとされる。自分の中の誰かと会話する様なシーンも幾度かある、アポロやガイオウが何かを感じ取っているなど、謎の多い人物である。
実は「エルガン・ローディック」という名前は偽名であり、本名は「ジ・エーデル・ベルナル」である。『第1次Z』のラストボスであるジ・エーデル・ベルナル（ジエー・ベイベル、黒のカリスマ）とは並行世界における同一存在という関係であり、他の世界にもジ・エーデルと呼ぶべき同一存在が居るという。その中の一人が「黒の英知」に触れたことで、彼も「常人の何倍もの寿命」と「並行世界の同一存在との交信能力」を身につけるに至った。
戦いが一応の解決を見た後は地球連邦軍の総司令官となるが、リボンズの手で薬物を投与され、監禁されてしまう（表向きは多忙という理由で会えないとされている）。以降はリボンズが彼を傀儡として地球連邦を影から操っていたが、イノベイド陣営とZEXISの最終決戦の間際に離反したリジェネ・レジェッタの手で監禁を解かれた。その後、特殊コード「CHRONO H」を使用してヴェーダとリボンズのリンクをシャットアウトすることでティエリアのヴェーダ奪還を支援したが、憤ったリボンズから銃撃を受けてしまう。今際の際に自らの特殊性や「黒の英知」について明かした後、ZEXISに未来を託して息を引き取った。
しかし消滅寸前だった意識は、他の平行世界の同一存在と集合してAGとなる最中だったジ・エーデルに拾われ融合した一部となったことで残存しており、AGを構成する意識のうちジエーに次いで中核を占める存在およびジエーの補佐役になっていた。『天獄篇』にてAGの一部として再び登場する。
『時獄篇』にて、キングの口から彼とイオリア・シュヘンベルグは世界を裏で引く謎の組織「クロノ」の一員であった事が判明し、クロノのやり方に反発し組織を変えようとイオリア、アドヴェントと共に「改革派」を結成した事も判明した。

#### 新帝国インペリウム
破界の王ガイオウ
声 - 小山力也
シオニー達が行った「プロジェクト・ウズメ」によって廃墟と化したリモネシア共和国の跡地から現れた謎の男。
過去の記憶を失い、ただ闘争のみを求める野性味あふれる男だが、その身体能力は人間をはるかに超越しており、生身で機動兵器の一斉攻撃を受けても傷ひとつ負わない、大型の次元獣をさながら馬替わりに使役するなど、常識外の力を持つ。闘争のみを求める一方、平和の価値や重要性も理解している。それ以外では気さくで人間味に溢れる人物で、エリア11では迫害されていたイレヴンのホットドッグ屋を助けており、グレート・アクシオンに帰還した際には、その時の礼としてもらったホットドッグを気に入って食べながら戻っている。ガイオウという名前は本来の名前ではなく、彼の召喚に立ち会ったカルロスから与えられたもの。本人はこの名前を気に入り、『再世篇』で記憶が戻っても最期の時まで一貫してガイオウと名乗り続けた。
ロージェノムからは「客人」として迎えられていることから、人類殲滅システムとそれを用意した反螺旋族と何らかの関係を持つことが示唆されている。実際、最終決戦の場にてシモンとの会話の中で「俺とお前、勝った方があいつと戦う」と、アンチスパイラルと戦う可能性も示唆する。
かつて、マルグリットやシュバル達の祖国である聖インサラウム王国が、プロジェクト・ウズメと同じようにして超次元エネルギーを取り出そうとした際にも次元の隙間から現れ、インサラウムを壊滅させたという過去を持つ。また、人間を次元獣に変貌させる能力があり、壊滅させたインサラウムの騎士達を次元獣に変えていった。そして、一騎討ちを挑んだシュバルを倒し、彼を次元獣ディノダモンに変貌させたことで、ZEXISが戦っていた次元獣はガイオウに敗れたインサラウムの騎士のなれの果てであった事実を目の当たりにさせた。
破界事変の最終決戦では、陰月でZEXISと戦い敗北。彼らの健闘を讃えつつ消滅したかに見えたが実際には生存しており、『再世篇』においてはカルロスを終生の友と認め、共に世界を旅しながら自分の記憶を少しずつ取り戻していく。前述のホットドッグに関する一件以後、ファストフードが好物となったようである（当人曰く「幸せの味がする」とのこと）。また、旅の間にサングラスをかけている姿も見せた。
最終決戦間際になり、自らが「次元の将」という存在であり、数々の次元を駆け巡って知的生命体の敵「バアル」と戦う宿命にあったこと、バアルに敗北を喫して『第2次Z』の世界に逃れてきたことを思い出す。しかし、ガイオウ自身も、人々を次元獣に変え強制的に自身の戦力とする「ヴァイオレイション・システム」という非人道的な力を振るい、戦い自体を楽しむようになってしまった自分はその務めを果たすに相応しくないことを理解しており、聖インサラウム王国をも打ち破ったZEXISの力を試し、後事を託す資格があるか見極めるため「次元将ガイオウ」として最後の戦いを挑む。敗北した後は彼なりにZEXISを激励した後、潔く散っていった。
なお、かつてはアポロニアスやロージェノム、あしゅら男爵（の前身であるトリスタンとイゾルデ）とは同志としてバアルと戦っていたらしい（アポロの台詞でゲッターも関わりのあるとも捉えられるものがある）。
『天獄篇』では次元将としての本当の名前は「ヴァイシュラバ」であることが判明。インサライウムを壊滅させた真相は、サイデリアルから敗走した際に傷ついて記憶を失い、その後たどり着いたインサラウムにて「力を蓄える」という事のみを辛うじて覚えていたためインサラウムの民を次元獣にして自らの兵力としたというものだった。同作では、過去にタイムトラベルしたクロウらZ-BLUEがインサラウムに来た際のガイオウに出会い、Z-BLUEの協力でサイデリアルの撃退に成功、記憶を失わず同時にインサラウムも壊滅させることなく「次元獣にして成長を止めるのではなく、無限の成長と可能性を持つ人間の戦士」に未来を見出してクロウらと将来の共闘を願いつつ去って行くという、パラレルワールドの歴史を歩むこととなった。
専用BGMは「破界の王」、「多界侵食警報」（初登場時）、「無窮の闘神」（次元将ガイオウ時）。
アイム・ライアード
声 - 安元洋貴
自らを人間ではなく次元獣であると称する男。その自称通り、次元獣を自在に召喚・使役する力を持つ。
はっきりとした出自は不明だが、彼もまたガイオウと同じく次元の狭間から現れた存在であるとマルグリットが語っている。クロウのスフィアを狙って執拗に命を狙うが、彼もまたスフィア「偽りの黒羊」を持つ者であり、それ故にアサキムに付け狙われている。シオニーを言葉巧みに操ってガイオウ召喚の儀式「プロジェクト・ウズメ」を実行し、ガイオウを復活させ、その圧倒的な力をバックボーンとする移動軍事国家「新帝国インペリウム」を建国した。しかしガイオウもアイムを信用しているわけではなく「邪魔をするのであれば容赦なく潰す」「記憶が戻った暁には真っ先に喰らう（＝次元獣にする）」と言い切っている。
名前を英語にすると「I'm Liar（私は嘘吐き）」となる。その名の通り、息をするように嘘をつく男だが、感情が高ぶると嘘はおろか意味不明な単語の羅列しか喋れなくなる。これはスフィアの影響が深くなっている証拠であるとアサキムが語っている。なお、意味不明な言葉の羅列や彼の言葉の中には嘘ではない言葉も混ざっており、「私は嘘吐き」の名前ですらも嘘であるとも取れる。
上述の「プロジェクト・ウズメ」で起こした時空震動は後に「カラミティ・バース」と呼ばれるようになり、アサキムやZEUTHの一部メンバーが第2次Zの世界に転移するきっかけとなった。前者はスフィアを奪うため、後者は元の世界に帰るためにそれぞれ彼を追うことになった。また、第303独立愚連隊のメンバー達はアイムの能力が目的のために必要だと感じたことで彼と結託した。
ZEXIS・ZEUTHとイマージュとの最期の戦いに乱入するが敗北。さらに乱入してきたアサキムに隙を突かれ、最期はアリエティスに搭載されていた「偽りの黒羊」のスフィアを奪われて死亡したかのように見えた。
この死すらも「偽りの黒羊」のスフィアの力による偽装で実際は生存しており、破界事変後、聖インサラウム王国へ次元科学の提供、アロウズへZEUTH側の世界の機体データを提供する。また「インサラウムの騎士、ケビン・マクラーレン」という偽りの姿に化け、逆にZEXISに接触してZONEの情報を提供するなど、様々な組織を奔走させてクロウのスフィアの覚醒を促した。が、カルロスの特攻でスフィアが完全覚醒したクロウの敵ではなく、リ・ブラスタの新必殺技「アンブレイカブル・フルクラム」の一撃で一蹴される。その後ゼロ・レクイエム（ifルートでは超合集国とアロウズの衝突）に介入し、自分と同一の存在を何人も作り出すという現象までも引き起こしたが、現れたアサキムの持つ「知りたがる山羊」のスフィアにより過去を暴露され、精神が崩壊。その直後に現れたユーサー・インサラウムによって討たれ、完全に死亡しスフィアもユーサーの手に渡った。
「知りたがる山羊」のスフィアにより暴かれた過去によると、本名はハーマル・アルゴー であり、かつて、経歴を詐称してとあるプロジェクトに参加した研究員だったが成果を上げることができずにおり、嘘を嘘で塗り固める人生を送っていたところを「偽りの黒羊」のスフィアに共鳴したという。その後半ばスフィアに支配された状態でアリエティスを建造したとされる。
『天獄篇』で超時空修復が成された後にスフィアの呪縛から解放され、生と死の狭間でセツコ達と再会。バルビエルと共に、いつかセツコ達が自分たちの元へ来るのを待っていると告げて去って行ったが、ランドからは「不安になる」と返された。
専用BGMは「UNTRUE CRYSTAL」。
シオニー・レジス
声 - 小林沙苗
太平洋の小国、リモネシア共和国の外務大臣。
リモネシアは超次元エネルギーを引き出す触媒となる「ディメンジョン・エナジー・クリスタル（DEC）」の産地であったが、最近は産出量が枯渇気味になり、国際社会での立場が危うくなりかけていた。彼女自身は引っ込み思案で気弱な女性で、国をめぐる策謀に対して悩みを抱えていたところ、アイムやカルロスの口車に乗せられ「プロジェクト・ウズメ」を実行してしまった。結果、ガイオウの復活と引きかえに祖国を滅ぼしてしまうが、アイムらによってインペリウムの筆頭政務官に任じられる。
その後は次元獣やガイオウの圧倒的な力をバックに世界各国への侵略を始め、その性格も以前とは打って変わって傲慢で冷徹なものへと変わっていく。ただし根は変わっていない為、より強力な存在や逆境の前では、すぐ弱気な面が出る。また、リモネシアを滅ぼした罪悪感に半ば押し潰されており、その反動で性格が変貌したとも言える。隠月の最終決戦の場にてグレート・アクシオンに乗船して応戦するが、艦もろもと撃沈された。
そこで死亡したと皆に思われていたが、実際にはガイオウに救出されて生きており、記憶を取り戻した彼からいずれ現れるだろう別の次元将へのメッセンジャーの役割を与えられ、自身は教師としてリモネシア復興に努めていた。その後は以前のような気弱だが温厚な性格に戻っており、ヴィルダークには自身の行いの公開を述べている。『再世篇』ではモブキャラクターとして出演し、15話の隠し要素としてボロボロの格好で登場し、後に復興中のリモネシアで教師役として登場している。『天獄篇』ではシオニーと明言されて再登場し、サイデリアルの皇帝アウストラリスが次元の将（ヴィルダーク）だと気付き、ガイオウからの使命を果たすため彼に接触し、ガイオウの意志を伝えていた。
専用BGMは「PHANTOM UTOPIA」。

#### 聖インサラウム王国
平行世界にある地球の王国。次元力の研究についてはこちら側の世界より上を行き、それによって大きな発展を遂げてきた。王国の防衛組織およびその団員は「アークセイバー」と呼ばれ、その上位25席次の者は「ハイナイト（聖騎士）」という称号を授けられ、名誉性として「テール」を名乗る。ハイナイトたちの専用機は次元力を用いたエンジン「Dエクストラクター」によって稼動している。ハイナイトのBGMは前作のカイメラ隊同様、出だしが統一されたものとなっている。
ユーサー・インサラウム
声 - 間宮康弘
聖王国インサラウムの第一皇子。先王キング・インサラウム72世の実子。
即位はまだであるため敬称は「殿下」だが、事実上インサラウムを統治している。
温厚な性格で思慮深く、思いやりを持った人物として民から慕われている。しかし、その一方で気弱な面があり、インサラウム壊滅後は宰相となったアンブローンの専横を許すことになった。
武芸の腕前も相当なものだが、生来の優しさゆえ実戦は苦手。専用機として王族の機体である聖王機「ジ・インサー」を持つが、前線に出たのはZONE設置時の戦いが初陣。
実はスフィアの一つ「尽きぬ水瓶」のスフィアの資格者。ジェラウドの死を機に、改めてインサラウムのために戦うことを誓う。終盤ではそれまでの弱気が嘘だったかのように、自らジ・インサーを駆り、軍を率いてZEXISに挑む。そして、インサラウム跡地での戦いでガイオウが現れた際、ジ・インサーの武器である宝剣コールブランドを抜くことに成功。一撃のもとにガイオウを下し、同時にスフィア・リアクターと化した。
しかしその反作用は凄まじく、力を引き出していくに連れて身体が崩壊していき（顔の左半分に亀裂が走っている）、酷い時には意識を保つことさえままならない状態になってしまう。そんな状態にもかかわらず、残された王国の民5億人を救うために火星にてZEXISとの最後の戦いに挑み、敗北。平行世界とはいえ、同じ地球に攻め入ることは本意ではなかったが、王国の民を救うためにはやむを得ないことと理解していた。それと引き換えに、侵略者の代表として「第2次Z」世界のすべての人々の悪意を背負って死す覚悟を固めており、そのためにあえて民を顧みない暴君を演じていた。この時彼は、祖国の仇であるアイムを討ったことで「偽りの黒羊」のスフィアを手にしていたため、ZEXISの面々、さらには同様の考えを持っていたルルーシュですら彼の演技に全く気付かなかった。
力尽きる直前にZEXISとマルグリットに王国の民たちを託し、スフィアを狙って現れたアサキムの手に潔くかかって死亡した。ギアスIFルートに進んだ場合はさらに極端であり、ガイオウを聖王に迎えるという暴挙に出る。あわよくば寝首をかくつもりであり、火星での決戦後に反旗を翻したものの返り討ちにされる。さらにアサキムからの一撃を受けるも信念は死なず、セツコ、ランド、クロウと共に彼をZONEへ封印し、そこで力尽きた。戦後、彼の遺志を継いだマルグリットにより、王国の民による火星への入植が進められている。
マルグリットとは当初相思相愛の関係ではあったが、彼女がZEXISへと離反し、自身も死ぬ覚悟を固めていたことから想いを断ち切った（手を繋いだこともなかったようである）。
『天獄篇』において次元修復の最中、スフィアに込められていたリアクターの思念として一時的ではあったがクロウと再度の邂逅を果たした。
専用BGMは「王の愛は民のために」（ジェラウド死亡後）。
マルグリット・ピステール
声 - 小島幸子
アークセイバーのハイナイトナンバー7。王室親衛隊の隊長も務める。
エスターの家族を殺した次元獣ライノダモンMDを弟と呼んで慈しんでいるが、それはガイオウが過去に行った所業に関係がある。後にライノダモンMDがクロウ達の手で討たれた後は、クロウを弟の仇として今まで以上に執拗に狙うようになる。
展開次第ではクロウと和解し、ZEXISと共闘する。
『再世篇』では、聖インサラウム王国の復活に伴い、祖国を守るために再びZEXISと戦う決意をする。また、上記の共闘については正史になっている模様。しかし王国の進もうとしている道に疑問を持ち「己の信じる正義を成せ」というジェラウドの助言もあって王国から離れ、密かにハリー・オード達と協力しながら、アンブローンに次元科学のことを教えた元凶を探すようになる。そして生存していたアイムの暗躍を突き止め、ユーサーに地球側との停戦を進言するも、彼は既にアンブローンに全てを告白させてその罪を赦しており、さらに決戦の意志も固めていたことから反逆者として極秘裏に幽閉されてしまう。その後、ZEXISとインサラウム軍がかつての聖インサラウム王国跡地に次元跳躍してしまった際の混乱に乗じて脱走、ユーサー達を止める為に王国から離反してZEXISに参加して戦うことになる。
ユーサーとは相思相愛の関係だったようで、非公式だが彼の花嫁候補に選ばれており民衆達からも結婚を期待されていた。しかし戦いが進んでいくにつれて変わっていく彼を見て、また『破界篇』での共闘の出来事からクロウに好意を抱いていくようになる。エスターとは同じ相手に想いを寄せるライバル関係ではあるが仲は良く、彼女に対してかなりのお姉ちゃんぶりを発揮する一面も見せる。
火星での最終決戦後はユーサーの想いを受け継ぎ、生き残ったインサラウムの民たちを導く指導者として、火星に入植することとなったインサラウムの代表に就任する。
一部の人間から「マルさん」の略称で呼ばれるが、本人は相当困惑している。
『時獄篇』では参戦しなかったものの『天獄篇』では火星に封印されていたアサキムが解放されてしまったことを地球に伝えるために火星植民地から地球へと渡っている旨がアークセイバーから説明され、後にトライアと共に戦艦ソーラリアンの直衛戦力の一人としてZ-BLUEに合流する。合流後は再会したら言いたい言葉があると告げていたクロウに「今はフェアではない」とエスターの不在を理由に気持ちを伝えるのを先延ばしにし、妹のような彼女のことを気遣ってみせた。また、AGから恒例となるセクハラとしてライノダモンMDの着ぐるみを手渡されるが、亡き弟の思い出として、詰め物をして部屋に飾る旨を告げるなど、AGの意図に反して喜びその純真さを見せた。
超次元世界の誕生後もクロウたちと共にいることから入植地の火星は彼らと同一世界に収まった様子。修復された世界においてもクロウを慕う気持ちに変わりはないようで、クロウを火星の入植団に誘っていた。
専用BGMは「真珠の落涙」。
シュバル・レプテール
声 - 室園丈裕
アークセイバーのハイナイトナンバー3で、マルグリットの上官。
戦場においては敵中枢の直接の打倒、または王の直営を務めていた。正々堂々とした勝負を好む武人肌の男であるが、ガイオウやアイムの言葉に一切異を唱えず、犬のように忠実に従うため「番犬」などと揶揄されている。
しかし、それは全てガイオウに一矢を報いる機会を求めて芝居を打っていただけに過ぎず、真の目的はインサラウムの復興であった。裏切りが暴かれた後はガイオウに一騎討ちを挑むも敗北、次元獣ディノダモンに変貌させられた。
インサラウムにいた頃は厳格かつ義に厚い人物で、騎士の鑑と讃えられており、その実力から準騎士たちの指南役を務めていた。弟子であるウェインには手を焼かされながらも常に彼を見守り続けていた。
専用BGMは「鉄壁の翠玉」。
シェーヌ・ピステール
マルグリットの実弟である従騎士。乗機はジェイドルーン。インサラウムに攻め込んだガイオウに戦いを挑むも敗北し、ライノダモンMDに変貌させられた。
ウェイン・リプテール
声 - 宮本克哉
アークセイバーのハイナイトナンバー4。
ナンバー3であるシュバルの弟子で、エメラルダンの同型機サフィアーダを駆る。シェーヌとは親友同士だった。
斜に構えた性格だが、見るべきものを見据える強さを持ち、自身が認めた相手に対しては礼を尽くす。天性の才能と確かな実力を持った自信家で、シュバルに師事する前は自由気ままに生きていた。そのため騎士の品格に欠けるとされ、ハイナイトに任命される際には紛糾したが、ナイトオブナイツの推薦によってナンバー4についた。
祖国インサラウムに対する思い入れは人一倍強く、それを失った悲哀もまた深い。そのため「実力不足は気合でカバーする」と言ってのけたエスターに対し、「そんなんじゃどうにもならねぇものがあるってのを、嫌って程知っているんだよ！」と怒声を浴びせる場面もあった。
当初は、弱気で臆病なユーサーを完全に侮っており、それに忠誠を誓っているジェラウドにも不信感を抱いていた。しかし、ジェラウドが死に際に忠誠を誓った理由を証し、奮起したユーサーからも助力を頼まれたことで不信感や侮蔑が消え、騎士としてインサラウムのために戦うことを改めて決意する。
ジェラウドの死後は、彼からの推挙もあってナイトオブナイツの地位に就き、新たな愛機であるディアムドを得て他次元にあるインサラウム王国の跡地にてZEXISとの戦いに挑む。その地にてユーサーがスフィア・リアクターとして目覚め、初代の王にしか抜けなかったと言われるジ・インサーの「宝剣コールブランド」を抜くのを見届けた後、正々堂々と戦い抜いた末に敗北。ZEXISが元の次元に帰るのを見送った後、宝剣の封印が解かれた瞬間を見られたことを誇りに思いながら息を引き取った。
専用BGMは「孤影の蒼玉」、「天の金剛」（ディアムド乗り換え後）。
ジェイミー・ランテール、マシュー・レステール
名前のみ登場したアークセイバーのナンバー6とナンバー14。ユーサーによると、既に次元獣と化した模様。
ジェラウド・ガルス・バンテール
声 - 石井康嗣
アークセイバーのハイナイトナンバー1で、御前試合で優勝した最強の騎士「ナイトオブナイツ」の称号を持つ男。アークセイバー最強の機体であるディアムドを駆る。
信義に篤く、騎士道精神を体現したかのような真っ直ぐかつ豪胆な人物。礼節、教養、武芸の全てに優れ、全ての騎士から尊敬を集めている。シュバル亡き今はウェインの指導役的立ち位置にある。なお、ミドルネームの「ガルス」とは御前試合優勝者に送られる称号。
インサラウム史上最強の騎士として名高いが、王国に攻め込んできたガイオウとの戦いでは敗れ、片方の頬に傷を負った。その際に妻子を失ったことを悔いて、敗北を忘れぬためにもう片方の頬に自ら傷を付けた。
リ・ブラスタの初陣の相手として戦うも敗れ、最後の力でユーサーの下に戻った後、後任にウェインを推挙して死亡した。
臆病者であったユーサーに揺るがぬ忠誠を捧げていたのは、インサラウム壊滅直後、誰もが絶望に沈む中で、ユーサーだけがジェラウドの家族の死を悲しんでくれたからである。
専用BGMは「天の金剛」。
アンブローン・ジウス
声 - 滝沢久美子
インサラウムの宰相を務める老婆。
元々は科学技術庁長官だったが、国がガイオウに滅ぼされた際の混乱の中で宰相に就任する。
国では禁忌とされている次元科学の研究者で、若かりし頃から人生の全てを投げ打って研究に打ち込んでいる。そのため障害となるものはどんな事をしてでも排除しようとするが、一方で人並みの青春時代を送って来なかったことを悔いている面もある。
研究成果の1つとして次元獣の制御技術を確立させており、次元獣を自国の兵士として利用している。さらに、ガイオウが人を次元獣に変える際に用いる「リヴァイヴ・セル」を人工的に再現することに成功し、兵力を補うために自国の民を次元獣に変えることすら平然と行うマッドサイエンティスト。その他、アークセイバーの機体にも研究成果を利用したパワーアップを行っている。
次元科学の探求のためには手段を選ばず、その結晶であるジ・インサーの解析を狙っていた。そのため、邪魔になるユーサーの戦死を狙ってたびたび前線に送り出していたが、後に奮起したユーサーはそれら全てを承知した上でアンブローンを赦し、インサラウムのためにさらなる次元科学の発展を命じた。これを機にユーサーへの揺るがぬ忠誠心を抱くようになり、インサラウムの民達のためと研究を進めていった。その姿は、犬猿の仲だったウェインからも「閣下」と呼ばれるようになるほどである。また、特異点のサンプルとして捕らえたのにも関わらず、自分に理解を示してくれたモームやエウレカに情が移り、今までの身の上話をしたり、機密事項を教えて逃したりといった温情を見せている。
火星での最終決戦では、全ての悪意を背負って死のうとしているユーサーの真意を汲み、自身とパレス・インサラウムに人造リヴァイヴ・セルを移植し「人造次元獣エクサ・アダモン」と化してZEXISと戦う。次元獣と化しても最期までユーサーへの忠誠心を抱きつづけ、壮絶な戦死を遂げた。
専用BGMは「禁断の魔獣」（エクサ・アダモン時）。
マリリン・キャット
声 - 雪野五月
特殊部隊ファイヤバグの指揮官にして、クロウのかつての上官であり、彼を「フラフラちゃん」と呼ぶ。
肉体改造と整形手術によって外見は十代ながらも高い戦闘能力と指揮能力を持ち、部下からは「姫」と呼ばれる。どんなに卑劣な命令だろうと平然とこなす女性で、一見可愛らしいゴスロリ調（この服も戦闘服であり、全身にギミックが内蔵されている）の少女だが、その裏には冷酷な人格が隠されている。インサラウムから依頼を受けて客将となり、当初は遊び半分のような態度で戦い、ユーサーの事も弱腰な指揮官として馬鹿にしていたが、彼が奮起した後はその豹変ぶりと勇敢さに心をときめかせ、次第に彼を愛するようになっていく。当初はファイアバグの制式機であるアクシオ・バーグラーに搭乗していたが、インサラウム加入後はパールネイルの姉妹機であるパールファングに搭乗する。
メイク技術は相当なものであるらしく、スフィアの反作用で顔面が崩れつつあるユーサーに化粧を施し、外見を維持してもいた。
生い立ちは不明であるが、幼少期に軍に目を付けられ何らかの強化措置を施された（彼女曰く「頭の中を弄繰り回された」）過去を持つ。それ以来好き勝手やってきたものの、ユーサーを愛するようになって初めて「奪う」こととは正反対の「与えることの喜び」を知り、ユーサーのために無償の愛を捧げ、かつてはマリリンを嫌悪していたアンブローンからも友と認められるまでになる。そんな変化を見せた彼女を見たクロウは驚愕していた。最終決戦前には童話・幸福な王子に登場する王子の像とツバメにユーサーと自分を例えながら想いを伝え、ユーサーの前衛としてZEXISを消耗させるべく、アンブローンと共に出撃。最後はパールファングを撃墜されるも、特殊部隊として染み付いた技能から重傷を負いながらも辛うじて生存し、撃沈された戦艦パレス・インサラウムの残骸に身を隠していた。
しかしすでに致命傷を負い助かる身ではなく、ユーサーへの想いを独白した後崩れ落ち、パレス・インサラウムの中で命を落とす。
座右の銘は「この世はやったもん勝ち」「女の子はお姫様」。
専用BGMは「殺戮人形ノ詩」。

#### 民間人
ゼニトリー・マッセ
クロウから借金を取り立てようとしていた借金取り。
大手貸金業者勤務で、主に返済の遅れた要注意人物の取り立てを担当。人脈は幅広く、軍にも顔が利くようである。顔グラフィックは『OGs』の一般キャラクターからの流用で、『破界篇』ではキャラクター事典にも登録されない。基本的には気弱な部分があるが、借金の取り立ては容赦なく行う。条件を満たすと中盤に再登場し、アイテムをくれる。
『再世篇』ではクロウから「ゼニさん」と呼ばれており、彼の飲み仲間となっている。同篇で再び多額の負債を抱えたクロウに金を貸す。クロウの事はちゃん付けで呼び、どれだけ額が多くても最後には何だかんだで返してくれると信用している。また、フルネームが判明し事典にも登録されるようになった。見た目は強面だが人情家の気のいい人物で、スキンヘッドにしているのは相手に心理的なインパクトを与えるためであり、借金取り立て業務に就いているのは強面の見た目が買われたため。
『時獄篇』28話にて、突如襲来のアブタクターとUGで慌てている。同話に隠し要素として強化パーツをくれる。相変わらず取り立てに励んでいる模様。

### 第3次スーパーロボット大戦Z

#### 主要人物
ヒビキ・カミシロ
声：村上龍
主人公。陣代高校に通う学生で、町がジェミニスの侵攻を受けた際にジェニオンが異次元から現れ、そのままパイロットに選ばれる。無愛想でクールな雰囲気をまとっており、自らの目的の遂行のためなら全てを捨てる覚悟を秘めている。「人嫌い」というわけではないが、心の奥底では距離を置いており、自分から話を振ることは少ない。周囲からは不愛想と見られることもあるが、中盤以降フルメタル・パニック!の主人公である相良宗介などを中心に友情を育んでいる。
再世戦争終盤に謎の存在（ヒビキは“テンシ”と呼ぶ）の起こした次元震で父と姉を亡くしており、それを目撃して以来「血塗られた眼」という、時折片目が真っ赤に染まるという謎の症状に冒されてしまった。本来は両目が真っ赤に染まってしまい、恐怖以外の感情が完全に破壊されるという症状だが、意識が朦朧としていた上に一瞬の目撃だったため軽症（発症時のみ左目が変化）で済んでいる。
転校前は退役軍人であった父と一緒に、小型の次元獣狩りを生業とするビーストハンターとして生活していた。その際に教わったジークンドーを扱う他、トラップの敷設や野草の知識といったサバイバル技能に長けており、特にトラップに関しては本職顔負けの腕を持つ。反面、機動兵器の操縦に関してはさすがに疎く、当初はジェニオンの性能に振り回されている状態だったが、Z-BLUEで死線を潜る内に腕を上げていく。また「ブーストアップ」と呼ばれる、身体能力をごく限られた時間のみ飛躍的に向上させる超能力を身に付けた。このブーストアップ能力は不動ZEN曰く「血塗られた眼と根源を同じとする呪い」との事。本来は精神が破壊されるが、ヒビキが受けたことでこのような力に変質したらしい。
トラブルに巻き込まれることが多く、ボランティア部では日常に適応できない宗介のフォローをさせられている。
心の根底には「運命に屈する絶望と運命に抗う希望」という相反する感情が常にせめぎあっており、それがために「いがみ合う双子」のリアクターとしての資格を持つ。最終的にはその「いがみ合う双子」を持つガドライトがスフィアを制御できなくなった際、元から持っていた「絶望の中の希望」と復仇を目の前にジェニオンが機能停止したことによる「希望の中の絶望」、双方を満たしたことで「いがみ合う双子」に選ばれ、新たなリアクターとなった。
母親であるメグミ・ラクナルドに無理心中の道連れにされそうになった過去があり、顔の傷はこの時についたもので、メグミはこの後自ら命を絶った。この件はヒビキの心に大きなトラウマを残しており、「血塗られた目」が治らないのはこの影響。なお、メグミが心中を図ったのは、超時空物理学の学者だった彼女が先史文明の遺跡から、独自に「御使い」の存在に触れようとしたため、アドヴェントによって罰を下されたため。ヒビキが死なずに済んだのは、メグミが意志の力で絶望と希望を超え、ヒビキを殺す前に自殺することで彼を守ったからである。
メガラニカでの戦いにおいて、アドヴェントにスズネが撃墜されるのを見た瞬間に全力でそれを拒絶。その時、「いがみ合う双子」を介してその場に在った12のスフィアすべてと一時的に同調、その事実を否定して時間を巻き戻し、スズネを救うことに成功した。
エス・テランにおける最終決戦において「いがみ合う双子」のスフィアを最終ステージへと至らせ、超特異点に干渉し、次元修復を完了させ、それぞれの平行世界がゲートでつながった新たな超次元世界が誕生させた後、Zクリスタルを失い用済みとなったソーラリアンをトライアより譲り受け一人でも操縦できるように改修してもらい、一人で並行世界を旅するトラベラーとなろうとするが、乗船していたスズネに押し切られる形で一緒に旅をすることを決意する。
旅立つ際には選別としてトライアの手によって最低限の修復を施されたジェニオンを受け取っているが、終盤の選択肢によっては修復されず廃棄処分となる。
復帰後のスズネとの関係は彼自身が曖昧な態度を取っていたこともありパートナー以上恋人未満という関係に見られていたが、周囲からは公認カップル扱いを受けており、最終決戦では好意を認めており、旅立つ際も彼女を気遣って黙っていこうとしたが、結局最後は彼女の熱意に根負けする形で一緒に旅立つこととなった。結局最後まで彼自身の口からスズネに対して「好きだ」という類のストレートな発言は飛び出さなかった。
専用BGMは「瞳の中の明日」（ジェニオン）、「禁忌という名の希望」（ジェニオン・ガイ）、「心の底の昨日」（一部イベント）、「太極のオーバーライザー」（ジェミニオン・レイ）。
西条涼音（さいじょう すずね）
声：柚木涼香
陣代高校に教育実習生として勤務している大学生。ジェミニスの侵攻に巻き込まれた際にヒビキの戦いに巻き込まれ、教師としての責任感から彼をフォローすることを決意。複座に改造されたジェニオンのサブパイロットを務める。学生が多数所属するZ-BLUEにおいて、未成年者の引率を任されることが多い。
普段はメガネをかけているが、ジェニオン搭乗時は外している。
戦いが進むにつれ、歪んだ笑みを浮かべて辛辣な言葉を吐き捨てるという、二重人格に似た謎の一面を覗かせるようになるが、原因は不明。ヒビキは過度のストレスによるものと推測している。
シュレードなどは「あちらの方が本来の人格ではないか」と述べている。裏人格は後にバルビエルの「怨嗟の魔蠍」のスフィア・アクトを受けてスズネから肉体の主導権を奪取。修復されたジェミニアに搭乗し、アムブリエルを名乗ってヒビキと敵対した。最終的にはアムブリエルと人格統合し、テレポート能力を会得。決戦後、改めてヒビキに想いを告げたが、スフィアの恐ろしさを垣間見た彼はすぐには答えを出せていない。
復帰後は統合された人格の影響から年齢差や立場といった後ろめたさのしがらみを超えて、ヒビキに積極的に好意を示していき、それまでと打って変わって一途で情熱的な面を見せて周囲を騒然とさせた。また、それまではジェニオン搭乗時ははずしていたメガネを常時かけるようになった。
超次元世界の誕生後は大学に戻ったようだったが、卒業したヒビキが旅立つことを知り、黙っていこうとする彼に内緒でソーラリアンに乗り込み、その旅に同行することを決め、了承させた。
元々は本編開始以前、UCWでもADWでもない別の世界から一人で転移してきた存在。
アムブリエル
声：柚木涼香
今まで二重人格と思われていた涼音の別人格の正体。自由を愛し、何者にも従わない気まぐれな性格。己の力を最大限に生かすため、「いがみ合う双子」を狙う。ジェミニアを駆り何度もヒビキと激突したが、最終的には敗北。メガラニカを狙うコロニーレーザーで共倒れになろうとしたが、バナージたちの張ったサイコ・フィールドに救われ、さらにヒビキからどちらで生きるかはスズネと決めろ、と喝破されて敗北を認める。意識の底に沈みかけていたスズネを受け入れ、彼女の中に取り込まれる形で統合された。
正体はジ・エーデルの並行存在の一人。
AG
声：平川大輔
ジェニオンを開発した「DEMコーポレーション」のロボット。次元の狭間でジェニオンをテストしていたが、ジェニオンが通常空間にはじき出されてしまった際、偶然そこに居たヒビキをパイロットとして登録する。ロボットでありながら商売に余念がなく、人の感情の揺らぎによって生成される「Zチップ」という貨幣の収集を行っている。そのために母艦内部に「Dトレーダー」という店を出し、様々な隊員に声をかけている。彼自身にもジェニオンの全容は把握できておらず、ヒビキや涼音と共に解析を進めている。
表情が豊かで、丁寧な口調ながらも飄々とした性格であり、それ故にZ-BLUEのメンバーからは懐疑の目で見られることも少なくない。しかし、時には落ち込んだ人物がいる時に励ましたりするなどの気遣いを見せることもある。
時折Z-BLUEのメンバーの平行世界や過去、未来について知っているかのような言動をする。さらに、『時獄篇』では「マイクロウェーブ受信式大口径ビーム砲」「ナノマシン散布システム」「旧世紀のICBM」といった代物まで手配すると豪語しており、翠の地球に飛ばされたかつてのZEUTH・ZEXISの仲間の存在を知っているようなそぶりも見せている。
女性陣に対しては積極的にセクハラを働くため嫌がられている。Dトレーダーではやって来たメンバーに「それでは今日も張り切って！」と振って「商売、商売！」と返してもらうのを恒例行事としている。これはいつの間にかZ-BLUEメンバーに加入する行事のようになっていたが、実はこれにはある意味があった。
AGの正体は、ジ・エーデルの並行存在の一人。上記のやり取りはジ・エーデルがエーデルを操るのに使っていたのと同じバインド・スペルであり、御使いへの畏怖に屈した場合の保険として仕掛けておいたものである（結果的にはメンバーを怒らせてしまい、自力で両方を破られる結果になったが）。なお、このやり取りを拒否し続けたヒビキだけは一人だけピンチに陥っていた。
これは、人格のベースがカイメラにいたジエー・ベイベルであるため。本人はAGの姿を結構気に入っている。「ジ・エーデル」とは並行世界の同一人物を指す総称であり、「AG」は「AGENT」ではなく「All Gathered」……オール・ギャザレット、つまり「集合体」の略。このAGは高次元生命体への擬似真化のために残るジ・エーデルが集合し、その中でもっとも強いジエーが代表を、エルガンが補佐を努める立場にある。ジエーがベースであるため、欲望に忠実で他者を道具としてみている節があるが、御使いを倒す意思は本物。結局、最後にはメンバー全員にタコ殴りにされることになった。
Dトレーダーの会話エピソードにおいて、その体にはトライアの手によって爆薬が仕掛けられており、その起爆スイッチはバインド・スペルの支配下にないヒビキに預けられているという旨が語られている。
真の時空修復が完成した後は聖アドヴェントと共に最後に残った「消滅しようとする力」の残りを因果地平の彼方へ送り消滅した。

#### サイデリアル
ヴィルダーク
声：堀秀行
新地球皇国の皇帝となった人物。ガイオウと呼ばれた男、ヴァイシュラバと同じく次元将の一人であり、「アウストラリス」を名乗ってサイデリアルに属していた。
ガイオウ同様根源的災厄と戦うために力を集めて挑んだが、敗走。より強い力を求めた末に、不屈の意志で御使いと戦っていたスフィア・リアクターを討ち、「立ち上がる射手」のリアクターとなった。
ラース・バビロンでの決戦後、スフィアを吸収する次元将の能力を覚醒させ、「怨嗟の魔蠍」「欲深な金牛」「沈黙の巨蟹」を自らのものとした。その力に己本来の闘気を加え、恐るべき力を持つ。ラース・バビロンでの戦いでは敗北したが、「敗北したということは、まだ強くなれる」と捉え、地球から去っていった。
彼やガイオウのいた世界でも、人とマシンの真化による同調強化、即ち真化融合の理論は提唱されていたが、次元将たちはその域に達することが出来ず、代替品として人とマシンを強制的に融合させる……ヴァイオレイション・システムとしてリヴァイブ・セルが開発された。
自らのやって来たことが正しくないと知りながらも、奪ってきた命たちに報いるため、真化融合を果たしたZ-BLUEに戦いを挑むも力及ばず敗北し、アドヴェントに4つのスフィアを奪われた。
しかし、生と死の狭間において、「鬼宿」の力で存在していた尸空と邂逅。
ユニットとしての詳細はメカ一覧の「次元将ヴィルダーク」を参照。
専用BGMは「夢幻の戦神」「Reverion〜反逆の戦士達〜」。

##### 鬼宿
この部隊の面々は元々は銀河辺境に住む種族であり、人間の中にある「消えようとする力」、つまり死を司ることを使命としていた。その力に目をつけたサイデリアルに一族を滅ぼされ、そのまま吸収された。隊員達は「消えようとする力」を操ることによって次元力を制御し、それによって尸冥爪を駆る。
尸空
声：坂口候一
アンチ・スパイラルとの決戦後、Z-BLUEの前に姿を現した謎の男。「しくう」と読む。赤いサングラスをかけ、黒いコートをまとう。
鬼宿の隊長であり、「沈黙の巨蟹」のスフィア・リアクター。ガドライト同様サード・ステージに移行しており、スフィアの力を十全に引き出すことが出来る。
寡黙な性分で感情の起伏が全くなく、言葉にもほぼ抑揚がない。しかし、その溢れ出る殺気は場を支配してあまりあるだけの力を持つ。「沈黙の巨蟹」を使うために情動を捨て去っており、挑発にも侮辱にも全く反応しない。それでいて凄まじい殺気を放つため、「死の使い」「殺し屋」「虚無を持つ者」などと呼ばれる。
サイデリアルにはガドライトを含むジェミニスそのものが所属しており、尸空はその統括者に当たる。本編開始以前に手勢を率いてジェミナイを強襲・滅亡させ、脱出して来ていたガドライト達を部隊に吸収した。
監視任務を放棄したジェミニスへの制裁のため地球を訪れ、ジェミナイの最後の女性であるアンナロッタをお腹の子供ごと抹殺した。
専用機「尸逝天」で時空の檻の崩壊する現場に現れ、Z-BLUEと戦った後、彼らがその強さゆえに滅びることになる、と告げて撤退した。翠の地球で対峙して以降、スフィアとの相性もあって自分の中の「虚無」を崩すクロウとは因縁浅からぬ関係で、彼の前では通常時より饒舌になる傾向にある。彼の存在を「スフィアの相性とは関係なく気に入らない」と言う一方で、死の間際には「俺もお前と同じ」と発言している。
現世とは別の理を宿しており、手刀がそのまま凶器となる。その手刀で対象を切り裂き、同時に命の灯火を消し去る。その力によりサイデリアルでは裏切り者の粛清を受け持っている。
元は人間の中にある「消えようとする力の結晶」、つまり死を司る一族、「鬼宿」の本家の生まれであり、最高司祭にして当代の総領でもある。その力に目をつけたサイデリアルに一族郎党を滅ぼされて軍門に下ったが、心の内には一族の運命を破壊し使命を歪めた御使いへの怒りがあり、反抗の機を伺っていた。最終的にはラース・バビロンでの決戦で敗れ、かねてからの計画通り、アウストラリスに「沈黙の巨蟹」を差し出して死亡した。
しかし、その異能によって生と死の狭間に留まっており、力尽きたヴィルダークの前に現れる。そして、超時空修復でスフィアが消滅したことによって「沈黙の巨蟹」から解放され、クロウ達との再会の時を待つべく来世へと旅立っていった。
専用BGMは「屍魂の徒」。
尸刻
声：庄司宇芽香
「鬼宿」の副隊長を勤める人物。「しこく」と読む。尸空の妹だが、関係を知るものはサイデリアルでも少ないらしく、そのことを知ったダバラーンも驚愕していた。物静かな女性で、決して感情を露にしない。尸空からは全幅の信頼を寄せられており、配下からも厚い忠誠を捧げられている。

##### ジェミニス
この部隊の面々は、元々は惑星ジェミナイの精鋭部隊。鬼宿に大敗を喫して吸収された。時獄戦役後はサイデリアルから裏切り者として追われていた。
ガドライト・メオンサム
声：咲野俊介
無精ひげを生やした壮年の男。ジェミニスの隊長であるが、普段は飲んだくれている。
スフィアの一つである「いがみ合う双子」のスフィア・リアクターであり、サード・ステージに移行しているためジェミニアに乗らずともスフィアの力を行使できる。その能力で地球とコロニーの対立を煽り、本人は主にパラダイムシティの酒場でその様子を見ることを楽しみの一つとしている。
惑星ジェミナイは新世時空震動以前、サイデリアルの襲撃を受けて滅亡・消滅している。当時のガドライトは使命感の強い高潔な軍人であったが、「いがみ合う双子」によりマイナスの意志を増幅されていた。滅亡の経緯が描かれた「ラスト・デイ」では脱出を試みた矢先に尸空と遭遇し、残存部隊ごとサイデリアルに回収されている。
この件で心の芯を折られたガドライトは、以降サイデリアルに勝てない自らの無力に対して諦観を抱くようになり、「いがみ合う双子」によって増幅されたそれと釣り合わせるために無理やりに怒りを引き出して戦っていた。それは、エタニティ・フラット構築の監視のため地球（アオの星）に派遣された際、同じくサイデリアルに目を付けられながら、ジェミナイと異なり守られるアオの星に直面したことで爆発。引きずられる形で人格そのものも退廃的で狭量な、かつてとは正反対の卑小なものへと変わって行った。
そして、特異点となっていたシャアの計画により時空修復が敢行され、エタニティ・フラットが解消されると、やり場のない怒りをクロノの一員になったサイガスを殺害した後、Z-BLUEに向ける。
心の奥底には故郷ジェミナイを失った憤怒と無力に対する諦観があり、そのぶつかり合いが「いがみ合う双子」の力を引き出していた。だが、決戦においてアドヴェントに対して激昂、彼を怒りのままに撃墜してしまったのが仇となって感情のバランスが崩れ、同じく資格を持ちうる存在だったヒビキに「いがみ合う双子」を奪われ、戦死する結末をたどった……かに思われたが、実は生存していた。
時の牢獄破壊後の新地球皇国との戦いでは、サイデリアルから「槍」を盗み出す、クィーンに情報を流すなど戦いの裏で暗躍しており、クロノの教義が明かされた後、スズネがジェミニオン・レイに乗り換えて投棄されたジェミニアを取り戻し、ヒビキ達の前に現れた。アンナロッタが遺した双子の娘の存在により、諦めることをやめて全力で戦い始めている。しかし、「いがみ合う双子」ではなく人造スフィアを使用しているため、それでも問題なくジェミニアを操っている。
ラース・バビロンでの決戦にも現れたが、次元将として覚醒したヴィルダークにジェミニアごと撃破される。最期にはその圧倒的な力にエルーナルーナと尸空の心情を理解し、娘二人の未来を次元将たる彼の守る未来に託し、ヒビキに激励とも負け惜しみとも取れる一喝を投げて散った。
ヒビキの母の死に関わっていたと思しき発言があったが、これはスフィアを奪われる瞬間、ヒビキの記憶とリンクしてメグミの一件を垣間見たため。
専用BGMは「LOST SOLDIERS」（スポット参戦時のアンナロッタも同様）。
アンナロッタ・ストールス
声：冨樫かずみ
ジェミニスの幹部であり、ガドライトの部下。任務のためならば卑怯な手段でも実行する覚悟を持つが、自分の良心と任務の間で葛藤することもある。ジェミナイの最後の女性であり、既に妊娠していることもあって、ガドライトからは戦場に出ることを止められていたが、自ら望んで出撃していた。ジェミナイの住民は完全母系優性遺伝であり、他種族との間で妊娠しても母親がジェミナイの住民ならば生まれてくる子供はジェミナイの遺伝子が100%継承される。
ガドライトが監視任務を放棄してアオの星を滅亡させるべく動き出したことがサイデリアルの「天意」に反していたため、派遣されてきた尸空に制裁として処刑された。
しかし、尸空は標的以外は殺さないというポリシーによりアンナロッタが身ごもっていた子供は無視したため、ジェミニスによってその子が取り上げられ、種族の希望が繋がれた。
アンナ、ロッタ
アンナロッタが遺した双子の娘。母の名を分けて受け継いでいる。彼女らの存在は生き残りのジェミナイド、そしてガドライトにとっても大きな希望であり、彼に戦う意志とジェミニスの誇りを取り戻させる引き金となった。

##### ハイアデス
この部隊の面々は元々闘いを求めて銀河を旅する戦闘集団であり、先代リーダーであるエルーナルーナの父がサイデリアルとの戦いで戦死したのを機会に加入した。
エルーナルーナ・バーンストラウス
声：山崎和佳奈
ハイアデスの隊長。「欲深な金牛」のスフィア・リアクター。そばかすとウェーブがかった金髪が特徴のアクティブな美女。
途轍もない知将であり、相手の考えを完全に読みきった上で作戦を立案・実行する。自身もリアクター以前に軍人としての力量がずば抜けており、緻密な作戦と大胆な行動を得意とする。
しかし、それ以前に陽気で派手好みの性格であり、それではいくら優秀でも総司令官の権威がなく、ハイアデスはともかく他の全軍への示しがつかないとして、アウストラリスの命令により牡牛を模した金色の仮面と全身鎧を纏い、「ストラウス」の略称で行動していた。
ランドとの闘いでアーマーが破壊されたことで、バトルマニアとしての本性をむき出しにし、戦闘を望むその欲望によってスフィアの力をより強く引き出すようになった。
闘争を望む本心の裏には、父を死に追いやったそもそもの原因である御使いへの怒りがあり、ヴィルダークに「サイデリアルに来れば、もっと楽しい戦いが出来るだろう」と誘われたことがきっかけで「欲深な金牛」に共鳴。誘いに乗って組織に加入したが、その裏では御使いへの復讐を考えてていた。
経緯は不明だがその後、ヴィルダークと戦って敗北。その圧倒的な力に御使いへの勝利の可能性を見出したことで、ヴィルダーク、尸空と共に、次元将であるヴィルダークに3つのスフィア（と、あわよくばZ-BLUEの4つのスフィア）を差し出すことで戦う力にする、という計画を立てていた。最期にはその契約を守り、闘争の喜びに準じて散る。「欲深な金牛」は約束どおり、ヴィルダークに託された。その魂はスフィアに宿り、尸空、バルビエル、アイム、ユーサーと共に超時空修復に力を貸した後、新たな地平へと去っていった。
専用BGMは「天翔る金牛」。
ダバラーン・タウ
声：高塚正也
ハイアデスの副長。勇猛果敢な武将であるが、同時に優れた知略の持ち主。ストラウスことエルーナルーナの片腕であり、その期待に応えて武勲を挙げることを至上のよろこびとしている。
実はエルーナルーナに思慕を寄せており、彼女の興味を引くランドを敵視している。

##### アンタレス
この部隊の隊員の大半は、バルビエルが放った怨嗟の魔蠍のスフィア・アクトによって精神を破壊されて憎しみに凝り固まっており、加入することを「堕ちる」と形容されるほど忌まれている。
バルビエル・ザ・ニードル
声：岸尾だいすけ
アンタレスの隊長。「怨嗟の魔蠍」のスフィア・リアクター。当初は記憶喪失を装い、「オリオン」という名前でアドヴェント達と共に行動していた。しかし、セツコの力でクラヴィアがスフィアとの同調を解かれたため、本性を表してアン・アーレスに搭乗。真の名を名乗った。
「バルビエル・ザ・ニードル」とは御使いが「怨嗟の魔蠍」のリアクターに付ける洗礼名であり、本名は不明。乗機の「アン・アーレス」というのも御使いからの洗礼名であり、元々の名前は「ガン・アーレス」という。洗礼名を使っているようにサイデリアルの幹部のうち唯一本心で御使いへの忠誠を誓っており、そのためヴィルダークや同僚のエルーナルーナと尸空からは御使い打倒の協力を求めるのは無理だと判断されて、打倒計画は秘密にされていた。
己以外の全ての存在を憎み、露悪的な言動で敵を挑発する。人間心理を突く作戦に長けており、ナノマシンや薬物の扱いも得意。さらには「怨嗟の魔蠍」のスフィア・アクトにより、憎しみを増幅させ理性を奪うことも出来る。一方、スフィアを手に入れる作戦の為に近づいたはずのセツコには屈折した愛憎と執着心を抱くようになり、最期の瞬間でもセツコに助けを求めていた。
元は別の世界の地球人であり、ガン・アーレスに乗ってサイデリアルと戦っていたが敗北。その怒りと哀しみが憎しみに変貌したことで「怨嗟の魔蠍」に共鳴してサード・ステージへ覚醒し、サルディアスの部隊を全滅させた。以降、御使いに心酔するとともに、故郷を失ったというやり場のない憎悪は八つ当たり同然で戦場の敵に振りまいていた。このためヴィルダークらは「その憎悪を御使いに向けられれば計画の同志になれたであろう」とも哀れまれてもいた。
ラース・バビロンでの決戦で敗北し、アウストラリスに処刑されて「怨嗟の魔蠍」を奪われた。その魂はスフィアに宿り、超時空修復に力を貸した後に憎しみから解放され、新たな地平へと去っていった。
戦闘BGMは「怨嗟のサバト」。
ギルター・ベローネ
声：平井啓二
サイデリアルの部隊長。うぬぼれが強く傲慢な性格で、「知将」を自称して様々な策を弄する。しかし、いずれの場合も詰めが甘く、とっさの対応力はない。劇的な展開を好むという性格がそれに拍車をかけている。
部下からの信頼はないに等しく、サイデリアルでは「上司にしたくない男ナンバー1」という不名誉な称号がある。
度重なる失態からバルビエルが放った怨嗟の魔蠍のスフィア・アクトによって精神を破壊されて、憎しみのみで戦う狂戦士と化してZ-BLUEに襲い掛かるが敗北し戦死した。
クラヴィア・アーゴ
声：川庄美雪
サイデリアルのスフィア研究者。末席であり、思うように研究できないことに不満を感じていた。基本的に自己評価が低く消極的だが、一度決断した事項に対しては周囲が驚くほどのアクティブさを見せる。
元は「エスコール」という惑星の生まれであり、1年ほど前に拉致されて研究チームに組み込まれた。そのため、サイデリアルに対しては何の柵も感じていない。
クロウに対して好意を抱いていたが、時限爆弾とも言えるナノマシンによる精神制御を仕込まれており、セントラル・ベース攻防戦において憎しみが暴走、アン・アーレスを駆って襲い掛かる。
最終的にはセツコの力で制御が解かれたが、ナノマシンを摘出する際に記憶を失い、レジスタンスの生活班に加わった。
サルディアス・アクス
声：置鮎龍太郎
サイデリアルの脱走兵。飄々とした性格で面倒見のいい中年の男で42歳。インテリな一面があり知識は豊富。末端の兵を装っていたが、実はバルビエル率いるサイデリアルの部隊「アンタレス」の副長。
元々はバルビエルの地球を滅ぼした部隊の隊長で、ガドライトにとっての尸空と同じような立ち位置にある。しかし、その戦いでバルビエルに部下達を全滅させられたために彼を憎んでおり、バルビエルの憎しみが癒えないことを望んでいる。バルビエルもそれは承知しており、故にこそ己の副官に相応しいと考えており、バルビエルのスフィアの力の源である憎しみの供給源となっている。サルディアス自身も過去にサイデリアルによって家族を殺され故郷を滅ぼされて編入された際、その憎悪から「怨嗟の魔蠍」リアクター候補に挙がったという経緯があるが、現在は加齢によって淡々とした性格となり、過去ほど激しく長期間の憎しみを抱けなくなり、その代わり私情を挟まない淡々とした性格から指揮官として優れた能力を得た。
元々は考古学者であり、物理学とは別視点から宇宙の歴史や成り立ち、真理についてを研究していた過去がある。
地球での戦いでダバラーンと尸刻と共に死亡したと思われたが、実際には3人とも生存しており、終盤にてサイデリアルの残存戦力をまとめ上げて組織を再編、それと共にヴィルダークたちの真意を知り、宇宙怪獣や御使いとの戦いで人類側に加勢した。
GMは「PRISON RUNNER」。

#### クロノ
アドヴェント
声：諏訪部順一
多元世界の裏に潜む組織「クロノ」のうち、現状を変えようとする「改革派」を率いる青年。エルガンを失って崩壊しかけていた改革派に加入し、一気に立て直した経緯がある。そのためエルガンやイオリアとの面識はない。
ジェミナスと戦うヒビキの前に幾度となく現れ「君を導くことが私の喜びだ」と言い、彼に助力するがその真意は不明。本人の言によれば、ヒビキ同様テンシと出会い、そして呪いを受けた身であり、自身もまたテンシを追っているという。持っている能力は「血塗られた目」の症状を大幅に緩和するものであり、ヒビキと異なり「目」を発症していない。この能力は精神が破壊された対象には使えないが、一度使用するとかなりの間症状を緩和し、サイデリアルの接近を感知しても「目」が発症しなくなる。
パイロットとしての技術は一流で、専用機アスクレプスの性能とあいまってその実力は高い。搭乗機の名前（へびつかい座に由来）や専用曲のネーミングから、スフィアに何らかのかかわりを持っていることが示唆されるが、詳細は謎。
最期はガドライトを完全に倒すため「いがみ合う双子」を封じるべく、ガドライトを挑発して激昂させ、自身の撃墜と引き換えにヒビキの活路を切り開いて戦死したかに思われていたが、後に火星での闘いで生還した。
Z-BLUEの面々は、連邦軍の地球至上主義派がジェミニス、クロノ保守派と繋がっていることから彼に対して疑念を抱いているが、ヒビキだけは彼と真紀の言葉に従順すぎるほどの反応を示す。この真相は不明。
ジェミニスやサイデリアルに対しては時に傲岸なまでの態度で接するなど、敵意や戦意を隠さない。真意の掴めない性格であるが、その反面やや天然な部分もある。
翠の地球においては自身についてよくわかっていないと述べた上で、「黄道十二星座の名を持つスフィアの力を引き出す者がスフィア・リアクターであるならば、私は違う」としている。
専用BGMは「THE SON OF SUN」。直訳すると「太陽の子」となる。
コード：ブルー
声：新井良平
クロノ改革派行動部隊の副隊長。理知的な性格の常識人で、どんな状況にも冷静に対応する強い意思を持つ。料理の腕はプロ級。銀河中心部でのエグゼリオ変動重力源との戦いで、アサキムの攻撃からアドヴェントを庇って戦死した。
専用BGMは「PRISON RUNNER」。直訳すると「牢獄を駆ける者」となる。
コード：レッド
声：金本涼輔
クロノ改革派行動部隊の隊員。時獄篇に登場した3人の隊員のうち黒人の男。自己主張の少ない実直寡黙な性格。メカに関する造詣が深い。
コード：ホワイト（柏葉真紀）
声：のぐちゆり
クロノ改革派行動部隊の隊員。表の顔は看護師で、第2新東京都市の病院で働いている。後方支援が任務で、温和な性格だが、前線に出れば勇敢に戦う。
カオス・コスモスでの戦いでヒビキに破れ、彼の行使した「いがみ合う双子」のオリジン・ローで記憶を消され、多元世界とは別の並行世界に飛ばされた。
コード：ブラック
声：赤羽根健治
クロノ改革派行動部隊の隊員。寡黙な性格。
カルロス・アクシオン
クロノ全体を統べる人物。クロノの現状を維持しようとする「保守派」の筆頭にして、クロノの最高意志決定機関「13人評議会」の議長。アクシオン家は代々クロノのキングを世襲しており、次はカルロス・アクシオン・Jr.のはずだった。
クイーン

#### 御使いとその関係者
喜びのアドヴェント
声：諏訪部順一
御使いの一人にして、喜びを司るモノ。クロノ改革派に入り込み、何度もヒビキ達の前に現れていた。
Z-BLUEの面々からは信頼を寄せられていたが、クロウやノノ、レド、ガロードなど日の浅い面々は「ストライカーの支配と変わらない」「どうしてそんなに信用するんですか」と違和感を覚えていた。それは、初登場以来常にヒビキ達を助けに来たことにより、いつしか「アドヴェントが正しい」という前提のもとで思考していたことによるものであった。それを暴かれたことでZ-BLUEを同志足りえぬ敵対者と定め、ついに牙を向く。恐るべき戦闘力を持ち、アスクレプスを破壊されてなお、生身でジェニオン・ガイを木っ端微塵に破壊して見せた。
その正体は呪われた者などではなく、ヒビキの追っていたテンシ本人。時獄戦役で「目」を緩和したのは精神にシールドを張る能力。
御使いとしては、全ての行為を宇宙の救済と捉え、それを行うことに「喜び」を感じる。1万2000年前に至高神ソルが自害した後に他の御使いと意見を違えたことから追放され、御使い3人への復讐心を抱くと共に、御使いになっても争いを捨てられなかった事への失望から自らが御使い以上の存在になる事を目論むようになった。至高神ソル再臨のためにドリクトンらから帰還を求められた事から復讐心を隠して御使いに復帰、そしてソルに代わる新たな至高神を生み出しての新たな宇宙創造を画策する。アサキムをZONEから解放した本人であり、最終的には彼とシュロウガ、そしてドクトリン、テンプティ、サクリファイを自らに吸収。吸収した存在をスフィアの代用とすることで「至高神Z」を降臨させ、「聖アドヴェント」を名乗ってヒビキ達の前に立ちはだかることになる。しかし、それでも全ての人々の思いを受けたZ-BLUEに敗北し、真の時空修復を前にして完全に敗北を認めるとともに改心、その胸に喜びを満たすため時空修復に力を貸した。真の時空修復が完成した後はAGと共に最後に残った「消滅しようとする力」の残りを因果地平の彼方へ送り、自身も去っていった。
『スーパーロボット大戦30』にて隠しボスとして再登場。Zシリーズのアドヴェントと同一人物であり、既に野心や欲望を捨て去っており、力の大部分を失った（それでも次元力を使って無から援軍となるロボットを創り出すくらいの力はある）至高神Zと共に辿り着いた次元の狭間から様々な次元の宇宙を見守っていた。偶然訪れたドライクロイツに対してかつてのZ-BLUEから教わった命を燃やす力を理解し試したいとして手合わせを求めてくる。
専用BGMは「天より遣われし者」、「終焉を看取る神」（至高神Z搭乗時）。
怒りのドクトリン
声：石塚運昇
御使いの一人にして、怒りを司るモノ。モノクルをつけた老人の姿をしている。全ての行為を責務と捉え、「怒り」を以ってそれを行う。歪んだ進化を進む種に怒りを持っている。
自らを並行宇宙の管理者であるとし、理を乱すものには厳然たる態度で臨む。本人はこれを苦行と考えているため、喜びを以って罰を下すアドヴェントとは相容れず、彼を追放した経緯がある。
ブロディキウムに乗り込んでヘリオースを封印したZ-BLUEに挑んだが敗れ、アドヴェントに吸収されて消滅した。
専用BGMは「天より遣われし者」。
哀しみのサクリファイ
御使いの一人にして、哀しみを司るモノ。翠の髪の女神の姿をしている。真化しない種と、御使いの行いの双方をいつも「哀しんで」いる。
御使いの意見に反したため次元牢に閉じ込められている。ドクトリンがバアルとなる可能性を持った種を滅殺して回る一方で、真化の可能性を持った種を己の裁量で守ろうとし、地球の指標としてZ-BLUEとなった面々に烙印を刻んだ。そして、真化の要素たる5要素の因子を持つ者達を火の文明の世界に送り込み、蒼の地球に自らが見出した者達と共に配置、時の牢獄によって静止した楽園を作り上げようとした。
翠の地球にドクトリンの注意を集め、蒼の地球に楽園を作り上げた。しかし、監視者として送り込んだガドライトは、その意志を外れて蒼の地球を滅ぼそうと動き出したため、やむなく尸空を使ってこれを排除した。
「悲しみ」を司るが、己のものでしかないため他者を理解できない。そのため、己を理解しなかったZ-BLUEを敵と定め、自らドクトリンの元に戻った。
エス・テランでZ-BLUEと戦うアサキムの姿を見て命の意味を思い出したが、御使いの意味を否定したためアドヴェントに吸収されることとなった。
楽しみのテンプティ
声：大和田仁美
御使いの一人にして、楽しみを司るモノ。桃色の髪の少女の姿をしている。
「ティティ」の名前で避難民に紛れ込み、Z-BLUEでヒビキ達と交流していた。第三新東京市跡でのレナードとの戦いで、マクロス・クォーターへの攻撃に巻き込まれて死亡、遺体は宇宙葬となったが、その全ては偽りであり、御使いとして銀河殴り込み艦隊の前に現れる。
タケル曰く「無邪気に悪意をバラ撒く存在」。全ての行為を遊びと捉え、全力でそれを「楽しむ」。当初は導く行為そのものを楽しんでいたが、自らの決定で他の生物が右往左往するのが面白くなり、現在では力を振るうこと自体を楽しんでいる。12000年前のアドヴェントの追放も、御使いが一人減るのが楽しそうだったからという理由で賛同した。
最終的にはアドヴェントに吸収され、消滅した。
アサキム・ドーウィン

#### 地球連邦軍
サイガス・エイロニー
地球連邦軍の准将。地球至上主義者であり、連邦軍内でも「アロウズの忘れ物」「地球連邦のガン」と呼ばれ、極度のタカ派として名が通っている。極端なアースノイド至上主義者で、民間の意向を無視した軍事行動を起こしたり、異世界から飛ばされてきたガンバスターを接収しようとしたりと、軍部が中心となって全てを掌握すべきという考えを持っている。
その裏ではクロノと秘密裏に接触を図っており、正会員として認められるために暗躍するが、エタニティ・フラットが破壊された事で怒りが爆発したガドライトによって乗艦ごと破壊され死亡した。

#### 民間人
大原信也、白井美沙子
「血塗られた眼」の完全発症によって第2新東京都市の病院で入院している子供達。

### スーパーロボット大戦NEO
- メインキャラクター
  - 稲葉駆
  - 稲葉天音
  - シャーリィ・ルノイエ
  - ブラス・ルノイエ
- エルンスト機関
  - キャオス・レール
  - リバリス・ムイラブ
  - アマネ
- その他
  - ザンパ
  - ラルヴァ

### スーパーロボット大戦A
シャドウミラー

- アクセル・アルマー
- ラミア・ラヴレス
- レモン・ブロウニング
- ヴィンデル・マウザー

### スーパーロボット大戦R
エクサランス開発スタッフ

- ラウル・グレーデン
- フィオナ・グレーデン
- ミズホ・サイキ
- ラージ・モントーヤ

デュミナス一派

- デュミナス
- ティス
- ラリアー
- デスピニス

### スーパーロボット大戦D
リ・テクノロジスト
- ジョシュア・ラドクリフ
- クリアーナ・リムスカヤ
- フェリオ・ラドクリフ
- クリフォード・ガイギャクス

ルイーナ
- アクイラ
- イグニス
- グラキエース
- ウェントス
- コンターギオ
- ウンブラ
- ペルフェクティオ

### スーパーロボット大戦J
フューリー

- 紫雲統夜
- カルヴィナ・クーランジュ
- カティア・グリニャール
- フェステニア・ミューズ
- メルア・メルナ・メイア
- フランツ・ツェッペリン
- シャナ＝ミア・エテルナ・フューラ
- アル＝ヴァン・ランクス
- エ＝セルダ・シューン
- ジュア＝ム・ダルービ
- フー＝ルー・ムールー
- グ＝ランドン・ゴーツ

### スーパーロボット大戦W
ヴァルストークファミリー

- カズマ・アーディガン
- ミヒロ・アーディガン
- ブレスフィールド・アーディガン
- シホミ・アーディガン
- アカネ・アーディガン
- ホリス・ホライアン
- ガレント・カベリナリオ
- キャレット
- ユウミ・アーディガン

ザ・データベース

- アリア・アドヴァンス
- インファレンス
- クリティック
- レギュレイト
- アプリカント
- ディセイバー
- ディスパー

### スーパーロボット大戦K
惑星アトリームの住人

- ミスト・レックス
- アンジェリカ・シャルティール
- エルリック・シャルティール

惑星ベザードの住人

- シェルディア・ルージュ
- レム・ルージュ

イディクス

- イスペイル
- ヴェリニー
- ガズム
- ル＝コボル

### スーパーロボット大戦L
- 南雲一鷹
- AL-3 アリス
- クラール・グライフ
- 悠凪・グライフ
- HL-0 ハルノ
- ルド・グロリア
- HL-1

### スーパーロボット大戦UX
アンノウン・エクストライカーズ
- アニエス・ベルジュ
- サヤ・クルーガー
- リチャード・クルーガー

ノーヴル・ディラン一派
- ジン・スペンサー
- アユル・ディラン
- ノーヴル・ディラン

### スーパーロボット大戦BX
ヒイラギ家
- ヨウタ・ヒイラギ
- ユキ・ヒイラギ
- マリ・ヒイラギ
- マコト・ヒイラギ

デストルーク
- ディボーティー
- バルギアス

ジスペル

### スーパーロボット大戦Scramble Commander the 2nd
- ケイジ・タチバナ
- バレンティナ・レアニカ
- シュウイチロウ・ユキムラ
- セイジュウロウ・ソガ

### スーパーロボット大戦Operation Extend
コネクト・フォース
- セイシロウ・クサナギ
- ヒマリ・ヤエガキ
- スオル・ダグラス
- クサナギ博士
- クサナギ隊長

### スーパーロボット大戦DD
- ディド
- 大門 恵留
- 上牧 早希実
- ユンナ・ドーソン
- リナリア・クオ
- 神足 麻依子
- ユニス・エアリー
- ベネット・コリーヴレッカン
- ハーザ
- エギリゴ

### スーパーロボット大戦30
- エッジ・セインクラウス
- アズ・セインクラウス
- ミツバ・グレイヴァレー
- レイノルド・ハーディン
- リアン・アンバード
- メイヴィー・ホーキンス
- ファイクス・ブラックウッド
- カールレウム・ヴァウル
- オルキダケア
- クエスター
- サイクラミノス

### スパロボ学園
- 佐伯遼駕
- 瀬戸咲弥
- 轟剛太郎
- 美倉てすら
- 四条小夜
- 東雲京香
- 望月葵
- 天使吹雪
- 持田菜波
- 南雲裕一郎
- 魅門

### 超機人 龍虎王伝奇
- 稲郷隆馬
- 文麗
- V・B
- 飛麗
- エドワード・グリムズ
- 稲郷涼夜
- 美曜
- クラウス・ブラン・シュタイン
- クアン
- ジェイベズ・グリムズ
- オットー
- 孫光龍
- デヴォラ
- 偃師

### SDヒーロー総決戦 倒せ!悪の軍団
- エミィ
- ダークブレイン

### グレイトバトルサイバー
- ダークブレイン

### SDザ・グレイトバトル 新たなる挑戦
- ロア
- ボーンファイター
- デブデダビデ
- クリスタルドラゴン
- ダークブレイン

### ザ・グレイトバトルII ラストファイターツイン
- ファイター・ロア
- スカルナイト
- デブデダビデ
- クリスタルドラグーン
- ハイパーダークブレイン
- ザンエル
- グレートかみなりもん

### ザ・グレイトバトルIII
- ファイター・ロア
- スカルナイト
- デブデダビデ
- クリスタルドラグーン
- 魔王ダークブレイン
- 魔道師ザンエル
- アースゴーレム
- ファイヤーゴーレム
- ウインドゴーレム
- ウォーターゴーレム
- バンプレキッド
- きさぶろう

### ザ・グレイトバトルIV
バトルフォース
- ファイター・ロア
- キサブロー博士
- 戦士クロス

オーバーロード帝国

- 将軍ブラックエックス
- デバイス
- ティーゲル
- 陸軍将軍ドンメル
- 空軍将軍オーロラ
- 海軍将軍デスマルク
- 皇帝オーバーロード

### ザ・グレイトバトルV
- ファイター・ロア
- ドクターキサブロー
- エミィ
- モハル
- ガルドラス

### ザ・グレイトバトルVI
- 妖精シーラン
- 邪龍神インフェリオス

### ザ・グレイトバトルPOCKET
- たくや（男の子）
- ななみ（女の子）

### 鉄球ファイト! ザ・グレイトバトル外伝
- 戦士ロア
- 鉄球神セイントスフィア
- スカルナイト
- デブデダビデ
- クリスタルドラグーン
- ダークブレイン
- 鋼鉄魔王ダークアイアン

### ザ・グレイトバトル外伝2 祭りだワッショイ
- ロア
- 朱雀親子
- フェスティバル大帝
- エミィ
- バンプレキッド

### スーパー鉄球ファイト!
- ロア
- 邪神龍

### バトルクラッシャー
- ロア
- 闘龍王
- ダークエミィ
- ヘルザーク
- ダークブレイン

### バトルピンボール
- ロア
- エミィ
- スーパーピンボ

### バトルレーサーズ
- ロア
- エミィ

### がんばれ!ぼくらのコンパチヒーローズ
- ロア

### SDバトル大相撲 平成ヒーロー場所
- バンプレキッド
- グレートかみなりもん

### バトルドッジボール 闘球大激突!
- ロア
- バンプレキッド
- 闘球王ガーディアン
- ネオ・ダークブレイン
- ボーンファイター
- デブデダビデ
- グレートかみなりもん

### バトルドッジボールII
ゴッドファクトリー
- ロア
- エミィ
- ゲシュペンスト（ギリアム・イェーガー）
- ダークブレイン

キラー系
- ガンダムキラー
- ライダーキラー
- ウルトラキラー

### バトルサッカー2
- ロア
- サイバスター
- なぞのひつじさん

### ヒーロー戦記 プロジェクト オリュンポス
- ギリアム・イェーガー（アポロン）
- マサキ・アンドー
- クロ
- シロ
- シュウ・シラカワ
- ニック
- コーリャ
- フレディ

### ガイアセイバー ヒーロー最大の作戦
- マークハンター
- ガンダムキラー
- ライダーキラー
- ウルトラキラー
- エージェント

### シャッフルファイト
- クルセイダー
- ダルカス
- ガルシアス

### バトルコマンダー 八武衆、修羅の兵法
- ロア
- エミィ
- スカルナイト
- デブデダビデ
- クリスタルドラグーン
- ダグブール

### バトルロボット烈伝
ノルド王国
- アーク・クルヴィス
- エミー・ハウアー
- テヴィエ・ネイハム
- リットン

ゲルスター帝国
- ウルロフ・ヴァイアス
- カーラ
- クリステア
- エレノア・バラージュ

### リアルロボット戦線
- ムジカ・ファーエデン
- エリヤ・バリアード
- グレン・ドーキンス
- ウォロン・メロウズ
- レギ・メロウズ
- ラズロ・ファーエデン
- ロシュ・ラビンスク
- ジック・ボルドル
- マロウ・デクリード
- ラルフ・クオルド
- ドク・ディンティス
- シャクシャ・コッシャー
- エレドライル・エルフィン
- チャシキ・ポンツラグル
- ジョージー・ジョージ
- ワイズ・エンジュ
- リュウセイ・ダテ

### スーパーロボットスピリッツ
SRXチーム

- リュウセイ・ダテ
- ライディース・F・ブランシュタイン
- アヤ・コバヤシ

ネオ・イノセント
- レビ・トーラー

### リアルロボッツファイナルアタック
SRXチーム

- リュウセイ・ダテ
- ライディース・F・ブランシュタイン
- アヤ・コバヤシ

敵サイド
アナ=スタシア
声 - 折笠愛
ゲトゥビュームという機動兵器を大量に引きつれ、時限の扉を超えて過去未来の様々な地球に現れる。

### スーパーロボットシューティング
- プロメテウス
- テュポーン

### スーパーロボットピンボール
- デスタ
- プシュケル
- オーヴ

### スーパーロボット バトルメーラー
バトルスタッフガールズ
- レナ
- メル
- ユーユ
- もえ
- メイ

### リアルロボットレジメント
- アリエイル・オーグ
- ドゥバン・オーグ
- オヅヌ博士（名前のみ）

### スーパー特撮大戦2001
主人公・ヒロイン
- 迫水タクマ（ルシファード）
- サキ（ファディータ）
- 叶エイジ（ヴォルテックス）
- 日向ラン（ヴェルヴェット、ヴェルヴェット・フューリー、ヴェルヴェット・リバース）
- 日向清次郎

TDF
- キタクラ班長
- サワ隊長
- アマモト
- アンドウ
- ウシオ
- オオムラ
- カツベ
- ヒラタ
- マナカ
- ヤナギヤ

戦闘船団国家ナガー
- 鋼帝ゼファス（迫水キイチ）
- 邪学者アプファロン（迫水リョウマ）
- 闘姫アテファリナ（迫水リョウコ）
- 簑島カオリ（ヴァルキュリア）
- 藤堂タツヤ（ヴォルハザード）
- 日向サトル（ヴォルフィード）

### スーパーヒーロー作戦
主人公

- イングラム・プリスケン
- ヴィレッタ・プリスケン

SRXチーム

- リュウセイ・ダテ
- ライディース・F・ブランシュタイン
- アヤ・コバヤシ

セーブキャラクター
- クスハ・ミズハ
- ブルックリン・ラックフィールド
- リョウト・ヒカワ
- レオナ・ガーシュタイン

敵サイド
- ユーゼス・ゴッツォ
- ラオデキヤ・ジュデッカ・ゴッツォ
- バディム兵

その他
- Mr.カーダー

### スーパーヒーロー作戦 ダイダルの野望
- Mr.カーダー
- 帝王ダイダス
- ミク

### ゲーム
- 第2次スーパーロボット大戦 / G
- 第3次スーパーロボット大戦
- スーパーロボット大戦EX
- 第4次スーパーロボット大戦
- スーパーロボット大戦F / F完結編
- 全スーパーロボット大戦 電視大百科
- スーパーロボット大戦α
- スーパーロボット大戦α外伝
- 第2次スーパーロボット大戦α
- 第3次スーパーロボット大戦α 終焉の銀河へ
- スーパーロボット大戦Z
- スーパーロボット大戦Z スペシャルディスク
- 第2次スーパーロボット大戦Z 破界篇 / 再世篇
- 第3次スーパーロボット大戦Z 時獄篇 / 天獄篇
- 新スーパーロボット大戦
- スーパーロボット大戦64
- スーパーロボット大戦 リンクバトラー
- スーパーロボット大戦COMPACT2
- スーパーロボット大戦IMPACT
- スーパーロボット大戦COMPACT3
- スーパーロボット大戦MX
- スーパーロボット大戦GC / XO
- スーパーロボット大戦A
- スーパーロボット大戦R
- スーパーロボット大戦D
- スーパーロボット大戦J
- スーパーロボット大戦W
- スーパーロボット大戦K
- スーパーロボット大戦L
- スーパーロボット大戦UX
- スーパーロボット大戦NEO
- スーパーロボット大戦Operation Extend
- スーパーロボット大戦ORIGINAL GENERATION
- スーパーロボット大戦ORIGINAL GENERATION2
- スーパーロボット大戦OG ORIGINAL GENERATIONS
- スーパーロボット大戦OG外伝
- 第2次スーパーロボット大戦OG
- 無限のフロンティア スーパーロボット大戦OGサーガ
- 無限のフロンティアEXCEED スーパーロボット大戦OGサーガ
- Super Robot Taisen Original Generation
- Super Robot Taisen Original Generation 2
- スパロボ学園
- スーパーロボット大戦Scramble Commander
- スーパーロボット大戦Scramble Commander the 2nd
- スーパーヒーロー作戦
- スーパーヒーロー作戦 ダイダルの野望

### ドラマCD
- スーパーロボット大戦α ORIGINAL STORY D-1 （2001年）
- スーパーロボット大戦α ORIGINAL STORY D-2 （2001年）
- スーパーロボット大戦α ORIGINAL STORY D-3 （2001年）
- スーパーロボット大戦α ORIGINAL STORY D-4 （2001年）

### 書籍
- バンプレスト『Super Robot Wars Original Generation Official Book』2002年。（『OG1』購入特典）
- バンプレスト『SUPER ROBOT WARS ORIGINAL GENERATION 2 OFFICIAL BOOK』2005年。（『OG2』購入特典）
- バンプレスト『Super Robot Wars OG ORIGINAL GENERATIONS Official Perfect File』2007年。（『OGs』購入特典）
- バンプレスト『Super Robot Wars OG Official File GAIDEN』2007年。（『OG外伝』購入特典）
- 『スーパーロボット大戦α攻略本 魂』ソフトバンククリエイティブ、2000年。ISBN 978-4-9250-7579-4。
- 『スーパーロボット大戦OG ORIGINAL GENERATIONS パーフェクトガイド』ソフトバンククリエイティブ、2007年。ISBN 978-4-7973-4338-0。
- 『電撃スパロボ! Vol.3』メディアワークス、2006年。ISBN 978-4-8402-3329-3。
- 『電撃スパロボ! Vol.4』メディアワークス、2006年。ISBN 978-4-8402-3529-7。
- 『電撃スパロボ! Vol.6』メディアワークス、2007年。ISBN 978-4-8402-3837-3。
- 『SUPER ROBOT WARS OG SECRET HANGAR』ソフトバンククリエイティブ、2009年。ISBN 978-4-7973-5460-7。